# White River Badlands

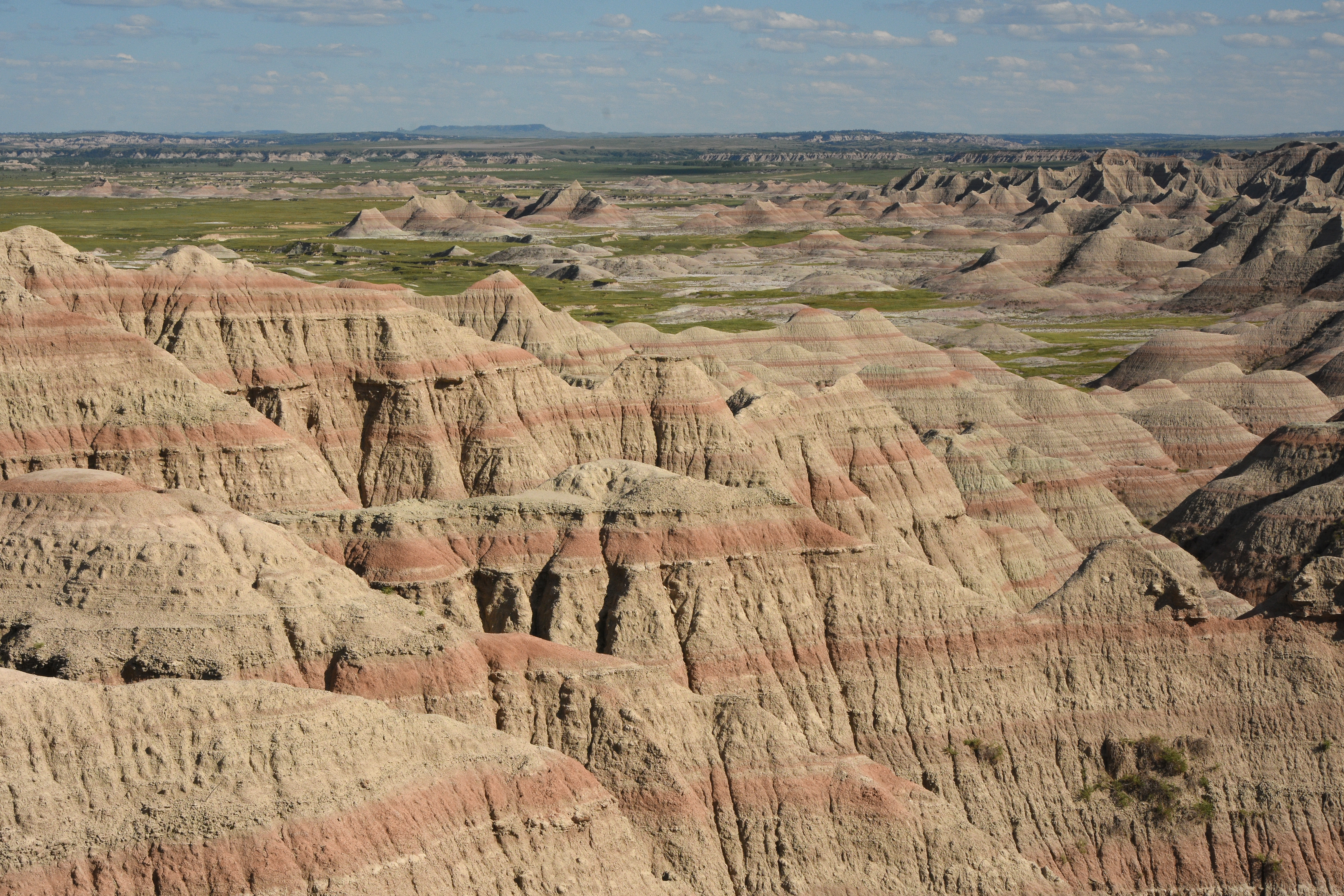
White River Badlands

Die White River Badlands, auch Big Badlands genannt, sind eine Region und bedeutende Fossillagerstätte im Südwesten des US-Bundesstaates South Dakota. Sie wird vom namensgebenden White River, einem Nebenfluss des Missouri durchflossen und repräsentiert mit ihren schroffen Felsen und der kargen Vegetation die Typusform der Badlands. Das Gebiet steht seit dem Jahr 1939 unter Schutz und ist wiederum seit dem Jahr 1978 Teil des Badlands-Nationalparks. Landschaftlich gehören die White River Badlands zur Prärieregion der High Plains. Sie sind daher einem trockenen Klima mit heißen Sommern und kalten Wintern ausgesetzt. Die prähistorische Besiedlung der Landschaft reicht bis in die Zeit der Clovis-Kultur vor rund 13.000 Jahren zurück. In historischer Zeit waren die White River Badlands Teil des Stammesgebietes der Sioux und somit seit dem Ende der 1860er Jahre in der Great Sioux Reservation integriert. Politische und wirtschaftliche Interessen, vor allem mit den Goldfunden in den westlich gelegenen Black Hills im Jahr 1876, führten zur Ausgliederung aus dem Reservat und leiteten einigen der bekanntesten Indianerkriege ein. Ein negativer Höhepunkt war im Jahr 1890 mit dem Massaker von Wounded Knee unmittelbar südlich der White River Badlands erreicht.
Die trockenen und kargen Verhältnisse in den White River Badlands bedingten eine nur dünne Besiedlung. Seit den 1840er Jahren wurden sie vor allem von Pelztierjägern aufgesucht und durchquert. In diesen Zeitraum fällt auch die Entdeckung der ersten Fossilien in der Region. Durch eine vergleichsweise schnelle Veröffentlichung der der Funde, federführend war hier Joseph Leidy, erlangten die White River Badlands das Interesse verschiedener wissenschaftlicher Institutionen. Die damit einhergehende intensive Erforschung der Landschaft im weiteren Verlauf des 19. und im 20. Jahrhundert führten dazu, dass die White River Badlands zu den ertragreichsten Fossillagerstätten der Welt gehören. Eine besonders lange Tradition dahingehend haben die Princeton University in Princeton in New Jersey und die South Dakota School of Mines and Technology in Rapid City in South Dakota. Funde aus dem Gebiet der White River Badlands sind Bestandteil zahlreicher musealer Ausstellungen auf verschiedenen Kontinenten. Die wissenschaftlichen Untersuchungen halten bis in die Gegenwart an.
Die geologischen Ablagerungen der White River Badlands entstanden im Oberen Eozän und im Oligozän vor rund 38 bis 23 Millionen Jahren. Sie werden der sogenannten White-River-Gruppe zugesprochen, die sich in mehrere Gesteinsformationen unterteilen lässt. Von größerer Bedeutung sind hierbei die unterliegende Chadron-Formation und die darüber folgende Brule-Formation. Sie bestehen weitgehend aus Ton-, Schluff-, Sand- und Muddesteinen, in denen die Fossilien eingebettet sind. Ihr Ursprung geht auf eine weite, ebene, von Fließgewässern durchzogene und von Überschwämmungsgebieten geprägten Landschaft zurück. Die Vegetation bestand aus Wäldern in den Flusstälern und offenen Grasflächen. Die Landschaft war von einer reichhaltigen Tierwelt bewohnt. Fossilreste liegen von Fischen, Reptilien, Vögeln und Säugetieren vor. Letztere stellen den weitaus größten Anteil und umfassen Insektenfresser, Nagetiere, Hasenartige, mehrere beutegreifende Gruppen wie die Raubtiere und die ausgestorbenen Hyaenodonta sowie darüber hinaus auch Huftiere. Charakterformen der White River Badlands werden durch die häufig aufgefundenen Gattungen Palaeolagus aus der Gruppe der Hasenartigen, dem frühen Pferd Mesohippus und die Paarhufer Merycoidodon und Leptomeryx repräsentiert. Die heutige schroffe Natur der Landschaft ist ein Ergebnis tiefgreifender erosiver Prozesse, die im Pleistozän wirkten.

## Geographie und Besiedlungsgeschichte

### Geographische Lage und Ausdehnung

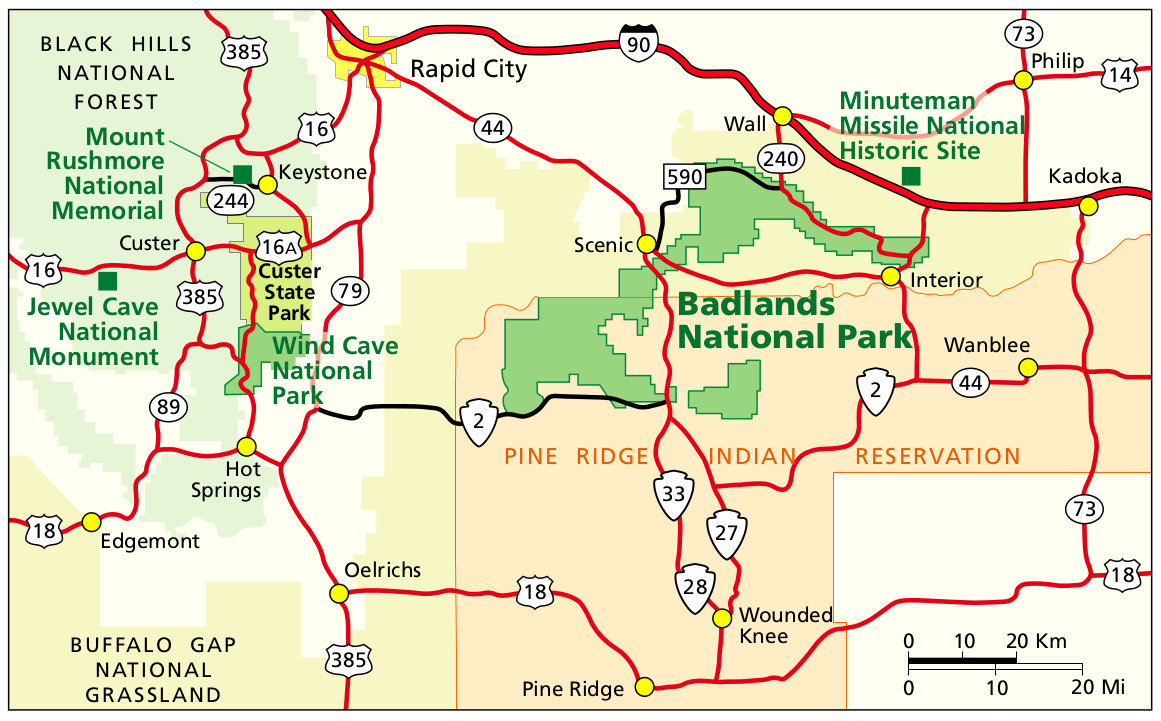
White River Badlands mit dem Badlands-Nationalpark und der weiteren Umgebung

Die White River Badlands liegen in den High Plains, dem westlichen Teil der Great Plains im Mittleren Westen der USA. Allgemein nehmen sie einen Teil des Südwestens des Bundesstaates South Dakota ein, genauer betrachtet umfasst dies das Oglala Lakota, Pennington, Jackson und Bennett County. Das gesamte Gebiet wird vom White River entwässert, nach dem die Landschaft auch ihren Namen erhielt. Im nördlichen Abschnitt übernimmt dies der Cheyenne River, etwas weiter östlich der Bad River. Alle drei bilden Nebenflüsse des Missouri, die beiden erstgenannten grenzen den heute bekanntesten Teil der White River Badlands im Süden und Norden ein. Dieser Bereich ist auch im Badlands-Nationalpark eingeschlossen. Dort finden sich mit dem Sheep Mountain Table, dem Stronghold Table, dem Cedar Pass oder dem Wall die eindrucksvollsten Formationen. Vor allem letztere trennt auf einer Länge von 97 km zwischen den Ortschaften Scenic im Pennington County im Westen und Kadoka im Jackson County im Osten die nördlichen höheren Ebenen von den südlich niedrigeren und erhebt sich teils bis über 130 m über den Grund. Die gesamte Landschaft ist felsig geprägt und wird von schroffen Nadeln, schmalen Graten, steilen Klippen, Hügeln und tief eingeschnittenen Tälern dominiert. Die Wände und Steilhänge zeigen sich in einem rötlichen, gelblichen oder bräunlichem Farbton mit gebändertem Charakter. Die Bildungen sind Relikte erosiver Prozesse, die die Landschaft nachhaltig beeinflussten. Die höchste Erhebung der White River Badlands erreicht am Sheep Mountain Table rund 1006 m über dem Meeresspiegel, der tiefste Einschnitt liegt am Sage Creek im Norden der Landschaft bei rund 750 m beziehungsweise am Flussbett des White River mit etwa 701 m über dem Meeresspiegel.
Die exakten geographischen Grenzen der White River Badlands sind schwer zu bestimmen, da zahlreiche Ausläufer in die Täler der Zuflüsse reichen. Teilweise umgeben ist die felsige Landschaft vom Buffalo Gap National Grassland, rund 80 km westlich erheben sich die Black Hills auf bis über 2200 m über dem Meeresspiegel. Nach Süden setzten sich die White River Badlands mit einem schmalen Höhenzug, Pine Ridge genannt, über das nordwestliche Nebraska bis in das östliche Wyoming fort. Der Pine Ridge stand Pate für das gleichnamige Reservat der indigenen Oglala-Lakota, das Teile des Badlands-Nationalparks einrahmt und südlich an diesen anschließt.

### Klima und natürliche Umwelt
Die Region zeichnet sich durch trockene Klimabedingungen aus, wie sie typisch für die High Planes sind und die Ausbildung der Kurzgrasprärie bedingen. Im Jahresverlauf fallen zwischen 160 und 486 mm Niederschlag, der Gesamtdurchschnitt bezogen auf 70 Untersuchungsjahre beträgt 419 mm. Der Großteil davon ist auf Gewitter im späten Frühjahr und frühen Sommer beschränkt. Im Herbst und Winter bleibt es hingegen meist trocken, allerdings kann die Schneedecke im März etwa 18 cm erreichen. Die Temperaturen liegen im Jahresdurchschnitt bei 8,9 °C. Im Juli steigen sie auf durchschnittlich 32 °C an, überschreiten aber mitunter auch 38 °C. Im Januar hingegen schwankt sie um den Gefrierpunkt, durchschnittliche Minimumwerte betragen hier −13 °C.

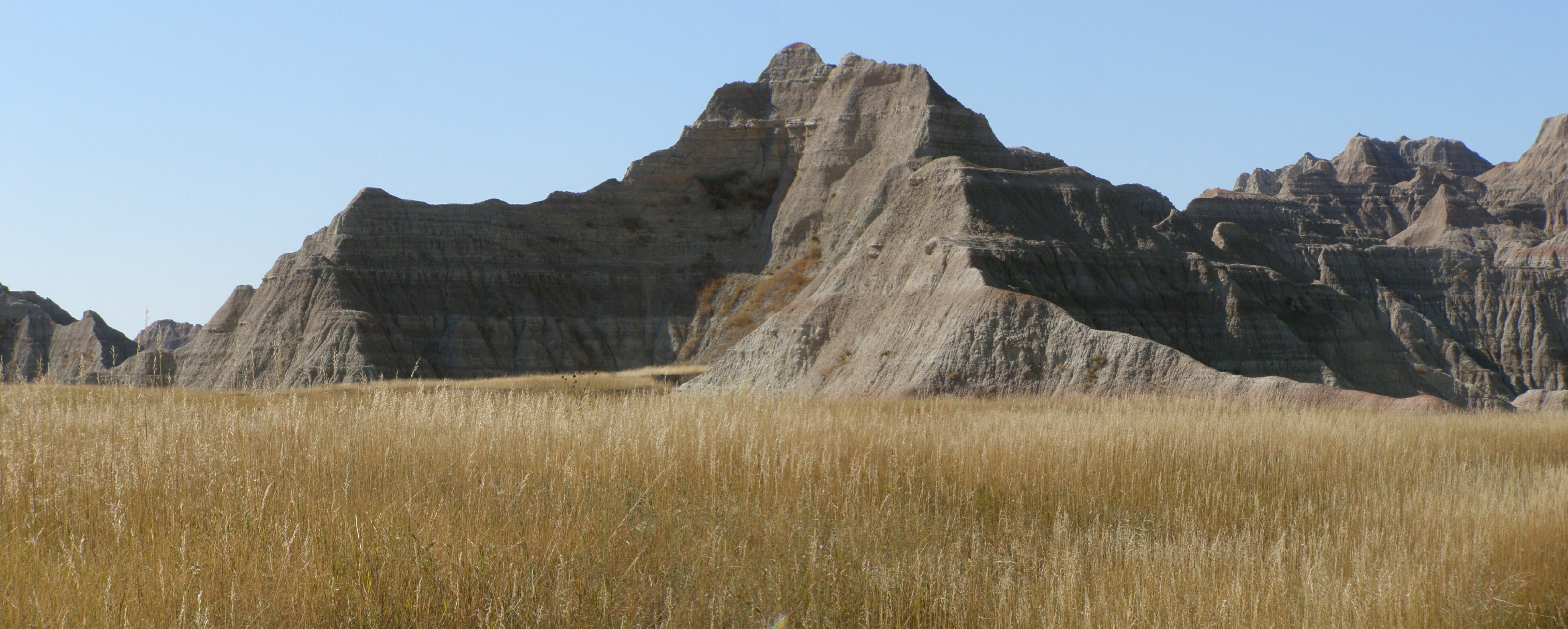
Kurzgrasprärie im Übergang vom Buffalo Gap National Grassland zum Badlands-Nationalpark

Die kalten, trockenen Winter und die heißen Sommer unterstützen in den White River Badlands eine eher offene Vegetation. Aufgrund der felsigen Natur der Landschaft sind rund 46 % der Flächen nicht oder kaum bewachsen. An den zahlreichen exponierten und daher sonnigen Flächen gedeihen überwiegend kurze Gräsern und Seggen, was gut die Hälfte der Gesamtfläche ausmacht. Hier sind auch die Kurzgrasprärien dominierenden Arten Bouteloua gracilis, Elymus smithii, Schizachyrium scoparium, Carex filifolia und Buchloe dactyloides charakteristisch. In den kühleren feuchteren Gründen der Schluchten und tiefen Taleinschnitte kommen hingegen Gebüsch- und Waldgemeinschaften vor, unter anderem mit dem Rocky-Mountain-Wacholder, der Rot-Esche, der Amerikanischen Ulme und der Kanadischen Schwarz-Pappel. Diese nehmen aber nur rund 4 % der Gesamtfläche ein. Insgesamt sind für die White River Badlands rund 450 Pflanzenarten dokumentiert.

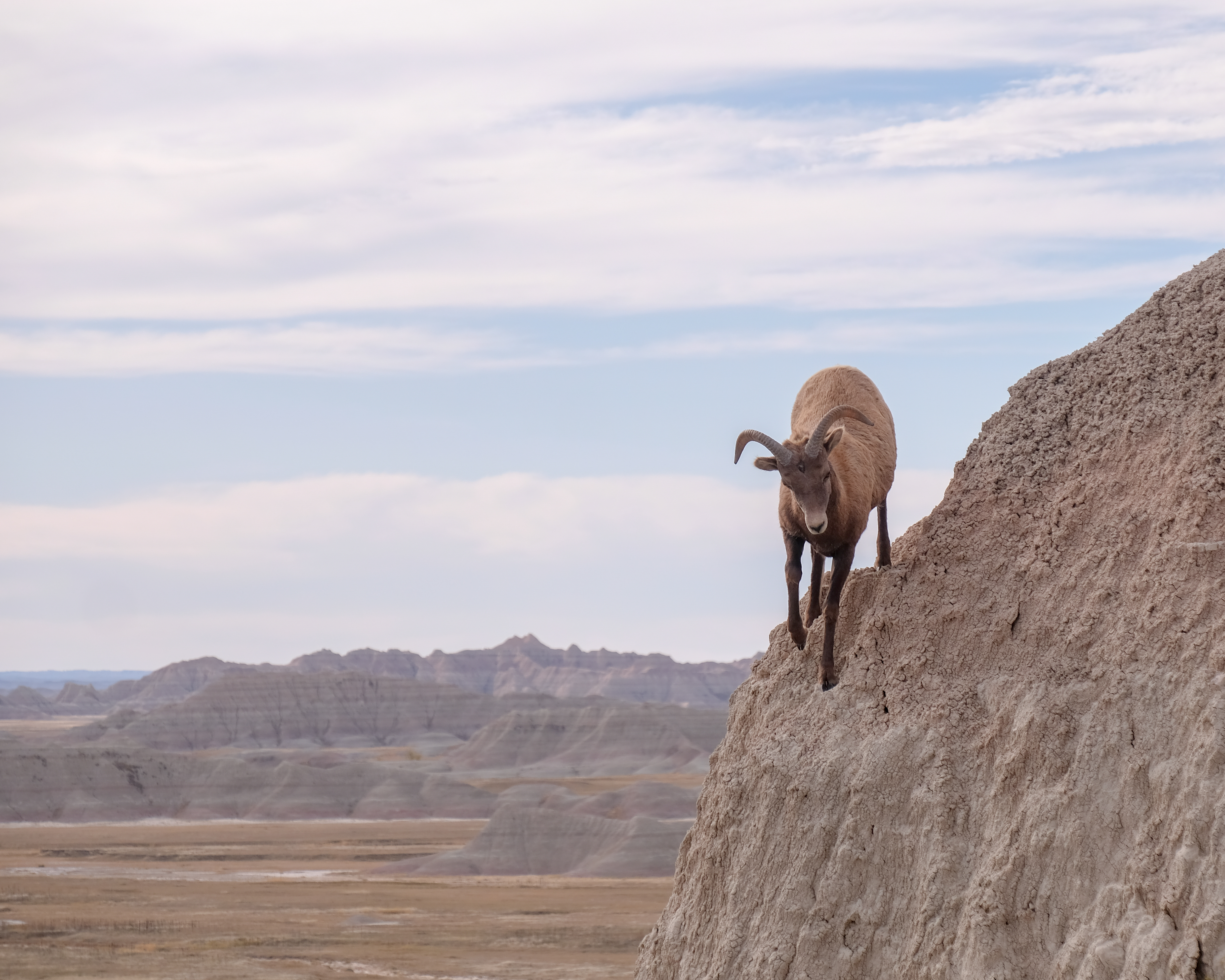
Dickhornschaf im Badlands-Nationalpark

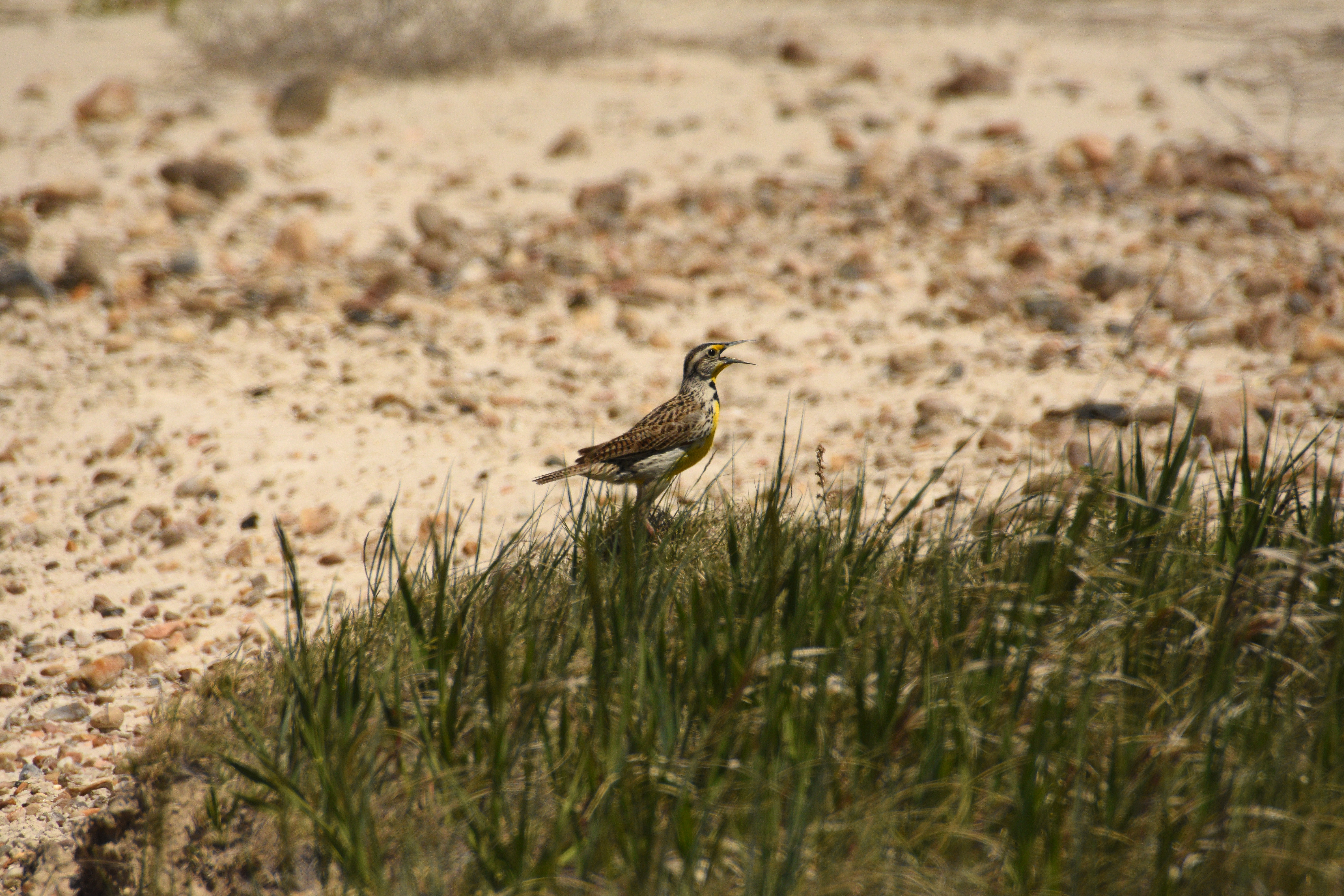
Wiesenstärling im Badlands-Nationalpark

Die Landschaft der High Plains trug in der historischen Vergangenheit eine reichhaltige Tierwelt, die heute weitgehend auf die Schutzgebiete beschränkt ist. Für die White River Badlands ist der Amerikanische Bison hervorzuheben, der in den 1960er Jahren wieder angesiedelt wurde. Im gleichen Zeitraum erfolgte die Wiedereinführung des Dickhornschafs. Darüber hinaus sind der Gabelbock und der Maultierhirsch präsent. In den 1990er Jahren erfolgte die Aussetzung des stark gefährdeten Schwarzfußiltis, dessen Hauptbeute, der Präriehund, ebenfalls in den White River Badlands ansässig ist. Die Landschaft bietet zudem Heimstatt für verschiedene Fledermausarten, weitgehend aus der Gattung der Mausohren. Unter den mehr als 200 Vogelarten kann die Waldohreule hervorgehoben werden, die Anfang der 1980er Jahre erstmals in den White River Badlands beobachtet wurde. Andere beutegreifende Vögel werden durch den Steinadler, Weißkopfseeadler, Präriefalken und den Königsbussard repräsentiert, während der Prärieläufer, die Heuschreckenammer, der Wiesenstärling oder der Rotschulterkardinal verschiedene Bewohner des Offenlandes vertreten. Zur Herpetofauna gehören die Westliche Klapperschlange, Schwarznatter, Gophernatter und die Zierschildkröte, aber auch der Tigersalamander und der Leopardfrosch.

### Zum BegriffBadlands
Die englische Bezeichnung badlands bedeutet übersetzt so viel wie „schlechtes Land“. Sie umschreibt eine Landschaft, die aufgrund erosiver Prozesse tief eingeschnitten und dadurch sehr abwechslungsreich gestaltet ist. Weiterhin kennzeichnet sie eine Armut an Wasserquellen und eine an trockene Verhältnisse angepasste Vegetation. Badlands bezieht sich hierbei aber nicht auf die allgemeine Qualität der Landschaft, sondern auf die für frühere Reisende schwierigen Bedingungen, diese zu durchqueren. Die französischen Händler und Pelztierjäger, die im 18. Jahrhundert zu den ersten Europäern gehörten, die die White River Badlands erreichten, prägten daher den Ausdruck les mauvaises terres a traverser („schlecht zu durchquerendes Land“). Die einheimischen, überwiegend Lakota sprechenden indigenen Gruppen nannten die Landschaft Mako sica, was sich von mako für „Land“ und sica für „schlecht“ herleitet. Ob dies allerdings der ursprüngliche Name für die White River Badlands war, ist unklar. Einige Forscher gehen davon aus, dass es sich hierbei um eine Rückübersetzung der französischen Bezeichnung handelt. Demnach wäre das Lakota-Wort für die White River Badlands eher mit Paha ska anzugeben, was wiederum „Weiße Hügel“ bedeutet. In dieser Auffassung stünden dann die White River Badlands den Paha sapa („Schwarze Hügel“) gegenüber, was sich auf die Black Hills bezieht.

### Besiedlungsgeschichte

#### Prä- und protohistorische Besiedlung
Die Besiedlung Amerikas begann im ausgehenden Jungpleistozän, ihr genauer Zeitpunkt und Ablauf sind Gegenstand einer intensiv geführten Debatte. Die älteste größerflächig verbreitete Kulturerscheinung der sogenannten Paläoindianer Nordamerikas ist die Clovis-Kultur, die im Zeitraum von vor etwa 13.050 bis 12.750 Jahren vor heute bestand. Charakterisiert wird sie durch ihre beidseitig vollständig flächig bearbeiteten steinernen Projektilspitzen, die als Clovis-Spitzen bezeichnet werden. In den White River Badlands ist mit der Lange-Ferguson site einer der ältesten Komplexe der Clovis-Kultur belegt. Südlich des heutigen Badlands-Nationalparks gelegen erbrachte die Fundstelle mehrere Clovis-Spitzen und Reste von Mammuten, die offensichtlich vor Ort geschlachtet worden waren. An den Mammutknochen gewonnene Radiocarbondaten geben ein Alter von 13.095 bis 12.990 Jahren vor heute an. Die nachfolgende Folsom-Kultur mit ebenfalls typisch flächig bearbeiteten Steingerätespitzen, den Folsom-Spitzen, ist in den White River Badlands nicht nachgewiesen. In unmittelbarer Nachbarschaft befindet sich aber am Südrand der Black Hills die Jim Pitts site. Hierbei handelt es sich um einen mehrphasig genutzten Platz, dessen ältesten Abschnitte noch in eine Übergangszeitraum von der Clovis- zur Folsom-Kultur gehören, welcher als Goshen-Komplex bezeichnet wird. Mit dem Aussterben der letztkaltzeitlichen Großsäugerfauna änderte sich folgend auch das Subsistenzverhalten der frühen Besiedler Amerikas. Die Träger der Folsom-Kultur spezialisierten sich dadurch auf die großen Bisons, was auch an der Jim Pitts site dokumentiert ist, ebenso an weiteren Fundstellen mit Komponenten der Folsom-Kultur wie Hell Gap im östlich-zentralen Wyoming oder der Brewster site im Agate Basin südlich der Black Hills, alle ebenfalls in der Umgebung der White River Badlands. Einige der Fundstellen leiten zum Plano-Komplex über, welcher mehrere Kulturerscheinungen mit variantenreichen Projektilspitzen einschließt. Der Plano-Komplex beendet die paläoindianische Kulturentwicklung in Nordamerika um etwa 6000 v. Chr. Direkt aus den White River Badlands sind lediglich Einzelfunde dokumentiert.
Die nachfolgenden archäologischen Kulturperioden sind in den White River Badlands weitgehend wenig präsent. Vor allem die archaische Periode, die bis um rund 200 n. Chr. währte, ist in ihrer frühen und mittleren Phase durch Klimaveränderungen im Verlauf des Holozäns geprägt. Mit dem Wechsel vom feucht-warmen Atlantikum hin zum trockeneren und kühleren Subboreal kam es zu einer starken Ausdünnung der menschlichen Besiedlung der High Plains. Dies änderte sich erst in der späten archaischen Phase wieder, als sich im Übergang zum Subatlantikum mit feuchteren Sommern die Grassteppen weiter ausbreiteten. Die weitgehend nomadisch lebenden Jäger und Sammler setzten anfänglich die paläoindianische Tradition fort. Im weiteren Verlauf der archaischen Periode erweitert sich jedoch das kulturelle Spektrum, was auch eine Vervielfältigung der genutzten Pflanzen und Tiere als Nahrungsressource mit sich brachte. Im Umland der White River Badlands liegt mit der McKean site am nordwestlichen Fuß der Black Hills ein größerer und bedeutender Fundkomplex aus der mittleren archaischen Phase vor, nach dem die typisch seitlich eingebuchteten McKean-Spitzen benannt sind. Aus den White River Badlands selbst sind lediglich einzelne Funde dieser Spitzen belegt. Vergleichsweise häufiger treten hier dann die mit dem Pelican-Lake-Komplex der späten archaischen Periode verbundenen, mit Widerhaken versehenen Projektilspitzen auf. Deutlich ist das beispielsweise im Tal des Fog Creek, einem Nebenfluss des White River, ersichtlich. Das Gebiet wird seit dem Ende der 1970er Jahre archäologisch erforscht. In der Gesamtschau sind Relikte der archaischen Periode hier allerdings rar. Die Anzahl der Fundstellen nimmt dann zur Woodland-Periode aus dem Zeitraum um 200 bis 1200 n. Chr. zu. Häufig wird diese Kulturepoche mit dem Aufkommen von Pfeil und Bogen assoziiert, darüber hinaus bedeutend ist auch die Einführung der Keramik. Entlang des Missouri entstanden verschiedene Kulturkomplexe wie der Besant-Komplex und der Avonlea-Komplex, die auch die White River Badlands erreichten. Die Träger dieser Kulturgruppen wechselten zu einer halb-sesshaften Lebensweise über, ernährten sich aber weiterhin von Wildtieren und -pflanzen. Allgemein kam es zu einer Verfeinerung der Jagd auf Bisons, die nun nicht mehr nur wie in der archaischen Periode über Fluss- und Klippenfallen erbeutet wurden, sondern auch über aufwendig strukturierte Gatter- und Gehegekonstruktionen. Belegt ist dies etwa von der Ruby site im zentral-östlichen Wyoming und damit in der unmittelbaren Umgebung der White River Badlands.

Blick auf das Knochenbett mit Bisonresten am Vore Buffalo Jump

Die Woodland-Periode ging um 900 n. Chr. in die Plains-Village-Periode über. Gekennzeichnet ist diese Periode durch eine gewisse Sesshaftwerdung mit teils befestigten Siedlungen und der Einführung von Mais als Kulturpflanze, was möglicherweise unter Einfluss der Mississippi-Kultur weiter südöstlich in Nordamerika geschah. Am mittleren Missouri bildeten sich mehrere, teils einander ablösende Kulturgruppen wie die Great-Oasis-Kultur oder die Mill-Creek-Kultur heraus. Ihre Anwesenheit wird in den White River Badlands durch Keramikfunde bestätigt. Die Bedingungen für den Ackerbau verschlechterten sich dann ab 1150 n. Chr. zunehmend, zuerst durch eine trocken-warme Klimaphase, die ab 1300 n. Chr. durch kühlere und feuchtere Verhältnisse im Vorlauf der Kleinen Eiszeit abgelöst wurden. Diese Veränderungen übten stärkeren Druck auf die lokalen Gruppen aus. In der Folgezeit begannen größere Wanderungsbewegungen in den High Plains unter Wirken verschiedener regionaler Kulturerscheinungen. Mitunter verbunden waren diese mit kriegerischen Auseinandersetzungen, wie dies die Crow Creek site im südöstlichen South Dakota annehmen lässt, an der in der Mitte des 15. Jahrhunderts mehrere hundert Menschen beiderlei Geschlechts und aller Altersstufen massakriert wurden. Die White River Badlands wurden in dieser Phase unterschiedlich genutzt, etwa zur Gewinnung von Stein als Rohstoff, zu Jagdzwecken, aber auch teilweise zum Anbau von Mais. Nach der Entdeckung Amerikas durch die Europäer wuchs deren Einfluss ab der Mitte des 16. Jahrhunderts und es gelangten vermehrt Handelsgüter in die High Plains. Diese umfassten neben Metallobjekten wie Äxte und Messer auch weitere Alltagsgegenstände und vor allem das Hauspferd. Die Handelsgüter veränderten die Lebensbedingungen der lokalen Gruppen nachhaltig. Die Umbrüche dieser Zeit hervorgerufen durch den Einfluss europäischer Güter zeigt sich unter anderem eindrucksvoll am Vore Buffalo Jump im nordöstlichen Wyoming an der Grenze zu South Dakota gelegen. Der Ort repräsentiert eine untypische Klippenfalle in Form einer Doline. Er wurde ab etwa 1500 n. Chr. regelmäßig über rund 300 Jahre genutzt, ihm fielen dabei schätzungsweise 20.000 Tiere zum Opfer. Erst zu Beginn des 19. Jahrhunderts wurde die Klippenfalle aufgegeben, was mit der Zunahme des Hauspferdes im Jagdbestand der indigenen Gruppen zusammenhängt. Ebenfalls in diesem Zeitraum formierten sich die heute bekannten Stämme heraus. Im Bereich der White River Badlands lassen sich unter anderem die Sioux- und Absarokee-Gruppen verzeichnen, während etwa die Kiowa-Apachen von ihren Ursprungsgebieten an den Black Hills südwärts wanderten. Die Formierungsphase zwischen 1600 und 1775 wird weitgehend als protohistorische Zeit gewertet.

#### Kurzer Abriss zur Geschichte
Im 18. Jahrhundert waren die White River Badlands in das Stammesgebiet der Sioux eingeschlossen, de facto standen sie allerdings unter französischer Herrschaft und bildeten einen Teil der Kolonie Louisiana. In diesem Zeitraum drangen zunehmend häufiger europäischstämmige Händler und Pelztierjäger in die High Plains vor. Zu den ersten Europäern, die den Missouri und wohl auch die Black Hills erreichten, gehörte die Expedition der Gebrüder François und Louis-Joseph Gaultier de La Vérendrye Anfang der 1740er Jahre. Nachdem die Kolonie Louisiana im Jahr 1803 von den Vereinigten Staaten aufgekauft worden war, folgte im Jahr darauf die Lewis-und-Clark-Expedition, die den Mittleren Westen bis hin zur Pazifikküste erkundete. Daraus resultierend setzte ab den 1820er Jahren verstärkt eine europäischstämmige Siedlerwelle ein. Der südwestliche Teil des heutigen South Dakota war davon zunächst nicht betroffen, was was neben der allgemein kargen Landschafts unter anderem dem Missouri als natürliche Barriere zuzuschreiben war. Vielmehr nutzten die Siedler den weiter südlich verlaufenden Oregon Trail, der in den High Plains entlang des North Platte River auch das südliche Stammesgebiet der Sioux in Nebraska passierte. Allein im Jahr 1850 bewegten sich hier Berichten zufolge mehr als 55.000 Siedler zuzüglich rund 65.000 Nutztieren von Ost nach West. Die dabei entstandenen Schäden an Umwelt und Landschaft kombinierten sich mit eingeschleppten Krankheiten, die unter der indigenen Bevölkerung ausbrachen. Nach einigen daraus bedingten Gewalthandlungen regelte der Vertrag von Fort Laramie 1851 die Landnutzungsrechte zwischen den Sioux und der Regierung der USA.

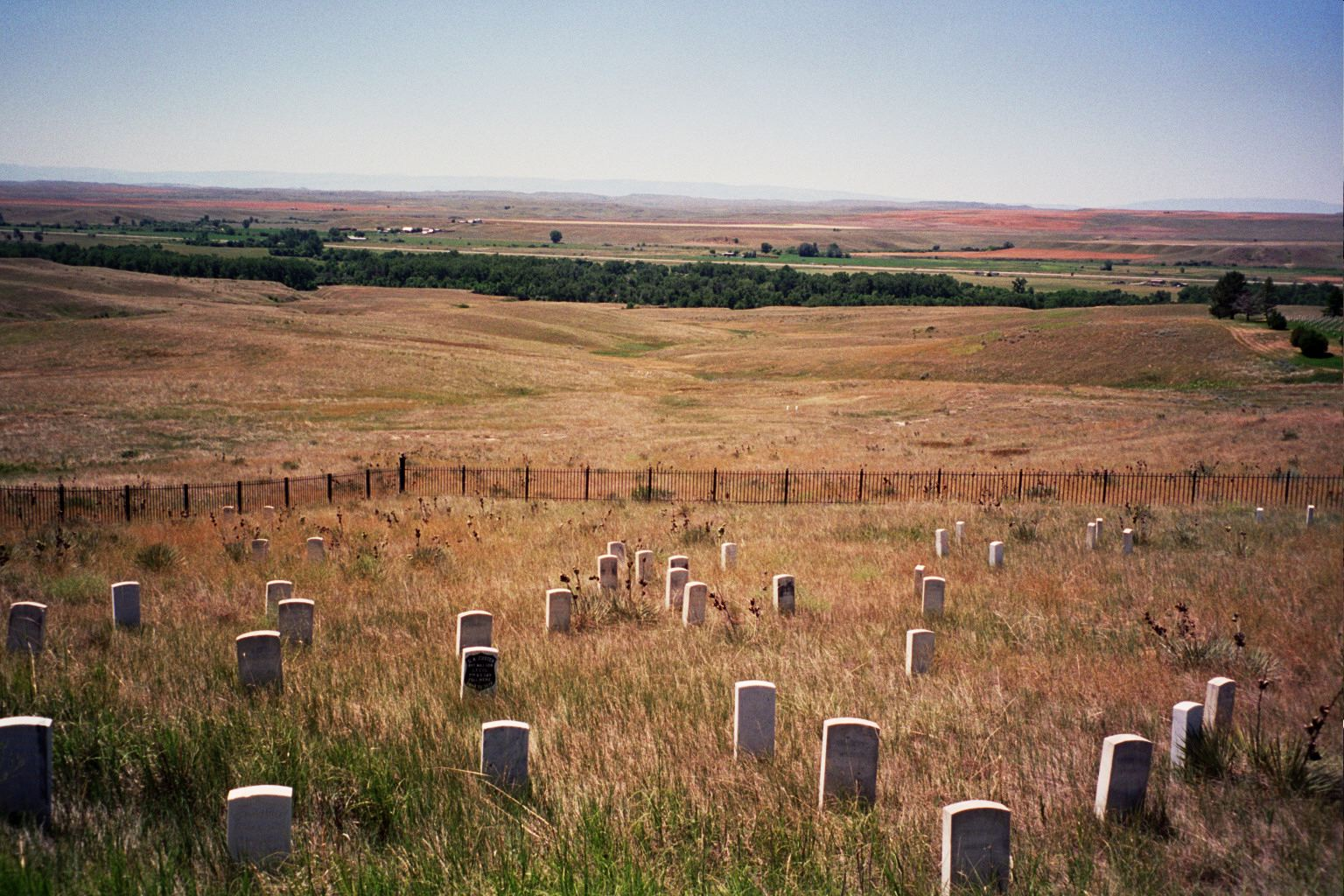
Friedhof am Gefechtsort der Schlacht am Little Big Horn

Die Situation verschärfte sich zunehmend mit der Entdeckung von Goldvorräten im Jahr 1863 in Montana, was zur Etablierung des Bozeman Trail führte, der vom Oregon Trail abzweigte und erneut das Territorium der Sioux im Westen nutzte. Der in der Folge ausbrechende Red-Cloud-Krieg mündete in dem Vertrag von Fort Laramie 1868, durch den das gesamte Gebiet des heutigen South Dakota westlich des Missouri einschließlich der Black Hills den Sioux übertragen wurde und damit die Great Sioux Reservation begründete. Als dann jedoch nur sechs Jahre später eine Expedition unter Führung von George Armstrong Custer Gold in den Black Hills entdeckte und der entstehende Goldrausch zunehmend Schürfer in das Gebirge lockte, was unter anderem zur Gründung der Ortschaften Custer in den Black Hills und Rapid City an deren östlichen Fuß führte, sah sich die US-Regierung unter Ulysses S. Grant gezwungen, die Black Hills aus der Great Sioux Reservation auszugliedern. Diese Entscheidung zog einen weiteren Indianerkrieg nach sich, der im Jahr 1876 in der Schlacht am Little Big Horn im heutigen südlichen Montana mündete, bei der mehrere Kompanien des von Custer befehligten 7. US-Kavallerie-Regiments von den Sioux unter Führung von Sitting Bull aufgerieben wurden. Trotz dieses beachtlichen Sieges konnten die Sioux der in den nächsten Monaten eingeleiteten Gegenoffensive der US-amerikanischen Armee keinen nennenswerten Widerstand entgegensetzen.

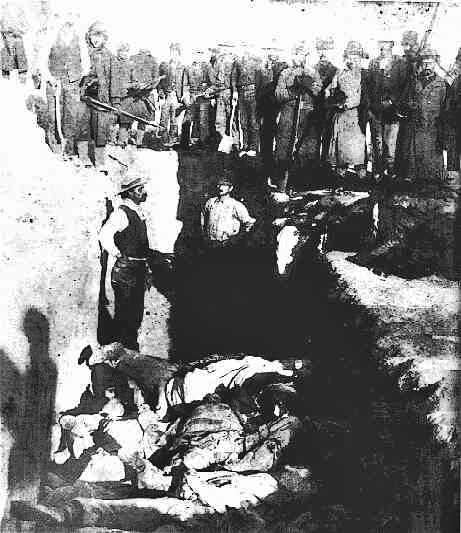
Massengrab der Opfer des Massakers von Wounded Knee

In der Folgezeit und als Reaktion auf die Ereignisse am Little Big Horn wurden weitere Areale aus der Great Sioux Reservation ausgegliedert. Vor allem der westliche Bereich war davon im Jahr 1877 betroffen. Dadurch erlangte das Gebiet östlich der Black Hills, das zuvor nur wenig Interesse bei den Siedlern hervorgerufen hatte, nun eine gewisse Begehrlichkeit. Es wurden mehrere Ranches und Farmen gegründet. Weitere Entwicklungen brachten der Ausbau der Eisenbahnlinien, die spätestens im Verlauf der 1880er Jahre die Goldgebiete der Black Hills mit dem östlichen Teil Nordamerikas verbanden. Die White River Badlands wurden dabei nur tangiert, es entstanden aber entlang der Eisenbahnlinien verschiedene neue Ortschaften, die zunächst aufgrund des Goldrausches beständig blieben. Dem gegenüber zog die ebenfalls in diesem Zeitraum erfolgte nahezu vollständige Ausrottung der Bisons Hungersnöte unter der indigenen Bevölkerung nach sich. Gleichzeitig ging die Aufteilung und Verkleinerung des Great Sioux Reservation weiter, was letztendlich im Jahr 1889 in deren Zerschlagung mündete. Als eines der verkleinerten Reservate fungierte danach die Pine Ridge Reservation im Süden und somit in unmittelbarer Nachbarschaft zu den White River Badlands. Als folgenschwerer Tag erwies sich der 29. Dezember 1890, als amerikanische Soldaten im Massaker von Wounded Knee in der Pine Ridge Reservation rund 300 Sioux töteten, die aus der nördlicher gelegenen Standing Rock Reservation, ebenfalls aus der Great Sioux Reservation an der Grenze von South zu North Dakota hervorgegangen, geflüchtet und in den White River Badlands aufgegriffen worden waren. Nur vierzehn Tage zuvor war Sitting Bull in der Standing Rock Reservation von einem Stammespolizisten beim Versuch einer Verhaftung ermordet worden. Beide Geschehnisse bewiesen ausreichend Schlagkraft, um den endgültigen Bruch des Widerstandswillen der indigenen Stämme herbeizuführen.
Die White River Badlands selbst wurden im Zuge der Auflösung des Reservats aus dem Besitz der indigenen Bevölkerung herausgelöst. Mitte der 1890er Jahre hatten sich bereits rund 100 Siedler niedergelassen und Farmhäuser errichtet. Die dortigen Gemeinschaften waren aber landschaftsbedingt stärker isoliert und auf Eigenbedarf ausgerichtet. Die Situation änderte sich erst zu Beginn des 20. Jahrhunderts mit dem Bau weiterer Eisenbahnlinien, die auch die White River Badlands integrierten. Zwischen 1900 und 1910 nahm dadurch einerseits die Landpachtung in der Region zu, andererseits stieg die Bevölkerung in einigen Regionen des südwestlichen South Dakota um das Doppelte bis Zehnfache an, was wiederum einige Ortschaften im direkten Umland und entlang der Bahnlinien vitalisierte. Von diesem Umstand konnte letztendlich lediglich die Ortschaft Wall auch über die Zeit danach profitieren. Der Ackerbau in den eher unwirtlichen White River Badlands war insgesamt sehr mühselig und wurde Anfang der 1910er Jahre durch eine erste Dürre erschüttert. Sie kam dann in den 1920er Jahren in Folge einer länger ausdauernden Trockenheit nahezu zum Erliegen. Des Weiteren setzte sich zunehmend der Gedanke in der Öffentlichkeit durch, die Landschaft der White River Badlands unter Schutz zu stellen. Dies wurde auch in einem Beschluss des US-Kongresses im Jahr 1929 festgeschrieben, aber vorerst nicht umgesetzt. Ab den 1930er Jahren begann die US-Regierung das Farmland in den White River Badlands nach und nach aufzukaufen. Genau zehn Jahre nach dem Beschluss des Kongresses erhielt der nördliche Teil der White River Badlands einen Schutzstatus als National Monument.

## Geologie

### Allgemein und Untergrund

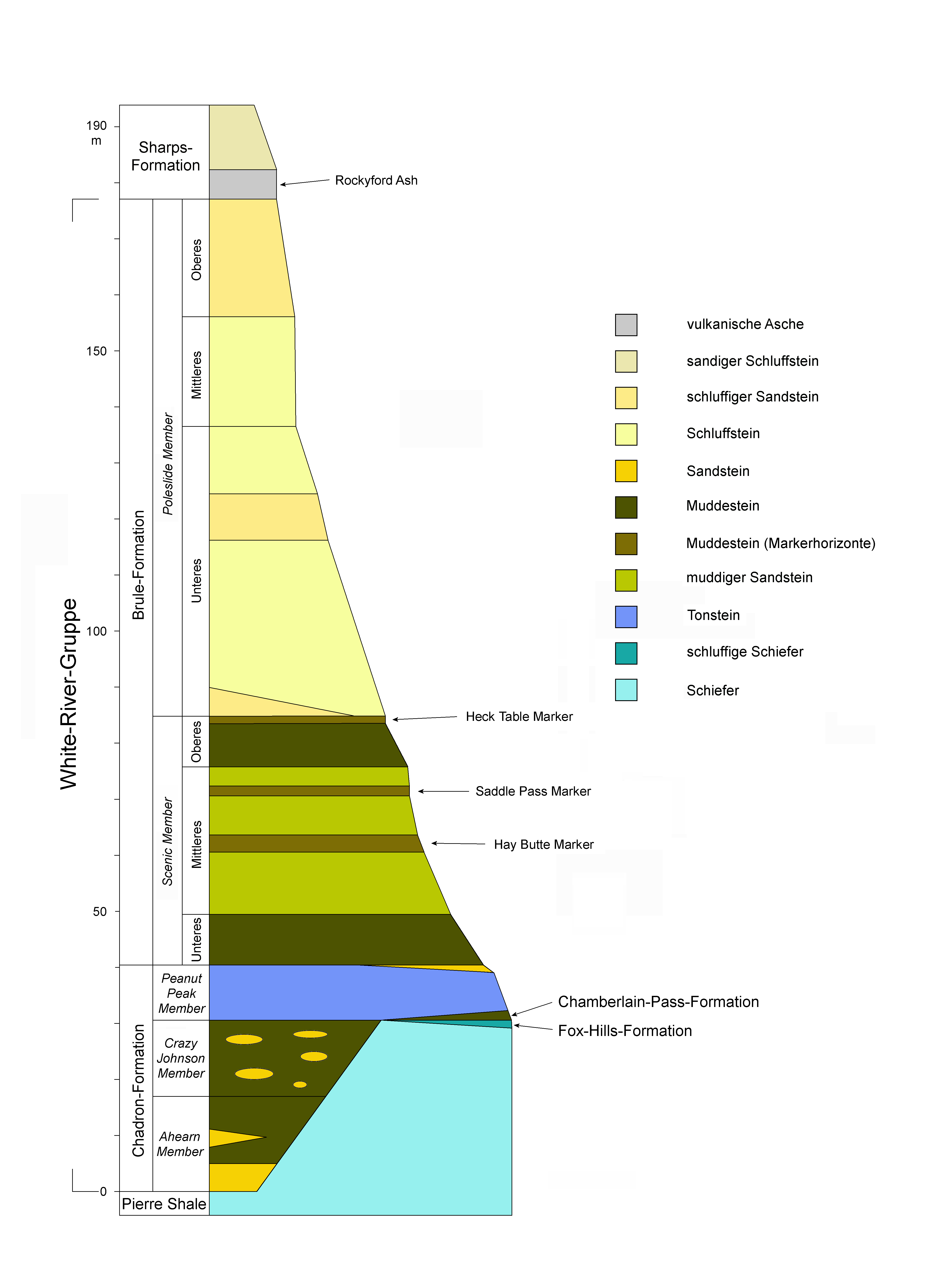
Generalisierte stratigraphische Abfolge der White-River-Gruppe in den White River Badlands

In der Region der White River Badlands sind hauptsächlich Ablagerungen der Kreidezeit und des Paläogens bis hin zum Beginn des Neogens ausgebildet. Im Untergrund stehen marine Sedimente an. Sie entstanden, als Nordamerika noch keine geschlossene Landmasse formte, sondern der heute gebirgige West- (die ehemalige Landmasse Laramidia mit den heutigen Rocky Mountains) und Ostteil (die ehemalige Landmasse Appalachia mit den heutigen Appalachen) durch den Western Interior Seaway voneinander getrennt waren. Dieses epikontinentale Flachmeer existierte von der mittleren bis zur ausgehenden Kreidezeit und reichte vom heutigen Arktischen Ozean bis zum Golf von Mexiko. Die durch das Meer geformten Ablagerungen werden der Pierre-Shale-Gruppe und der Fox-Hills-Formation zugewiesen. Erstere ist eine komplexe Ablagerungsfolge aus mehreren formativen Einheiten, die bis in das Campanium vor mehr als 80 Millionen Jahre zurückdatieren und sich weiträumig vom südlichen Kanada bis in den Süden der USA erstrecken. Die Gruppe setzt sich aus dunkel gefärbten Schiefern, reich an organischen Bestandteilen, und zwischengeschalteten Bentoniten zusammen. Die auflagernde Fox-Hills-Formation repräsentiert wiederum eine Wechsellage aus schluffigen Schiefern und feinkörnigen Sandsteinen von jeweils gelblicher Farbgebung. Ihre Ablagerungen sind mariner und terrestrischer Natur und gehen auf ein Flussdelta zurück, das in den Western Interior Seaway entwässerte. Die zunehmend gröber werdenden Sedimente vom Liegenden ins Hangende zeigen die fortschreitende Entwicklung des Deltas an. Der Bildungszeitraum der Fox-Hills-Formation umfasst das Maastrichtium und das Paläozän, so dass innerhalb der Gesteinseinheit die Kreide-Paläogen-Grenze vor rund 65 Millionen Jahren liegt.

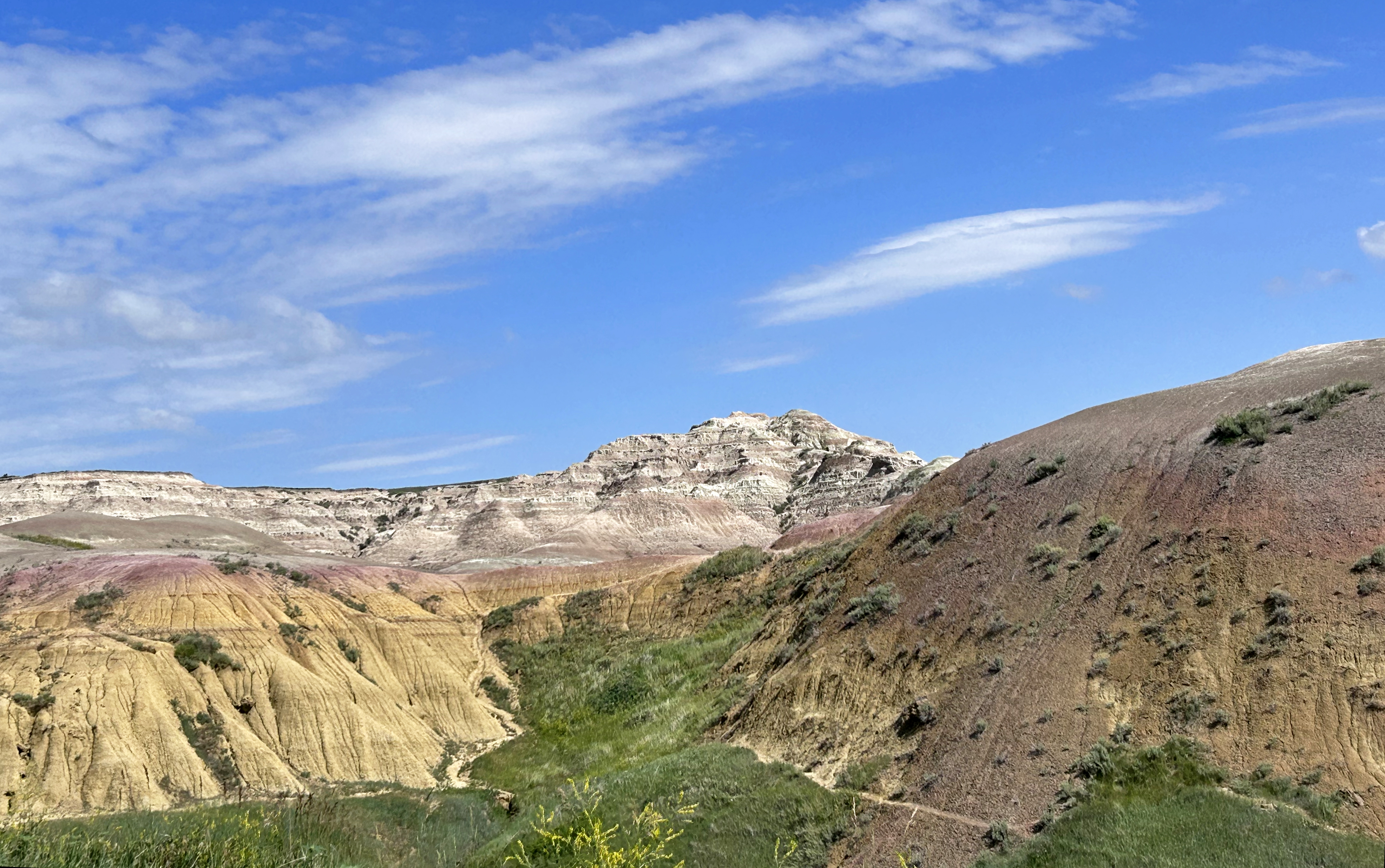
Die Interior Zone mit den Yellow Mounds, darüber Ablagerungen der White-River-Gruppe

Mit der Schließung des Western Interior Seaway begann in der Region der White River Badlands eine ausgedehnte Periode von Erosion, die zu einem Hiatus in der Sedimentationsfolge von rund 30 Millionen Jahren führte. Während dieser Zeit kam es zu einer intensiven Bodenbildung unter tropischen Bedingungen, wodurch die Fox-Hills-Formation überprägt wurde und ihre heutige gelbliche Färbung erhielt. Dies wird in den White River Badlands als Interior Zone bezeichnet. Der Bereich ist zudem mit einem kräftigen fossilen Boden (Paläoboden) verbunden, der aufgrund seiner charakteristischen Färbung als Yellow Hills („Gelbe Hügel“) bekannt ist. Erst mit dem Abschluss dieses Prozesses im Verlauf des Eozäns vor rund 37 Millionen Jahren begann in der Region der White River Badlands wieder eine stärkere Ablagerungsphase. Die dabei entstandene White-River-Gruppe stellt die Hauptlagen der Landschaft dar. Sie wird in mehrere Gesteinseinheiten untergliedert, die von unten nach oben die Chamberlain-Pass-Formation, die Chadron-Formation und die Brule-Formation betreffen. Darauf folgte wiederum die Arikaree-Gruppe, deren basale Einheit, die Sharps-Formtion, in den White River Badlands erhalten ist. Die weiteren Abschnitte sind dann nur reliktartig überliefert geblieben.

### White-River-Gruppe

#### Chamberlain-Pass-Formation

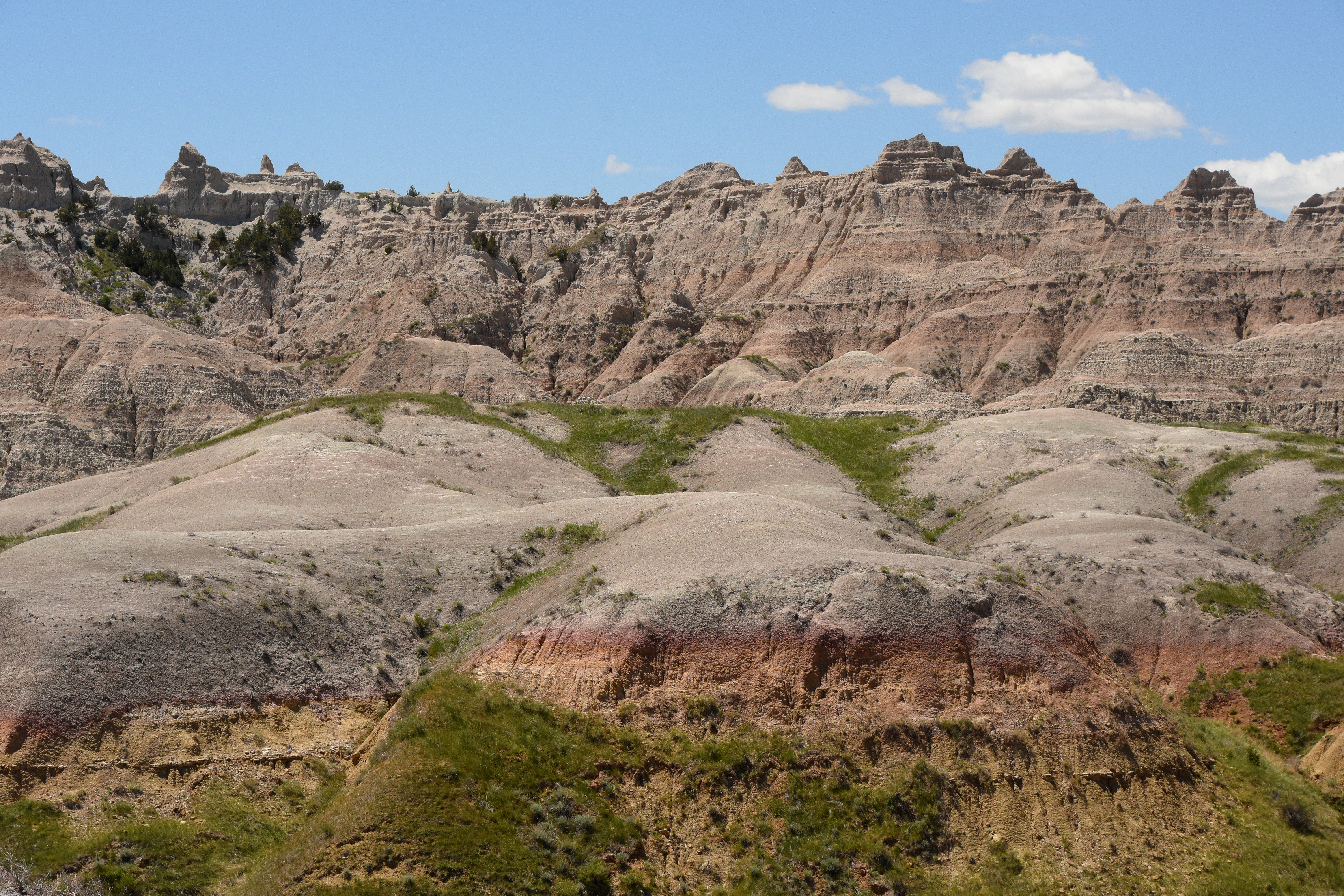
Untere und mittlere Abfolge der White-River-Gruppe: die Chamberlain-Pass-Formation (rötlicher Streifen) direkt auf der Interior Zone (gelbliche Lagen) und die höher gelegene Chadron-Formation (olive-graue Lagen der Hügel), darüber folgend die Brule-Formation mit den gebänderten Lagen des Scenic Member

Mit der Chamberlain-Pass-Formation setzte die Sedimentation in den White River Badlands wieder ein. Sie liegt unmittelbar der Interior Zone auf und stellt somit das basale formative Glied der White-River-Gruppe dar. Die Gesteinseinheit gewinnt von Ost nach West an Mächtigkeit, die maximale Dicke beträgt rund 11 m. Charakteristisch sind rotgefärbte Muddesteine, die von hellweisen und mitunter kreuzgeschichteten Sandsteinen durchsetzt sind. Die Muddesteine geben einen generellen fluviatilen Ursprung der Ablagerungen in langsam fließenden Gewässern an. Die Sandsteine hingegen sind linsenartig ausgeprägt und bilden wohl Relikte einstiger Flussläufe mit höherer Fließgeschwindigkeit. Teilweise zeigt sich an der Basis der Chamberlain-Pass-Formation eine Lage aus Geröllen von rund 8 cm Größe. Der Übergang zur nächsten Gesteinseinheit, der Chadron-Formation, ist wiederum durch eine Sedimentationslücke geprägt.

#### Chadron-Formation
Die Chadron-Formation folgt der Chamberlain-Pass-Formation im Hangenden und weist in der Regel eine Mächtigkeit von etwa 15 m auf. Ihre Typuslokalität liegt außerhalb der eigentlichen White River Badlands nahe der Stadt Chadron im Dawes County im nordwestlichen Nebraska. Die Gesteinseinheit entspricht weitgehend jenen Lagen, die in den White River Badlands ursprünglich als Titanotherium beds bezeichnet wurden. In der Region der White River Badlands wird die Chadron-Formation in drei Untereinheiten oder Schichtglieder aufgeteilt: das Ahearn Member, das Crazy Johnson Member und das Peanut Peak Member. Die beiden erstgenannten und älteren sind allerdings nur lokal im Bereich des Sheep Mountain Table im westlichen Teil der White River Badlands ausgebildet. Sie füllen hier ein altes Flusstal, das sich mehr als 27 m in die Interior Zone eingearbeitet hat. Dadurch lagert das Ahearn Member direkt dem Pierre Shale auf. Es setzt sich aus groben Schotterlagen, verschiedenfarbigen Sandsteinen und bräunlichen bis orangefarbenen Muddesteinen zusammen. Das auflagernde Crazy Johnson Member wiederum besteht aus Sandsteinen, die von olivefarbenen Mudde- und Tonsteinen getrennt werden. Durch ihre begrenzte lokale Ausprägung haben beide Schichtglieder eine nur geringe stratigraphische Relevanz. Lediglich das Peanut Peak Member ist in den White River Badlands flächendeckend nachgewiesen. Außerhalb des alten Flusstales bedeckt es die Chamberlain-Pass-Formation direkt. Es hebt sich von dieser durch seine massiven, olive-grauen und wenig differenzierten Tonsteine ab. Diese bilden in der Landschaft oft an Heuhaufen erinnernde Hügelkuppen mit einer grobkörnigen, popcornartigen verwitterten Oberflächenstruktur. Lediglich lokal sind Sandsteine und Sande rinnenartig im oberen Abschluss des Peanut Peak Member eingearbeitet.

#### Brule-Formation

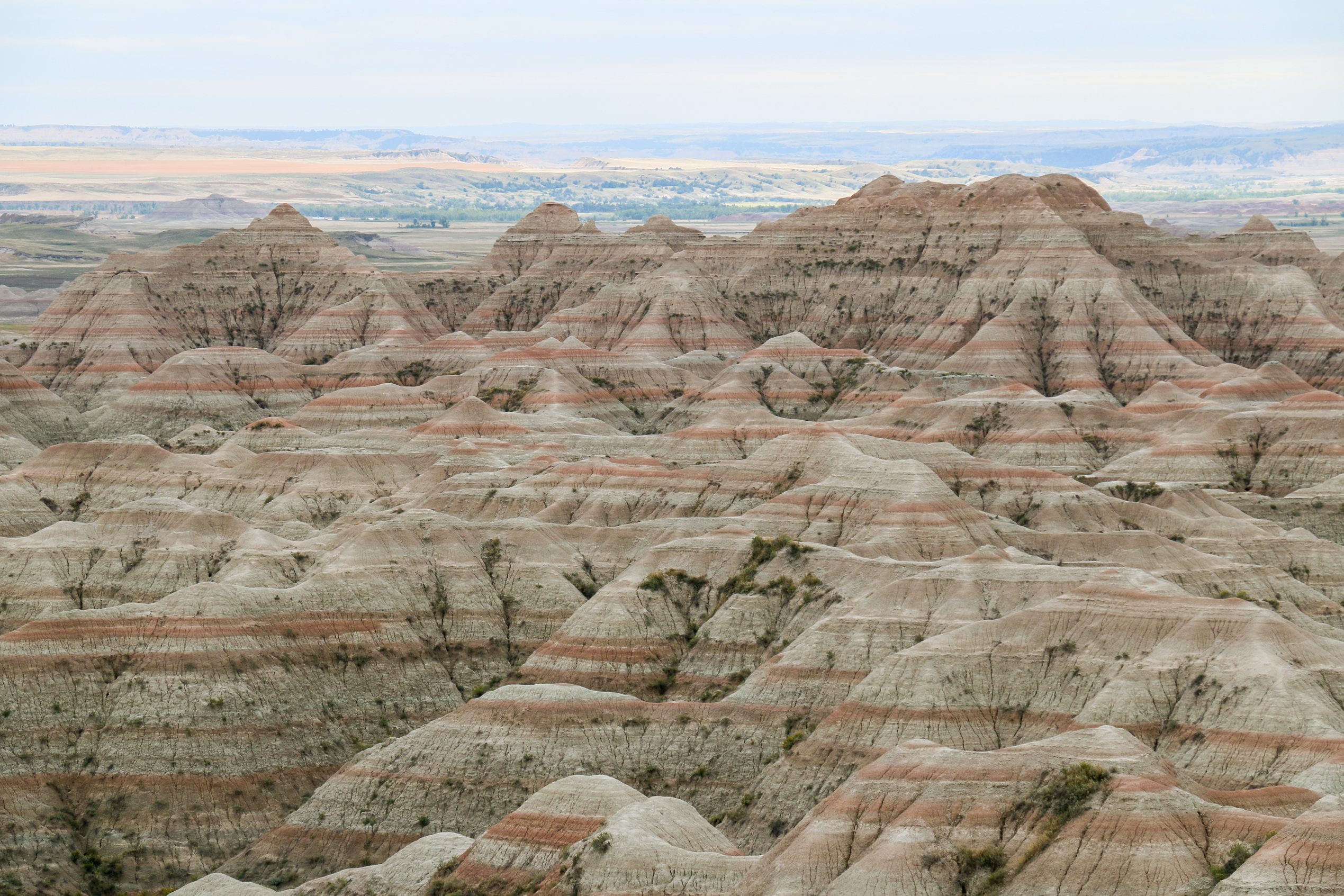
Die Brule-Formation mit den gebänderten Lagen des Scenic Member

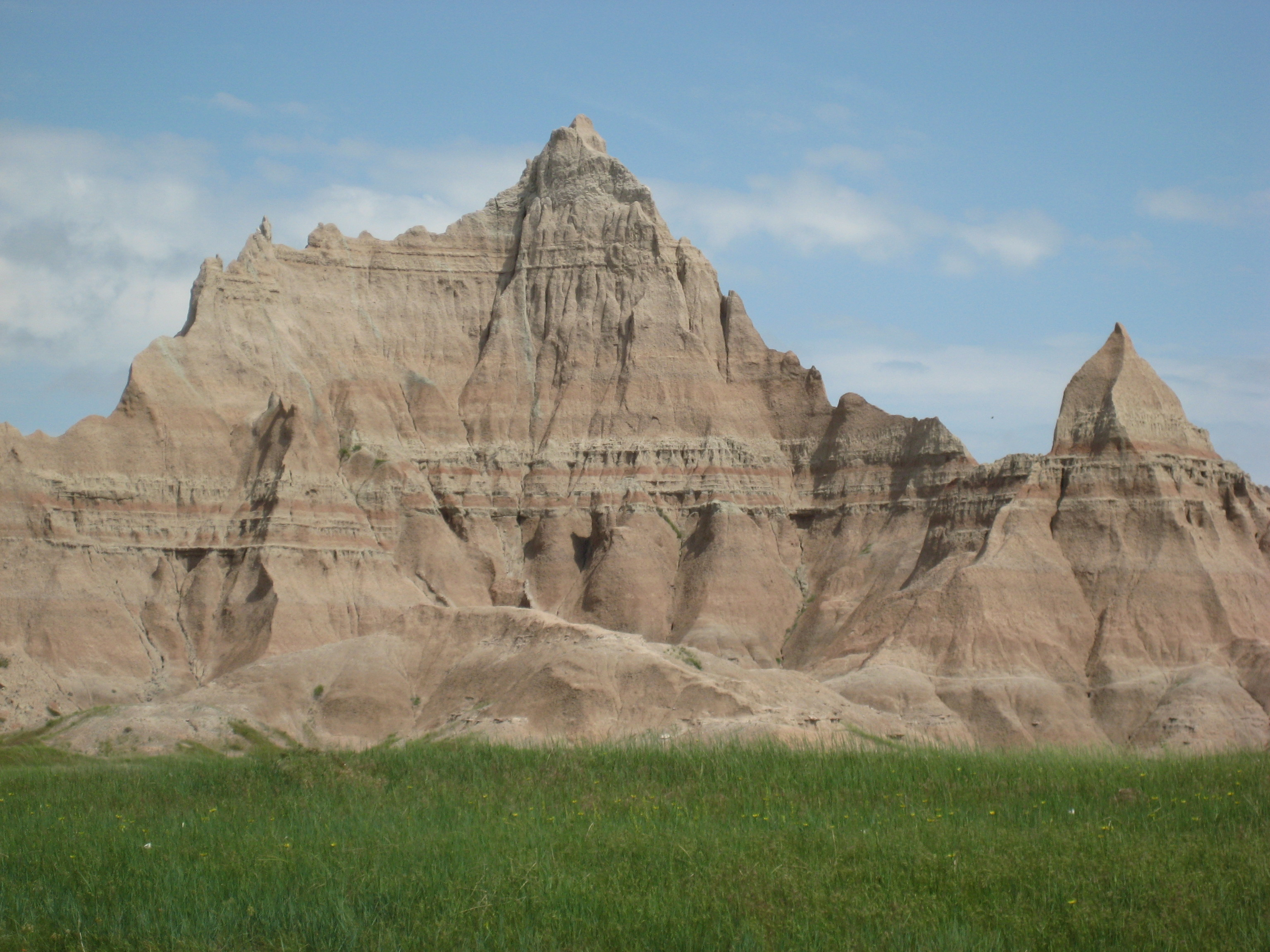
Die Brule-Formation mit dem Scenic Member (unterer gebänderter Bereich) und dem Poleslide Member (oberer graubrauner Bereich)

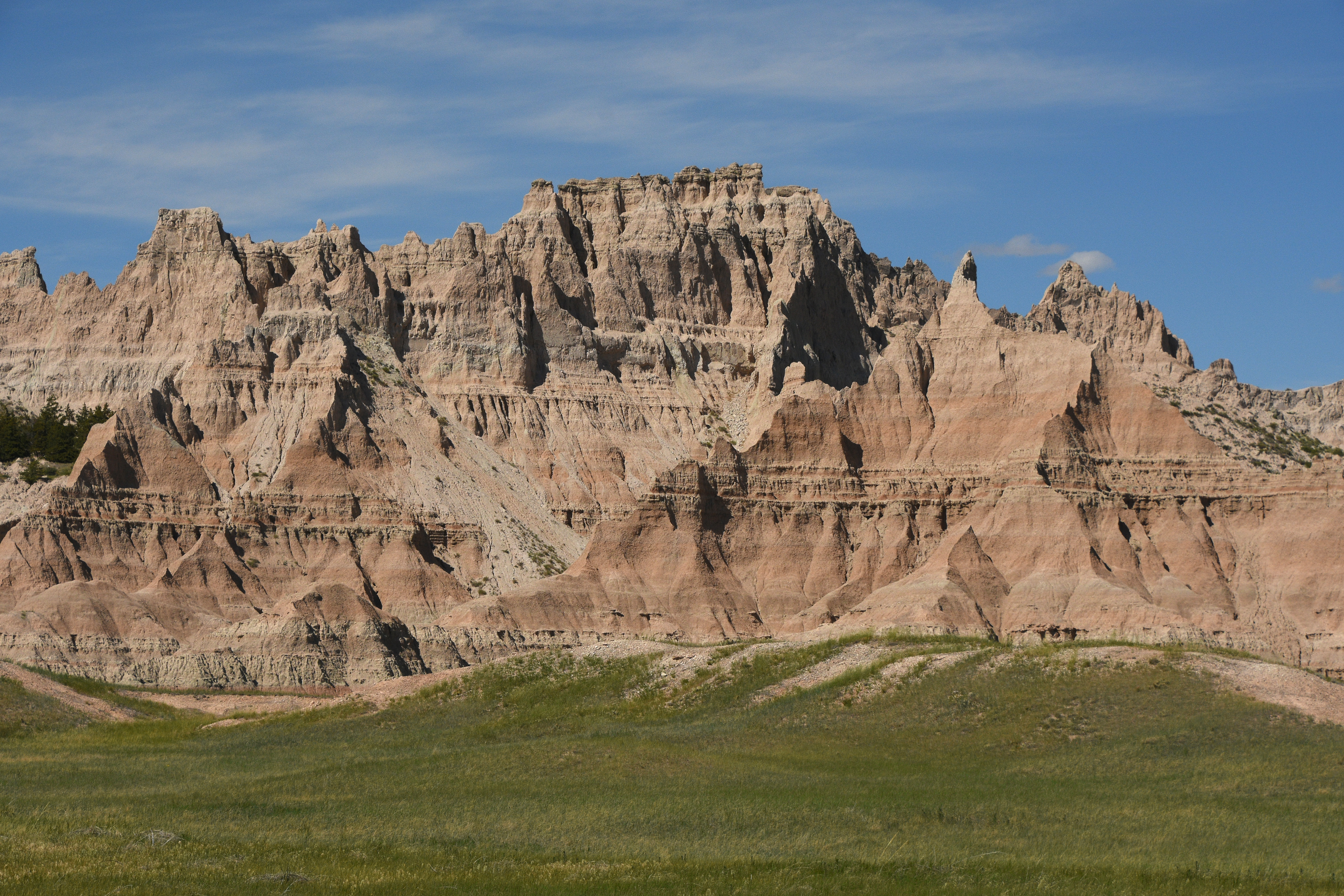
Obere Abfolge der White-River Gruppe: die Brule-Formation und dem Scenic Member (unterer gebänderter Bereich) und dem Poleslide Member (oberer graubrauner Bereich); in den obersten Gipfelbereichen sind die Reste der Sharps-Formation ausgebildet

Ein abrupter Farbwechsel von den olive-grauen Lagen der Chadron-Formation hin zu braunen Sedimenten kündigt die Brule-Formation an. Sie wurde ursprünglich an Aufschlüssen im Toadstool Geological Park bei Crawford im Dawes County von Nebraska beschrieben. Sie besteht vorwiegend aus alternierenden Muddesteinen, Sandsteinen und Schluffsteinen, die aufgrund ihrer Kompaktheit hauptverantwortlich für die steilen Felswände, türme und -nadeln sind. In den White River Badlands lassen sich zwei Schichtglieder unterscheiden. Die liegende Folge wird als Scenic Member bezeichnet, deren Typusprofil bei der gleichnamigen Ortschaft im Pennington County von South Dakota liegt. Es ist identisch mit der ursprünglichen Bezeichnung Oreodon beds. Die Mächtigkeit des Scenic Member variiert von 40 bis 70 m. Das Schichtglied besteht wiederum aus drei Sedimentserien: die unteren und oberen braun bis graubraun gefärbten Muddesteinlagen sowie die dazwischen geschalteten mächtigen mittleren Sandsteinfolgen. Letztere zeigen einen charakteristischen Wechsel von hellgrauen Sandsteinen zu rötlichbraunen Mudde- und Tonsteinen. Sie geben diesem Abschnitt die typische farbliche Bänderung der Felswände. Innerhalb dieses mittleren Abschnitts sind zwei Markerhorizonte ausgewiesen, die aus braunen Muddesteinen bestehen. Der untere umfasst den Hay Butte Marker und ist rund 1,9 m mächtig. Der obere wird als Saddle Pass Marker bezeichnet und weist eine Dicke von 1,5 m auf. Ein dritter Leithorizont, der Heck Table Marker, schließt das Scenic Member nach oben ab. Auch er setzt sich aus braunen Muddesteinen mit einer Mächtigkeit von 1,4 m zusammen, ist aber nicht in den gesamten White River Badlands, sondern überwiegend im westlichen Bereich nachweisbar. Die hellen Sandsteine gehen auf ehemalige Flüsse und Überflutungsebenen zurück. Die rötlichen Muddesteine repräsentieren hingegen Paläoböden im unterschiedlichen Entwicklungsstadien. Hierbei war die Bodenbildung umso stärker fortgeschritten, je weiter sich das Gebiet vom ehemaligen Flussufer entfernt befand und weniger von Überflutungen betroffen war.
Im Hangenden schließt sich das Poleslide Member an. Es erhielt seinen Namen nach dem Poleslide Canyon am Südrand des Sheep Mountain Table und schließt die Lagen ein, die ursprünglich als Protoceras Beds bekannt waren. Es wird rund 90 m mächtig und bildet die höchsten und steilsten Kliffhänge in den White River Badlands. Durch erosive Vorgänge ist das Schichtglied in den Gipfellagen häufig in orgelpfeifenartige Pfeiler und Nadeln aufgelöst, so zu sehen am Sheep Mountain Table oder am Cedar Pass. Im Gegensatz zum Scenic Member ist es einheitlicher aufgebaut und setzt sich aus überwiegend grauen bis bräunlichen Schluff- und Muddesteinen zusammen. Allerdings vergleichbar zum unteren Schichtglied lässt sich auch am Poleslide Member eine Dreiteilung vornehmen. Dabei sind in der unteren Folge noch verschiedentlich Sandsteinlagen in die überwiegend braunen Schluffsteine eingebettet, die im östlichen Bereich der White River Badlands auf einem Markerhorizont ruhen. Dieser wird als Cactus Flat Bentonite bed bezeichnet und umfasst ein helles strukturloses Schluffsteinband von 0,7 m Mächtigkeit. Insgesamt ist die untere Folge des Poleslide Member in den östlichen White River Badlands deutlicher in verschiedene Schichten aufgelöst als im westlichen Teil. In der mittleren und oberen Folge überwiegen hellgraue bis teils hellbraune Schluffsteine. Zusätzlich kommen in der mittleren Folge zahlreiche rundliche Karbonatknollen vor. Die obere Folge ist hingegen von Rinnen durchsetzt, die mit Sandsteinen gefüllt sind. Der Wechsel aus Schluff- und Sandsteinen im unteren Abschnitt des Poleslide Member geht auf intensive Überschwemmungen der damaligen Landschaft zurück. Die darauffolgende Dominanz an Schluffsteinen lässt einen verstärkten äolischen Eintrag der Sedimente in einer zunehmend trockeneren Landschaft vermuten, die dann jedoch wieder von kleineren Fließgewässern durchzogen wurde. Innerhalb der Sedimentfolge sind ebenfalls analog zum Scenic Member verschiedene Bodenhorizonte ausgebildet, die aber aufgrund der uniformen Färbung nicht so deutlich heraustreten.

### Arikaree-Gruppe
Die Brule-Formation wird von einer vulkanischen Asche von weißlicher Färbung bedeckt. Als Rockyford Ash bezeichnet markiert dieser rund 9 m mächtige, auffallende Horizont den Beginn der Sharps-Formation. Diese Gesteinseinheit bildet die basale Folge der Arikaree-Gruppe, die einen generellen Wechsel von den eher fluviatilen Bildungsbedingungen der White-River-Gruppe hin zu trockenen Verhältnissen zeigt. Benannt wurde die Formation nach Sharps Corner im Oglala Lakota County von South Dakota, wo sie rund 120 m mächtig wird. In den White River Badlands ist sie lediglich an den höchsten Punkten ausgebildet. Sie besteht dort aus massiven olive-braunen sandigen Schluffsteinen. In diese sind jüngere Rinnen eingesenkt, die unter Umständen auch die liegenden Bereiche des Poleslide Member der Brule-Formation erreichen. Aufgefüllt sind sie mit groben, teils konglomeratartigen Sandsteinen.

### Verbreitung der White-River-Gruppe

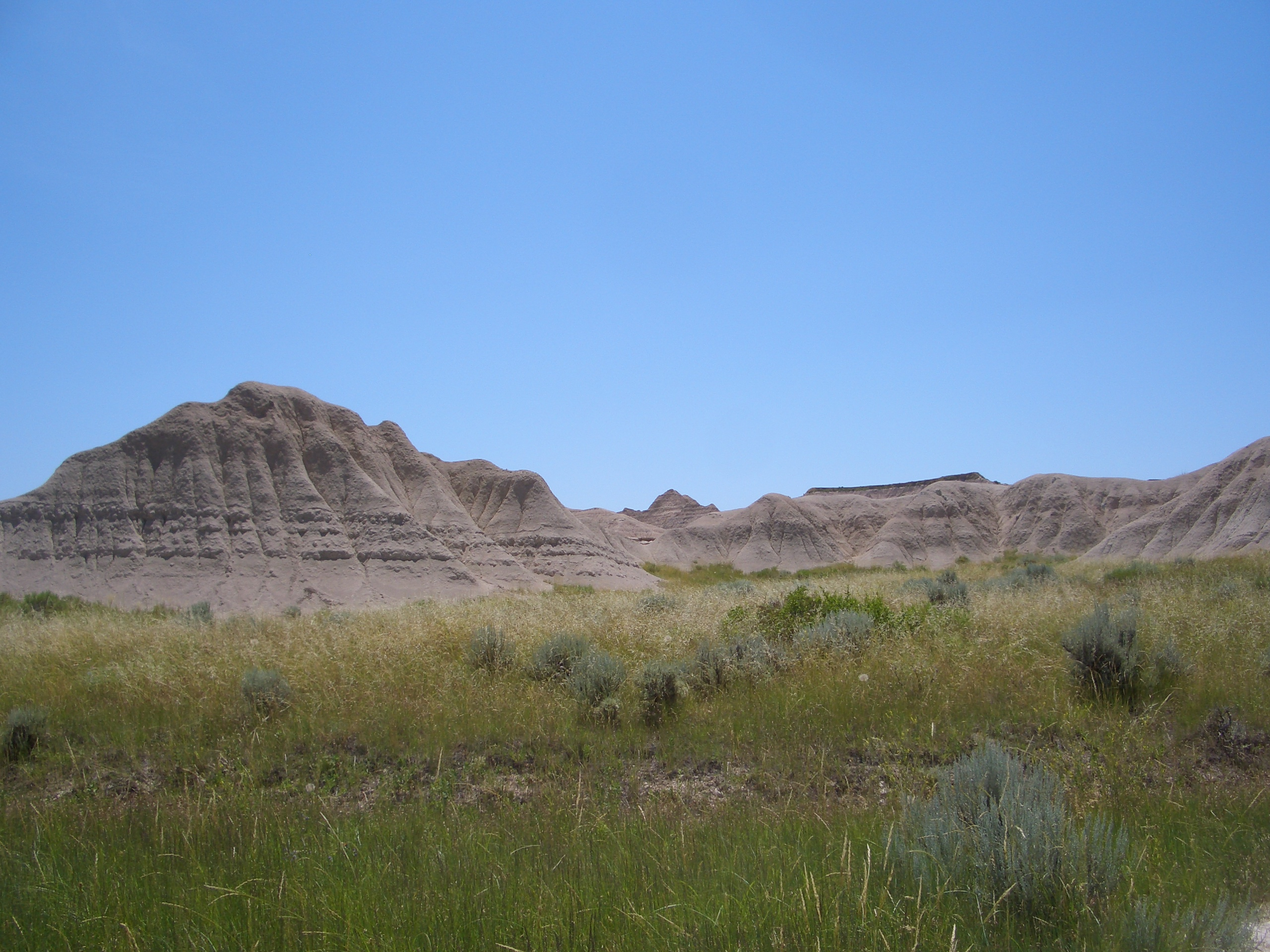
Aufschluss der Brule-Formation im Toadstool Geological Park mit dem Orella Member und dem Whitney Member

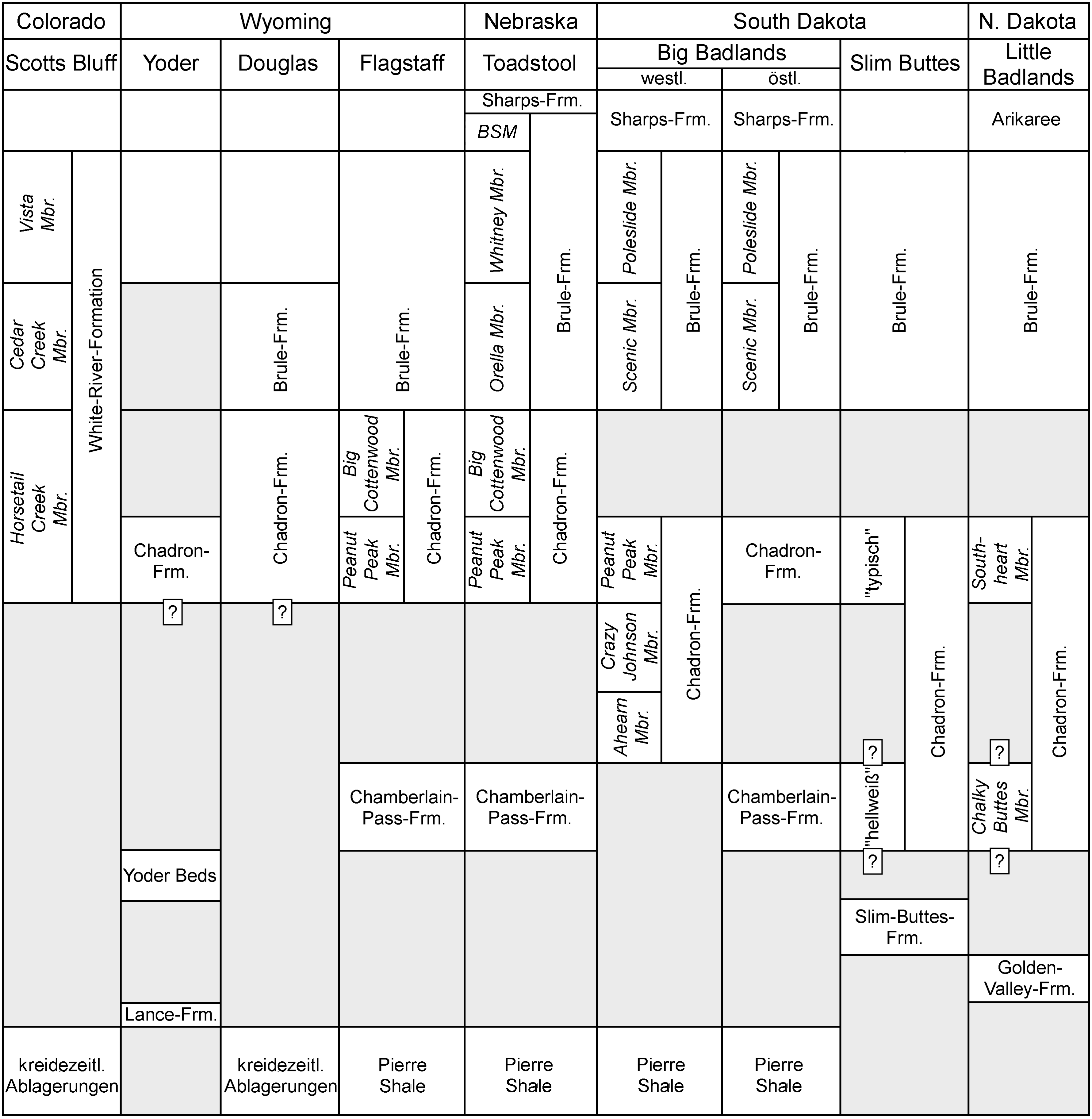
Korrelation der verschiedenen stratigraphischen Einheiten der White-River-Gruppe in einzelnen Regionen

Die White River Badlands werden aufgrund ihrer flächig großen und zusammenhängenden Ausdehnung auch als Big Badlands bezeichnet. Die hier aufgeschlossenen Sequenzen der White-River-Gruppe sind aber deutlich weiterverbreitet. Die im Süden der White River Badlands anschließende Pine Ridge setzt sich bis in das nordwestliche Nebraska und das östliche Wyoming fort. In Nebraska finden sich Aufschlüsse der White-River-Gruppe unter anderem im Toadstool Geological Park etwa 24 km nördlich von Crawford im Dawes County. Die Abfolge der Ablagerungen, die sich über eine Fläche von rund 6 km² ausdehnen, ähnelt dort weitgehend der der White River Badlands mit der Chamberlain-Pass-Formation im Basisbereich. Größere Unterschiede bestehen in der Stratigraphie der Chadron- und der Brule-Formation. Ähnlich den überwiegenden Verhältnissen in den White River Badlands folgt auf der Chamberlain-Pass-Formation direkt das Peanut Peak Member der Chadron-Formation, dessen Mächtigkeit knapp 9 m beträgt. Dieses wird im Toadstool Geological Park von einer 30 m dicken Folge überlagert, welche als Big Cottenwood Creek Member benannt wurde und die in ersterer Region fehlt. Das Big Cottonwood Creek Member weist gegenüber dem Peanut Peak Member einen höheren Schluffgehalt auf, was auf eine stärkere erosionsfördernde Landschaftsgestaltung zur damaligen Zeit hinweist. Die bis über 140 m mächtige Brule-Formation beginnt mit dem Orella Member welches aus stark schluffigen Sedimenten besteht, in welche dünne Lagen aus Sandstein eingebettet sind. Es entspricht weitgehend dem Scenic Member und den unteren Bereichen des Poleslide Member in den White River Badlands. Auf das Orella Member folgt schließlich das Whitney Member, für das es kein lihologisches Äquivalent in den White River Badlands gibt, das jedoch zeitlich mit den oberen Abschnitten des Poleslide Member identisch ist. Die Ablagerungen bestehen aus dünnen Sandsteinlagen, Muddesteinbänken und schluffhaltigen vulkanischen Klasten. Ebenfalls nur für den Toadstool Geological Park ist das Brown Siltstone Member als Abschluss der Brule-Formation belegt, das hauptsächlich aus vulkanischen Aschen besteht und möglicherweise den basalen Bereichen der Sharps-Formation in den White River Badlands entspricht. Das westliche Ende der Pine Ridge wird im östlichen Wyoming erreicht, wo Aufschlüsse der White-River-Gruppe bei Douglas im Converse County und am Flagstaff Rim 30 km südwestlich von Casper im Natrona County vorkommen. Die Ablagerungsfolge bei Douglas, die jeweils gut 230 bis 235 m Gesamtmächtigkeit erreicht, ähnelt mit einer Unterscheidung in zwei größere formative Einheiten weitgehend der des Toadstool Geological Park. Im Unterschied zu dort sind in den Sequenzen von Wyoming häufiger vulkanische Aschen eingelagert, die durch eine erhöhte vulkanische Aktivität im Bereich der heutigen Rocky Mountains zurückzuführen sind. Am Flagstaff Rim hingegen sind in der knapp 200 m mächtigen Sedimentserie weitgehend nur die Lagen der Chadron-Formation erhalten.

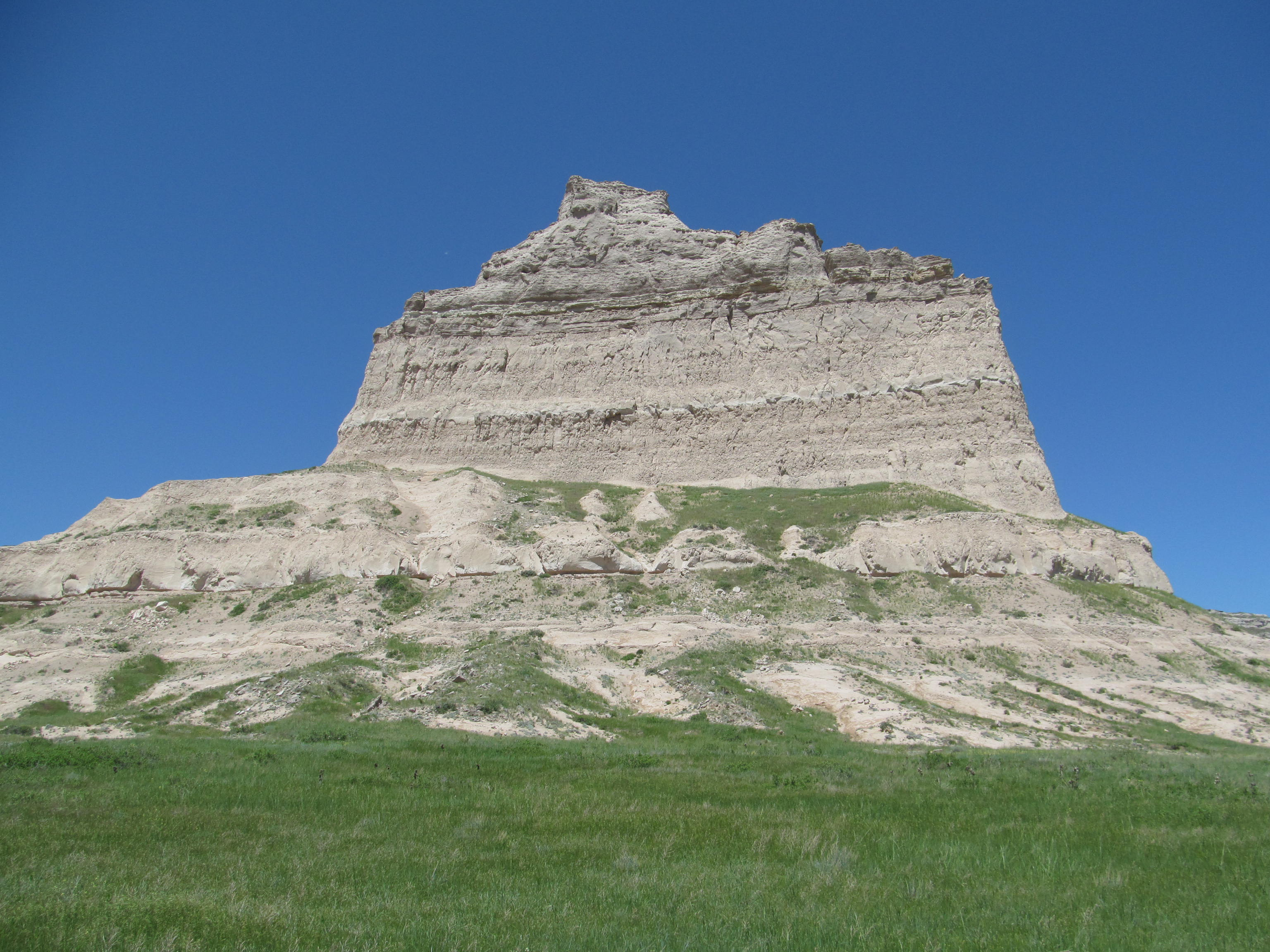
Aufschluss der Brule-Formation im Scotts Bluff National Monument

Südlich dieses Hauptverbreitungsgebietes dünnen die Ablagerungen der White-River-Gruppe deutlich aus. Es sind aber noch einzelne wichtige Verbreitungsgebiete im westzentralen Nebraska und im nördlichen beziehungsweise nordöstlichen Colorado dokumentiert. Ersteres ist im Scotts Bluff National Monument im gleichnamigen County zugänglich, letztere im Kings Canyon in den Medicine Bow Mountains im Jackson und Larimer County sowie in den Pawnee Buttes im Weld und Logan County. Die hier zwischen 75 und 175 m mächtigen Sedimentfolgen werden in drei Einheiten aufgeteilt: das Horsetail Creek Member als Äquivalent der Chadron-Formation sowie das Cedar Creek Member und das Vista Member als solche der Brule-Formation. Die gesamte in der Region aufgeschlossene White-River-Gruppe setzt sich aus massiven Schluff- und Sandsteinen zusammen. Nach Norden hin nimmt die Mächtigkeit der White-River-Gruppe ebenfalls markant ab. Hier sind nördlich der Ortschaft Wall am Nordrand der White River Badlands zunächst keine Sedimente aufgeschlossen, erst beidseitig der Grenze von South und North Dakota treten wieder einzelne kleinere, fleckenhaft gestreute Aufschlüsse auf. Unter anderem finden sie sich in den Slim Buttes, hier unter anderem der Reva Gap, bei Buffalo im Harding County von South Dakota und den sogenannten Little Badlands im Stark County, dem Chalky Butte im Slope County und den Medicine Pole Hills im Bowman County, alle in North Dakota. Westlich davon sind gleichartige Ablagerungen noch mit den Long Pine Hills im Carter County im südöstlichen Montana zugänglich. Die Basis der White-River-Gruppe wird in der Region mit der Chardron-Formation gleichgesetzt, die zwei Schichtglieder umfasst: zuunterst befindet sich das Chalky Buttes Member, zuoberst das South Heart Member. Während das Chalky Buttes Member lithostratigraphisch mit der Chamberlain-Pass-Formation übereinstimmt, kann das South Heart Member mit dem Peanut Peak Member aus den White River Badlands korreliert werden. Beide Schichtglieder sind jeweils maximal 24 beziehungsweise 29 m mächtig. Im Hangenden der Chadron-Formation folgt dann die Brule-Formation, die bei einer Dicke von bis zu 65 m weitgehend undifferenziert ist. Basal beginnt sie jedoch mit einem auffallenden Tuffband, das als Antelope Creek Tuff bezeichnet wird und einen Markerhorizont darstellt.
Neben diesen bedeutenden Aufschlüssen gibt es noch verschiedentlich Restvorkommen der White-River-Gruppe. Eines davon befindet sich in den Bighorn Mountains im nördlichen Wyoming, wo an einzelnen Lokalitäten in den Höhenlagen entsprechende Ablagerungen dokumentiert sind. Sie erreichen aber weitgehend nur wenige Dutzend Meter Mächtigkeit.

### Ursprung der Ablagerungen der White River Badlands
Der Großteil der Ablagerungen in den White River Badlands wurde durch Flüsse eingebracht. Als Ursprung für diesen Eintrag kommen zwei in westlicher Richtung gelegene Regionen in Betracht. Die eine betrifft die Black Hills. Belegen lässt sich dies durch verschiedene lokal geprägte Mineralien, die in den Sedimentgesteinen verbacken sind. Dazu zählen Quarze, Hornblenden und diverse Feldspäte. Bezogen auf die Hornblenden brachten die Fließgewässer, die sich aus den südlichen Black Hills ergossen, überwiegend orangefarbene und bräunliche Varietäten mit, jene aus den nördlichen dagegen grünliche und zitronenfarbene. Die Mineralien aus den Black Hills gelangten zumeist in grobkörnigen Kiesen und Geröllen eingeschlossen als Bodenfracht durch energiereichere, schneller fließende Flüsse in die White River Badlands. Energieärmere, langsamer fließende Gewässer beförderten hingegen Schluffe und Tone als Schwebefracht auch aus regionaler Nähe heran.
Als weitere Ressource der Ablagerungen konnten vulkanische Sedimente identifiziert werden. Die Bildung der White-River-Gruppe fällt in eine Phase hoher vulkanischer Aktivität im heutigen Bereich der Rocky Mountains. Einige der Eruptionen förderten hierbei schätzungsweise bis zu 5000 km³ an Material (im Vergleich dazu betrug das Volumen beim Ausbruch des Mount St. Helens 1980 rund 1 km³). Untersuchungen an den Mineralien, überwiegend Zirkone, zeigten auf, dass ein Großteil dieser aus der Region des heutigen Großen Beckens stammt. Sie gehen auf unterschiedliche Eruptionsgebiete zurück, in Betracht kommen die Vulkanfelder der Thomas Range in Utah oder des Central Nevada Volcanic Field in Nevada, die im Zeitraum von vor 36 bis 18 Millionen Jahren aktiv waren. Die vulkanischen Sedimente erreichten als Schwebepartikel in der Erdatmosphäre über Windtransport die Sedimentationsgebiete der White-River-Gruppe, was wesentlich häufiger in deren westlichen Abschnitten erfolgte, wie etwa am Flagstaff Rim ersichtlich. In den weiter östlich gelegenen White River Badlands wurde dem gegenüber ausgefälltes oder abgeregnetes Material über Flüsse und Ströme eingetragen. Andererseits wurden verschiedenen Zirkonmessungen zufolge nicht zwingend nur isochrone Eruptionsmassen verlagert, sondern auch Eruptivgesteine ältere vulkanischer Ereigneise erodiert und in das Gebiet der White-River-Gruppe verlagert.

### Entwicklung im Pleistozän

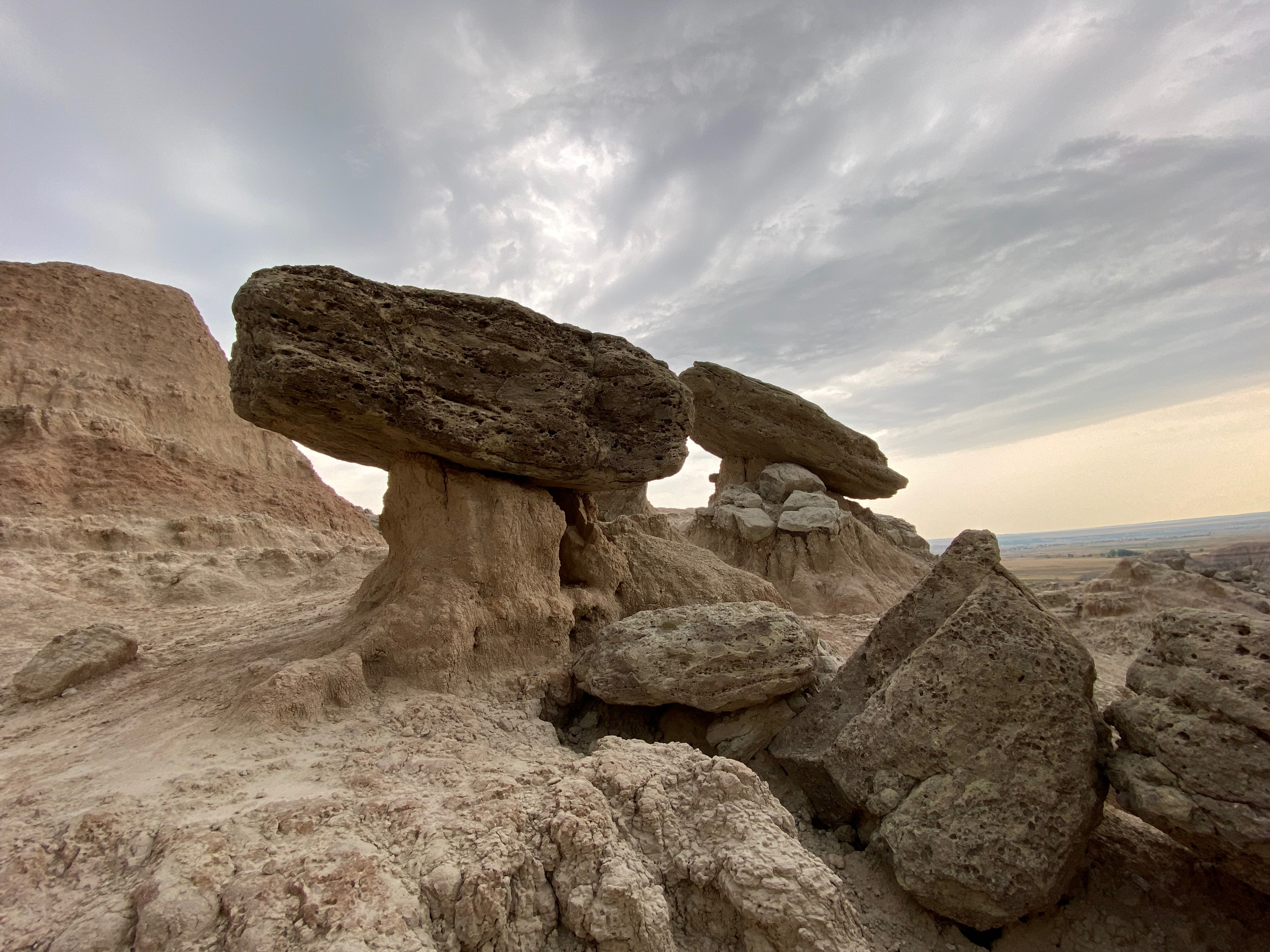
Erosionsformen in den White River Badlands

Die Ablagerung von Sedimenten kam im Verlauf des frühen Mittelpleistozäns vor rund 660.000 Jahren zum Erliegen. Zu den letzten Eintragungen gehört ein geringmächtiger Schotterkörper unter der Bezeichnung Medicine Root Gravel auf den Plateaulagen der White River Badlands, der möglicherweise im ausgehenden Miozän oder im Pliozän entstanden war. In der Folgezeit unterlag die Region dem Einfluss der drastischen wechselnden Klimaverhältnisse des letzten Eiszeitalters, während dessen es zum mehrfachen Vordringen und Rückzug kontinentaler Eisschilde kam. Die White River Badlands waren zwar nicht direkt von der Eisbedeckung betroffen, doch wirkten sich die Schilde beträchtlich auf die Geographie der Flussläufe in ihrem Vorland aus. Der Cheyenne River nahm durch Verlagerung seines Bettes Flussläufe aus der Richtung der Black Hills kommend auf und führte deren Wasser ab. Als Folge davon verloren die White River Badlands ihre Wasserzufuhr und somit auch den Sedimenteintrag. Die nun einsetzende verstärkte Erosion veränderte die Landschaft nachhaltig, schnitt in die einst geschlossene Gesteinsdecke ein und formte so das heutige Bild mit steilen Wänden, Kliffs, Türmen und Nadeln. Die exakten Gründe hierfür sind noch nicht bekannt, könnten aber in einer regionalen Absenkung des Umlandes oder aber in einer tektonischen Aufhebung der White River Badlands zu suchen sein. Noch heute ist der Sedimentabtrag ein bedeutender Wirkmechanismus, durch den die Felsformationen der White River Badlands jäherlich rund 2 cm an Sedimentsubstanz verlieren.

## Fossilfundstellen
In den White River Badlands finden sich zahlreiche Fossillokalitäten mit unterschiedlicher stratigraphischer Position, so dass die gesamte Sedimentsequenz abgedeckt wird. Bedeutende Fundpunkte stellen unter anderem der Sheep Mountain Table im Westen, der Cedar Pass im zentral-nördlichen und der Palmer Creek beziehungsweise der Wolff Table im zentralen Abschnitt der Region dar. Die Funde und Fundlokalitäten verteilen sich aber nicht regellos über die gesamte Profilsäule, vielmehr konzentrieren sie sich teilweise an den Paläoböden. Auch gibt es räumliche Unterschiede, die die ehemaligen Landschaftsverhältnisse abbilden. Für das Scenic Member der Brule-Formation kann eine Zunahme an Fundstellen von Süd nach Nord verzeichnet werden. Innerhalb dieses Verbreitungsraumes bestehen qualitative Unterschiede, welche auf variierende Bildungsbedingungen zurückgehen. Exemplarisch kann dies an drei Lokalitäten aufgezeigt werden: die Brian Maebius site im Gebiet des Sage Creek im Norden, die Big Pig Dig site im zentralen Süden und die Buffalo Alley Bone Bed site. Alle drei Fundlokalitäten enthielten dicht gepackte Lagen an Knochen. Dabei umfasst die Brian Maebius site disartikulierte Skelettreste mit zahlreichen Raubtierspuren, die wohl in einer Überflutungsebene abgelagert wurden und länger an der ursprünglichen Oberfläche lagen. An der Big Pig Dig site kamen zusammengehörige Skelettreste zum Vorschein, allein auf einer Fläche von 187 m² verteilten sich über 19.200 Knochenelemente. Sie gehen auf ein Wasserloch oder eine Tränke zurück, an der die Kadaver schnell abgedeckt wurden. Dem gegenüber sind die Fossilfunde der Buffalo Alley Bone Bed site kleinstückig und ebenfalls nicht im anatomischen Verband überliefert. Vermutlich wurden sie unter Einfluss eines mäandrierenden Flusses begraben. Im Poleslide Memeber der Brule-Formation sind die Fossilien hingegen nicht unbedingt an die Paläoböden gebunden, sondern können auch stärker vertikal streuen. Eine bedeutende Fauna stammt hier vom Cedar Pass. In den oberen Schichten der Brule-Formation treten zusätzlich Fundkomplexe in Rinnen auf, welche aus stratigraphisch höheren Lagen eingetieft sind und somit auch jünger sein können als die Gesteinseinheit selbst. Als Beispiel sei die Fauna des Blue Ash Channel am südwestlichen Rand der White River Badlands genannt.

## Funde

### Vorbemerkung

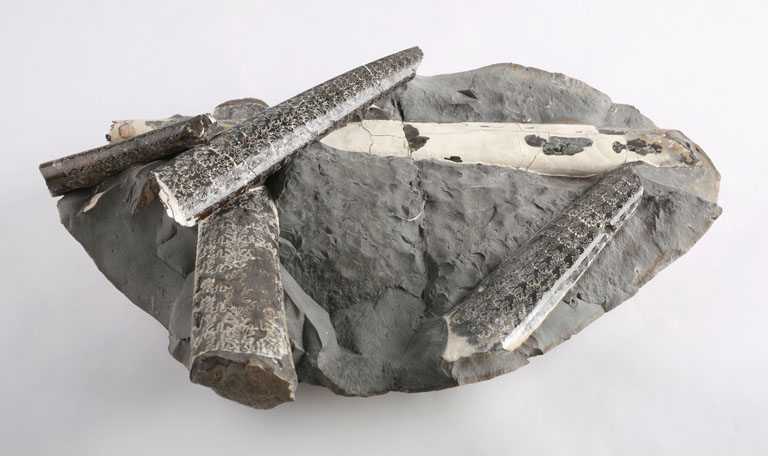
Gehäuse von Baculites aus der Pierre-Shale-Gruppe von South Dakota

Die Region der White River Badlands ist extrem fossilreich. Dies trifft auch auf die basalen Lagen mit der Pierre-Shale-Gruppe und der Fox-Hills-Formation zu. Die Fauna dieser Ablagerungen besteht zumeist aus Meeresbewohnern mit Ammoniten, Belemniten, Muscheln Fischen und Reptilien als Hauptkomponenten. Die Ammoniten umfassen gerollte und gestreckten Formen, wobei vor allem letztere mit der Gattung Baculites wichtig für die stratigraphische Gliederung der Gesteinseinheiten sind. Unter den Reptilien treten Meeresschildkröten, Plesiosaurier und Mosasaurier auf. Beispielhaft für die Plesiosaurier steht das rund 5 m lange Martinectes, für die Mosasaurier der riesige, bis zu 11 m lange Tylosaurus, von beiden stammen Fossilreste aus der Region der White River Badlands. Die Meeresfauna der Pierre-Shale-Gruppe und der Fox-Hills-Formation zog erstmals zu Beginn des 19. Jahrhunderts das Interesse der Forschung auf sich. Aufgrund der weiten Verbreitung der Sedimente und des deutlich höheren Alters gehören sie aber nicht zur klassischen Fossilgemeinschaft der White River Badlands. Diese beginnt erst mit den Lagen der White-River-Gruppe und bezieht sich weitgehend auf kontinental gebundene Lebewesen, sie schließt hierbei aber Formen mit einerseits terrestrischer, andererseits auch mit aquatischer oder semi-aquatischer Lebensweise ein.

### Flora
Pflanzenreste blieben aufgrund der stark alkalischen Sedimente kaum erhalten. In einzelnen Bereichen finden sich Wurzelspuren und versteinerte Baumstümpfe. Die silizifizierten Holzreste gehen zumeist auf Zweikeimblättrige zurück. Vergleichsweise häufig sind hingegen Steinfrüchte nachweisbar, die in verschiedenen Paläoböden der Chadron- und der Brule-Formation vorkommen. Die kugeligen Stücke haben Durchmesser von 3 bis 5 mm und ähneln denen des Amerikanischen Zürgelbaums, der in der Region heute vorkommt. Reste von Zweigen und Ästen stammen hingegen aus den Koprolithen großer Pflanzenfresser.

### Fauna

#### Wirbellose
Die Wirbellosen sind fast ausschließlich über Weichtiere erhalten, deren harte Gehäuseschalen in den Ablagerungen der White-River-Gruppe überdauerten. Nachgewiesen sind unter anderem Wasserlungenschnecken wie Schlammschnecken und Tellerschnecken, erstere werden durch die Gattung Stagnicola, letztere durch Gyraulus und Promenetus als typische Süßwasserformen repräsentiert. Die wasserbewohnenden Schnecken beschränken sich auf die Chadron-Formation und das Poleslide Memeber der Brule-Formation. Dagegen kommen die Landlungenschnecken in allen Bereichen der White-River-Gruppe vor und sind etwas variantenreicher. Von diesen wurden Vertreter der Puppenschnecken, Humboldtianidae und Helminthoglyptidae nachgewiesen. Am häufigsten ist Helminthoglypta als Charakterform der Helminthoglyptidae belegt. Die landbewohnenden Schnecken zeigen verschiedene Biotope an. So ist Skinnerelix aus der Gruppe der Humboldtianidae ein typischet Waldbewohner, während die Puppenschnecke Pupoides offene und trockene Gebiete bevorzugt.

#### Fische und Amphibien
Bisher wurde unter den Fischen lediglich die Gattung Ictalurus aus der Gruppe der Katzenwelse belegt. Sie besteht heute noch und enthält unter anderem den Blauen Katzenwels. Das Fundmaterial besteht weitgehend aus Wirbeln und Ganoidschuppen, selten aus Schädelresten. Heutige Katzenfische sind weitgehend Flussbewohner und ernähren sich von anderen kleinen Fischen und Muscheln. Ein nahezu vollständiges Skelett von Eopelobates, dem lediglich einzelne Schädelknochen und Gliedmaßenknochen fehlen, steht repräsentativ für die Froschlurche und damit für die Amphibien. Es stammt aus den basalen Bereichen der Chadron-Formation. Möglicherweise besteht eine nähere Beziehung zu den Europäischen Schaufelfußkröten, die mit der Knoblauchkröte auch in Mitteleuropa heimisch sind. Andere nahe verwandte Gruppen sind in Ost- und Südostasien verbreitet.

#### Reptilien und Vögel

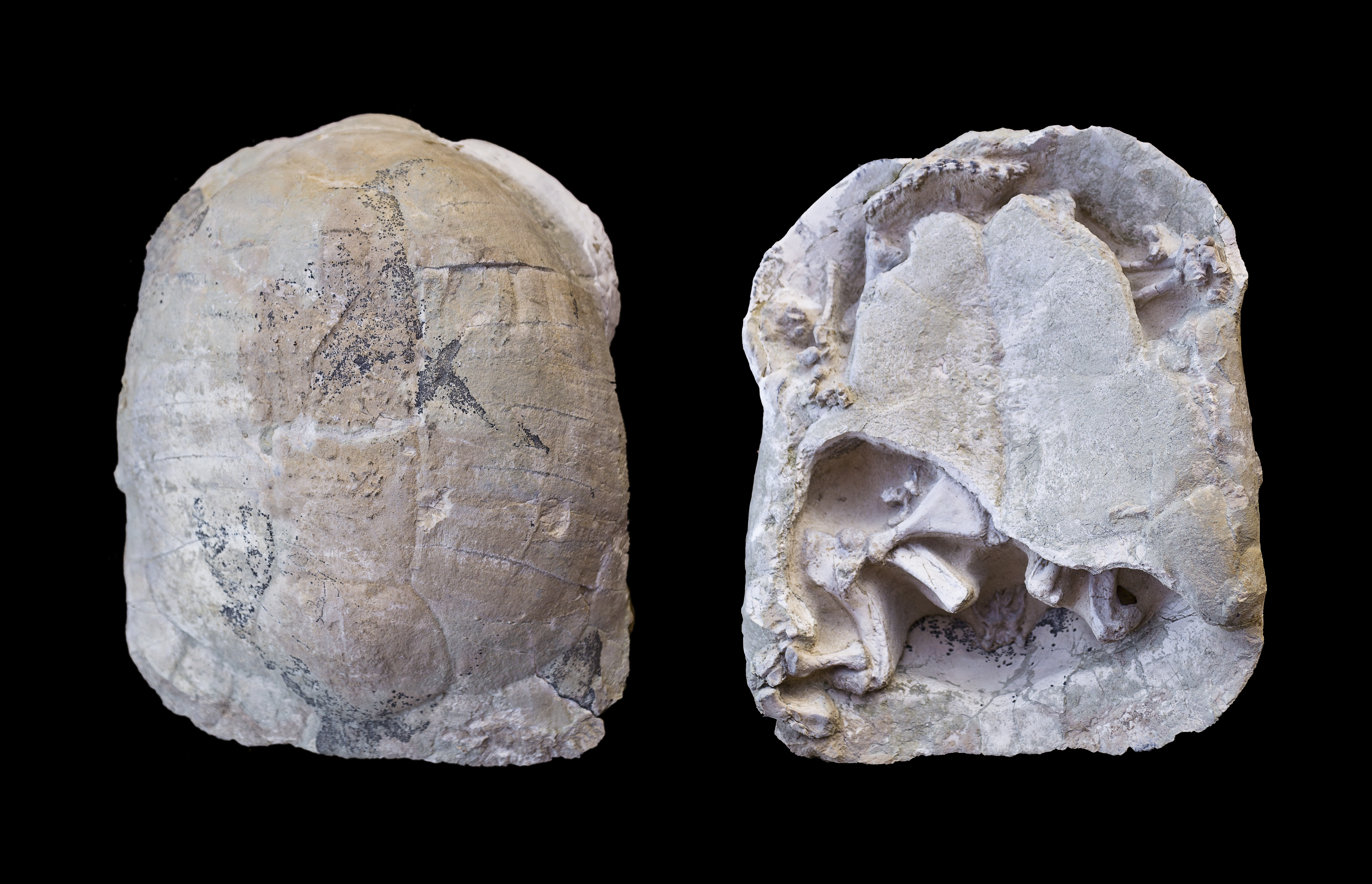
Panzer von Stylemys aus den White River Badlands

Die Reptilien sind vergleichsweise divers in den White River Badlands. Als bedeutend können die Schildkröten hervorgehoben werden. Von einem größeren Teil ist zumeist nur der Panzer bekannt. Alle Formen der White River Badlands gehören den Halsberger-Schildkröten an. Die Schlammschildkröten sind mit Xenochelys nachgewiesen, deren Panzer rund 21 cm lang wurde und relativ dünn war. Die Form trat bereits in der Chadron-Formation auf. Mit rund 33 cm nur wenig größer wurde Apalone aus der Gruppe der Weichschildkröten. Die heutigen Vertreter, von denen die Florida-Weichschildkröte in Nordamerika präsent ist, sind vollständig an das Wasserleben angepasst, was auch bei Apalone angenommen wird. Die übrigen Formen repräsentieren landlebende Schildkröten. Mit Pseudograptemys kam in der Chadron-Formation ein typischer Vertretef der Neuwelt-Sumpfschildkröten vor, dessen Panzer rund 30 cm lang wurde, aber weitgehend keine Ornamentierung aufwies. Deutlich kleiner war das etwa gleichalte Chrysemys mit einer Panzerlänge von 19 cm. Bei dieser Form konnte eine Ornamentierung auftreten, zusätzlich war der Panzer deutlich aufgewölbt. Die Landschildkröten stellen die häufigste Gruppe. Sie werden in allen Abschnitten der Sedimentfolge der White-River-Gruppe gefunden, besonders zahlreich aber in der Brule-Formation, weswegen diese ursprünglich auch mit Oreodon and turtle beds bezeichnet wurde. In großer Anzahl ist Stylemys überliefert, neben Panzern von bis zu 53 cm Länge kommen auch teils gut erhaltene Skelette vor. Bei dieser Form handelt es sich um die erste fossile Schildkröte, die aus Nordamerika bekannt wurde. Ihre Beschreibung geht auf Joseph Leidy aus dem Jahr 1851 zurück und erfolgte anhand eines Panzerfragments. Gemeinsam wurden auch vereinzelt Reste von Eiern mit rekonstruierten Längen von 4,7 × 4,3 cm gefunden, die als Gelege von Stylemys interpretiert werden. Einige Autoren sehen Stylemys nur als fossile Variante der heutigen Gopherschildkröten an, deren wissenschaftliche Benennenung gut 20 Jahre früher datiert. Allerdings erfolgte bisher keine formale Vereinigung. Beide Gattungen unterscheiden sich in der Gestaltung der Osteoderme des Nackens und des Rückenpanzers. Fossilien von ausgestorbenen Vertretern der Gattung Gopherus sind aus den White River Badlands und der unmittelbaren Umgebung ebenfalls nachgewiesen. Als dritte Form trat die eher basale Gattung Hesperotestudo auf, von der aber insgesamt nur wenige Funde vorliegen.

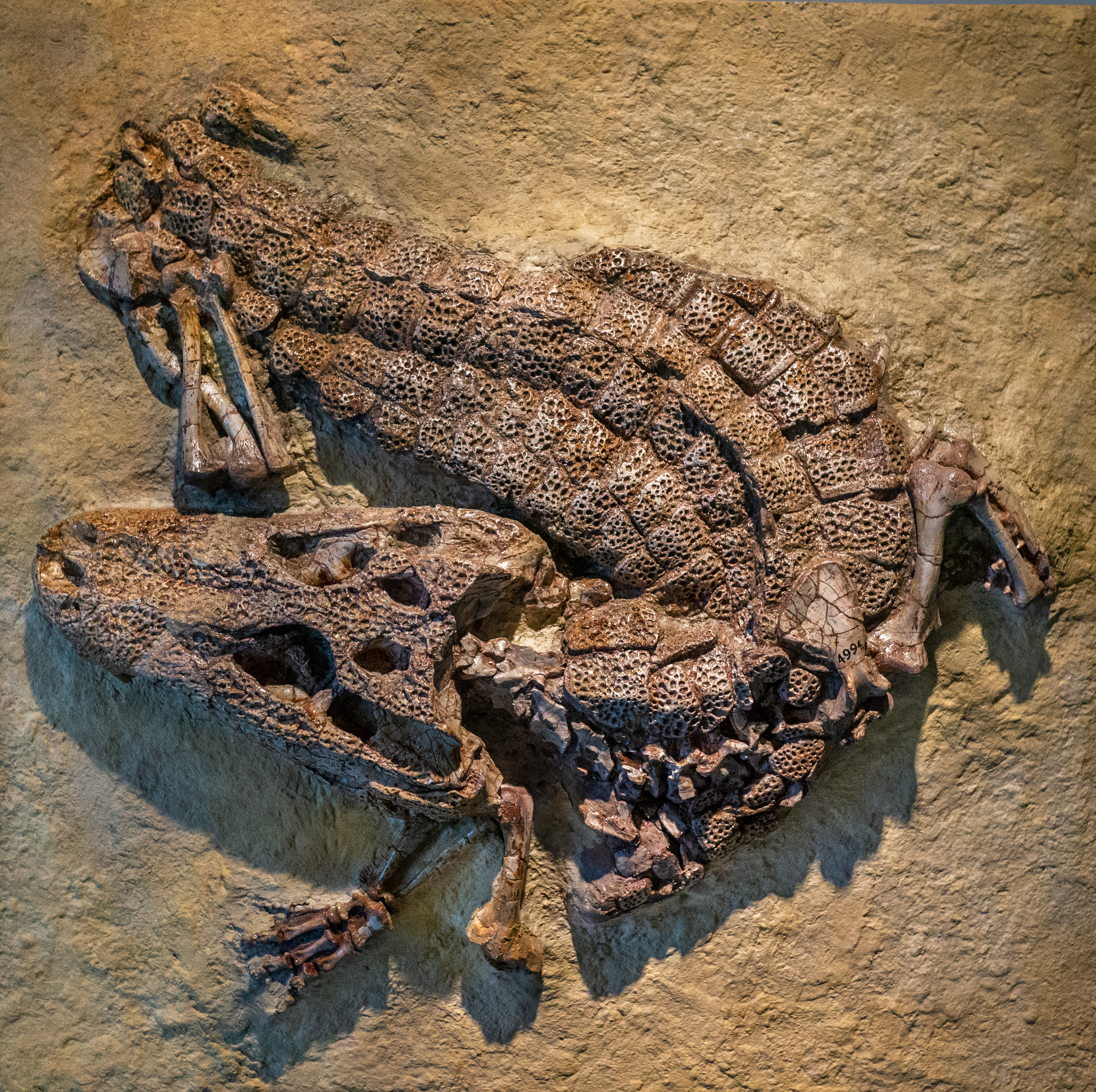
Skelett von Alligator aus den White River Badlands

Eine weitere größere Fossilgruppe bilden die Schuppenkriechtiere. Unter diesen sind die Schleichen mehrfach belegt. Peltosaurus ähnelte vermutlich den Krokodilschleichen. Aufgefunden wurden Schädelreste und Teile des Schuppenkleids, die alle aus der Brule-Formation zu Tage kamen. Jedoch verweisen Funde aus der unmittelbaren Nachbarschaft der White River Badlands, dass die Form noch zur Bildungszeit der Sharps-Formation die Region bewohnte. Die nahe verwandte Gattung Helodermoides ist hingegen ebenfalls über Hautschuppen und einzelne Wirbel sowohl aus der Chadron- als auch der Brule-Formation dokumentiert. Die Doppelschleichen werden durch Rhineura repräsentiert, dessen heutiger lebender Vertreter die Florida-Doppelschleiche darstellt. Typisch ist der stark verknöcherte und kompakte Schädel, von dem mehrere in der Brule-Formation aufgefunden wurden. Die Schlangen der White River Badlands gehören weitgehend in das Verwandtschaftsumfeld der Boas, wobei es sich ausnahmslos um eher kleine Vertreter handelt. Das Fundmaterial bezieht sich in der Regel auf Teile der Wirbelsäule. Dies trifft auf Coprophis zu, welches anhand von mehreren Wirbeln aus einem Koprolithen eines größeren Beutegreifers aus dem Scenic Member der Brule-Formation beschrieben wurde. Zwei weitere Vertreter wurden mit Calamagras und Geringophis benannt, die möglicherweise mit den Sandboas oder Gummiboas in engerer Beziehung stehen und wohl wie diese versteckt oder teils unterirdisch lebten. Von beiden liegen vereinzelte Reste in Form von mitunter artikulierten Wirbeln aus der Brule-Formation vor. Calamagras war aber insgesamt recht weit verbreitet, wie es unter anderem ein Fund mit nahezu vollständigen, teils ineinander verschlungenen Skeletten aus Ablagerungen der White-River Gruppe im östlichen Wyoming zeigt. Es wird angenommen, dass die Form noch verkümmerte Reste der Hinterbeine aufwies. Für Geringophis gehören die Funde aus den White River Badlands zu den ältesten Belegen. Bereits im Jahr 1904 wurden die ersten Reste von Krokodilen beschrieben. Hierbei handelte es sich um isolierte Schädel-, Wirbel- und Gliedmaßenreste sowie um Teile der Panzerung. Sie entstammen alle der Chadron-Formation. Anhand eines nahezu vollständigen Skelettes aus der gleichen Gesteinseinheit, entdeckt im Jahr 1916, konnten alle Funde mit der Gattung Alligator verbunden werden. Weitere Schädelreste und Elemente des Körperskeletts dienten im Laufe der Zeit auch zur Benennung anderer Krokodilformen, doch sind diese zumeist identisch mit Alligator. Alligatoren sind strikt süßwassergebunden, die Tiere aus den White River Badlands waren mit eine Länge von 1,5 m relativ klein.
Vögel haben in den White River Badlands aufgrund ihres grazilen Knochenbaus einen limitierten Nachweis. Die Greifvögel werden durch einen nahezu vollständigen, gut 5,4 cm langen Schädel mit stark gebogenem Oberschnabel angezeigt. Er wird den Bussarden zugesprochen und ähnelt dem des Andenbussards, ist aber etwas kleiner gestaltet. Die zu den Hühnervögeln gehörenden Hokkohühner sind durch ein nahezu vollständiges Skelett von Procrax aus der Chadron-Formation präsent. Der Fund umfasst den Großteil des Bewegungsapparates, Schädel und Wirbelsäule fehlen. Die Gattung gehört zu den größten bekannten fossilen Formen der Hokkohühner, die Tiere konnten sich sowohl in der Luft als auch laufend und kletternd agil fortbewegen. Relativ nahe verwandt dürfte Palaeonossax sein, der den Guans entspricht, aber nur mit einem fragmentierten Oberarmknochen aus dem Poleslide Member der Brule-Formation überliefert ist. Aus dem gleichen Schichtglied traten auch zwei Angehörige der Bathornithidae zu Tage, welche bodenlebende beutegreifende Vögel repräsentieren. Sie sind mit den heutigen Seriemas und damit auch mit den primär südamerikanisch verbreiteten, allerdings ausgestorbenen „Terrorvögeln“ verwandt. Ein über 12 cm langer Tarsometatarsus verweist auf die Charakterform Bathornis, ein weiteres Exemplar barg zusätzlich die Sharps-Formation. Auf deutlich umfangreicheres Material kann Paracrax zurückgreifen. Ursprünglich galt die Form als nahe verwandt mt den Hokkohühnern, sie wurde aber in der zweiten Hälfte des 20. Jahrhunderts zu den Bathornithidae verwiesen. Die Fossilreste setzen sich aus zahlreichen Elementen des Körperskelettes zusammen. Unter Voraussetzung einer ähnlichen Körperproportion wie die heutigen Seriemas, wurde Paracrax schätzungsweise 185 bis 210 cm hoch und war damit einer der größten Vögel seiner Zeit. In dem Poleslide Member der Brule-Formation lagerte außerdem noch ein Fragment eines Oberarmknochens von Gnotornis, ein zu den Reihern gehörender Vogel. Das ältere Scenic Member der Brule-Formation wiederum lieferte mit der Gattung Badistornis ein Mitglied der Kranichvögel mit engen Beziehungen zum Rallenkranich. Die Übereinstimmungen werden am aufgefundenen Tarsometatarsus ersichtlich, auch wenn er mit einer Länge von gut 15,5 cm etwas größer ist als bei der heutigen Form. Zuzüglich kamen mehrere Reste von Eiern zum Vorschein. Mit ihrer ovalen Form, gerauten Oberfläche und Maßen von etwa 5,8 × 4,4 cm finden sie ebenfalls gute Entsprechungen bei den Kranichvögeln.

#### Säugetiere

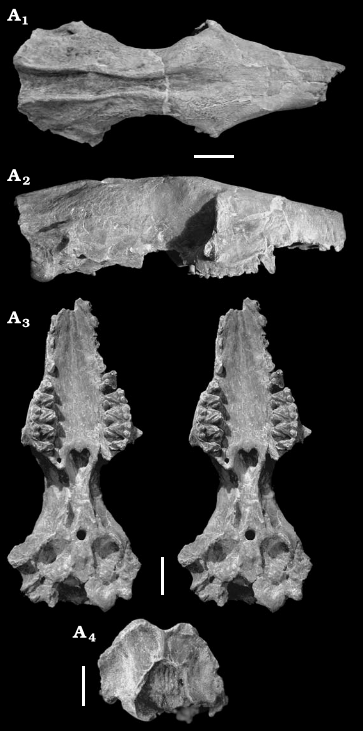
Schädel von Megaleptictis aus den White River Badlands

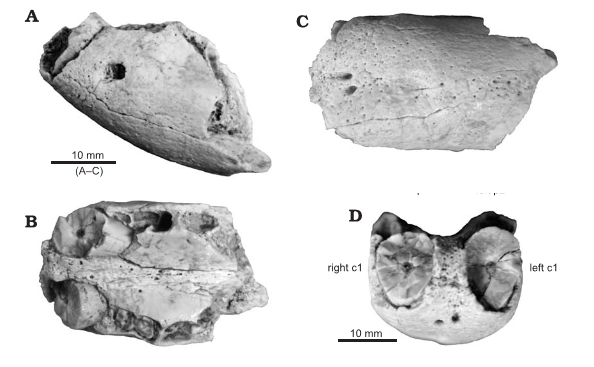
Unterkiefer von Chadronia aus den White River Badlands

Die Säugetiere bilden die umfangreichste Fundgruppe der White River Badlands. Innerhalb dieser gehören die Beuteltiere zu den ursprünglicheren Formen. Hier ist aber lediglich Herpetotherium mit einem Unterkieferfragment aus der Chadron-Formation nachgewiesen. Als ausgestorbener Vertreter der Beutelratten steht Herpetotherium nicht nur dem eurasischen Peratherium, sondern auch den rezenten Opossums nahe. Alle anderen Säugetiere gehören den Höheren Säugetieren an. Allerdings bestehen hier einzelne urtümlichere Linien, die heute nicht mehr existieren. Darunter fallen die Cimolesta und die Leptictida, die kleinere, insektenfresserartige Tiere repräsentieren. Das Fundmaterial der Cimolesta ist sehr begrenzt und setzt sich ebenfalls nur aus einzelnen Unterkieferbruchstücken zusammen. Die Chadron-Formation barg hierbei die Gattung Cymaprimodon, der untere Teil der Brule-Formation wiederum Chadronia. Letzteres wird innerhalb der Cimolesta zu den Pantolesta gestellt. Für die Leptictida, die äußerlich mit ihrer verlängerten Nase und den gestreckten Hinterbeinen ein wenig den Rüsselspringern ähnelten, wurde unter anderem ein Teilschädel und ein Oberkieferfragment von Megaleptictis berichtet, welche wohl den basalen Abschnitten der Brule-Formation entstammen. Daneben trat etwa zeitgleich auch Leptictis auf, von dem ebenfalls ein nahezu vollständiger Schädel vorliegt. Teilweise gelten auch die Apatotheria als Mitglieder der Cimolesta. Das hierzu gehörige Sinclairella wurde anhand eines Schädels nebst zugehörigem Unterkiefer aus der oberen Chadron-Formation eingeführt.
Die eigentlichen Insektenfresser werden in den White River Badlands durch mehrere Gruppen vertreten. Proterix stellt einen frühen Angehörigen der Igel dar und wurde über einen Teilschädel aus dem Poleslide Member der Brule-Formation belegt. Die erloschene Gruppe der Proscalopidae galt einst als den Maulwürfen zugehörig. Wie diese entwickelten die Tiere starke Anpassungen an eine unterirdisch grabende Lebensweise, jedoch bestehen hinsichtlich des Schädel- und Skelettbaus deutliche Unterschiede zu den Maulwürfen. Unter anderem setzten die Angehörigen der Proscalopidae ihren Schädel beim Graben ein, wodurch dieser äußerst robust und mit stark verwachsenen Knochen versehen war. Die Brule-Formation erbrachte hierbei einen Teilschädel der Typusform Proscalops. Ein Unterkiefer aus der Chadron-Formation wird Centetodon aus der ebenfalls ausgestorbenen Familie der Geolabidae zugesprochen. Sie steht den Spitzmäusen nahe, ihre Angehörigen besaßen wie die heutigen Formen eine lange Schnauze. Die Schichteinheit förderte noch weitere Formen zu Tage, die in das Verwandtschaftsumfeld gehören, so Clinopternodus und Oligoryctes. Dagegen bildet Domnina einen direkten frühen Angehörigen der Spitzmäuse. Als einer der ältesten Nachweise dieser Gruppe waren die Tiere nur wenig spezialisiert. Die White River Badlands lieferten aber nur wenige Knochenreste.

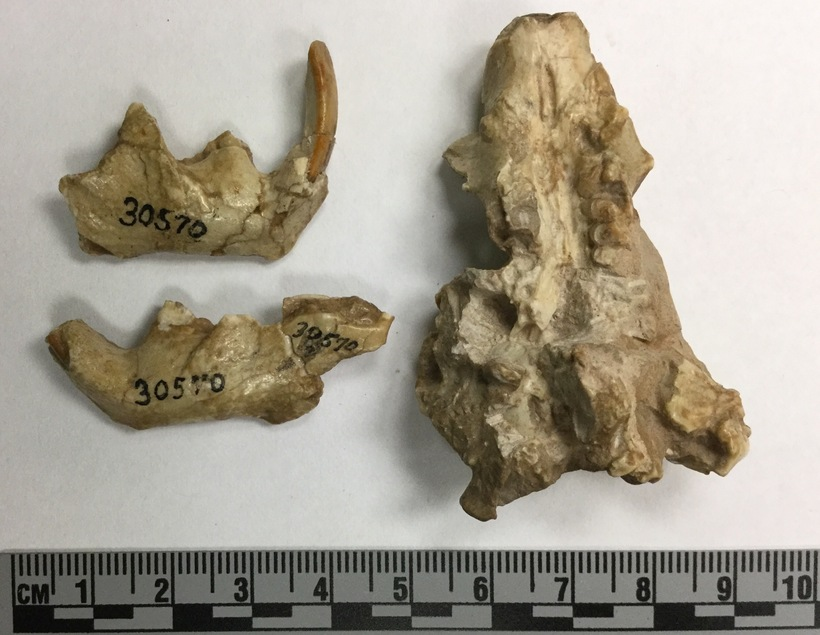
Schädel von Agnotocastor aus den White River Badlands

Mit zahlreichem Fossilmaterial vor allem aus der Brule-Formation treten die Hasenartigen in Erscheinung. Hierunter dominiert Palaeolagus, das eine der häufigsten Formen in der Fundgemeinschaft der White River Badlands darstellt. Die Tiere lebten in offenen Landschaften, innerhalb derer sie eine Hauptkomponente bildeten. Eine zweite Gattung, Megalagus, trat dagegen seltener auf. Beide werden teilweise der Gruppe der Palaeolaginae zugewiesen, die an der Basis der Entwicklung der Hasenartigen steht. Gegenüber Megalagus besaß Palaeolagus schon deutlich höher gestaltete Backenzähne, war aber insgesamt kleiner gebaut. Entsprechend den heutigen Verhältnissen erscheinen die Nagetiere der White River Badlands als eine extrem variantenreiche Gemeinschaft. Sie sind in allen stratigraphischen Abschnitten präsent und kommen mit mehreren ausgestorbenen, allerdings auch heute noch präsenten Entwicklungslinien vor. Einige Formen sind relativ beständig und treten sowohl in der Chadron- als auch in der Brule-Formation auf. In der Regel ist das Fundmaterial aus Schädel- und Kieferfragmenten sowie aus isolierten Zähnen zusammengesetzt. Eine Gruppe wird durch die Hörnchenverwandten repräsentiert, denen unter anderem Ischyromys und Prosciurus angehören. Erstere als Typusform der Ischyromyidae wurde anhand eines Schädels aus dem Scenic Member der Brule-Formation bereits Mitte des 19. Jahrhunderts erstbeschrieben. Letztere kann den Aplodontidae zugesprochen werden, denen des Weiteren Disallomys zur Seite steht. Die eigentlichen Hörnchen treten mit mehreren Formen auf, darunter Cedromus, Douglassciurus, Hesperopetes und Oligospermophilus, umfangreicher ist allerdings nur das Fossilmaterial von Douglassciurus. Eine weitere größere Linie formen die Biberverwandten. Hier sind neben Eutypomys aus der Gruppe der Eutypomyidae vor allem die Biber als deren Schwestergruppe hervorzuheben. Die frühen Biber waren weder an ein Wasserleben noch an das Benagen von Hölzern angepasst, sondern lebten terrestrisch oder unterirdisch. Hierbei tendierte Agnotocastor zu einer oberirdischen Lebensweise, während Palaeocastor und Capacikala sich an das Graben im Untergrund anpassten. Die beiden letztgenannten sind lediglich aus der Sharps-Formation nachgewiesen, erstere Gattung ist auch aus der Brule-Formation bekannt. Die für Palaeocastor typischen spiralförmigen, bis zu 270 cm tiefen Grabgänge, die sogenannenten Daimonelix oder „Dämonenschrauben“, wurden in den White River Badlands aber bisher nicht belegt. Das Fossilmaterial der grabenden Biber ist in den White River Badlands eher spärlich, sie sind aber in den Lagen der Sharps-Formation im unmittelbar südlich angrenzenden Gebiet des Wounded Knee in der Pine Ridge Reservation deutlich präsenter. Stellvertretend für die Mäuseverwandten als dritte große Linie können die Wühler genannt werden, von denen Eumys und Scottimus anhand von Schädel- und Kieferresten aus der Brule-Formation der White River Badlands erstbeschrieben wurden. Andere Gruppen der Mäuseverwandte wie die Springmäuse und Taschenmäuse, zusätzlich aber auch die ausgestorbenen Heliscomyidae sind eher spärlich dokumentiert. Eine Ausnahme hiervon bilden die Florentiamyidae mit Kirkomys, dessen umfangreiches Gebissmaterial ebenfalls der Brule-Formation entstammt. Von großer Bedeutung für das Paläogen Nordamerikas erwiesen sich die Eomyidae, die sich zu einer der vorherrschenden Familien der Nagetiere jener Zeit entwickelten. Die Tiere, die mit den Taschennagern enger verwandt sind, ähnelten den heutigen Hörnchen und bewohnten wohl Wälder und feuchtere Gebiete. Ihre zumeist grazilen Schädel zeigen keine Anpassung an eine grabende Lebensweise. Für die White River Badlands sind mit Adjidaumo und Paradjidaumo zwei Gattungen anerkannt, die aber abweichend von ihrer regionalen Dominanz hier bisher nur selten in Erscheinung treten.

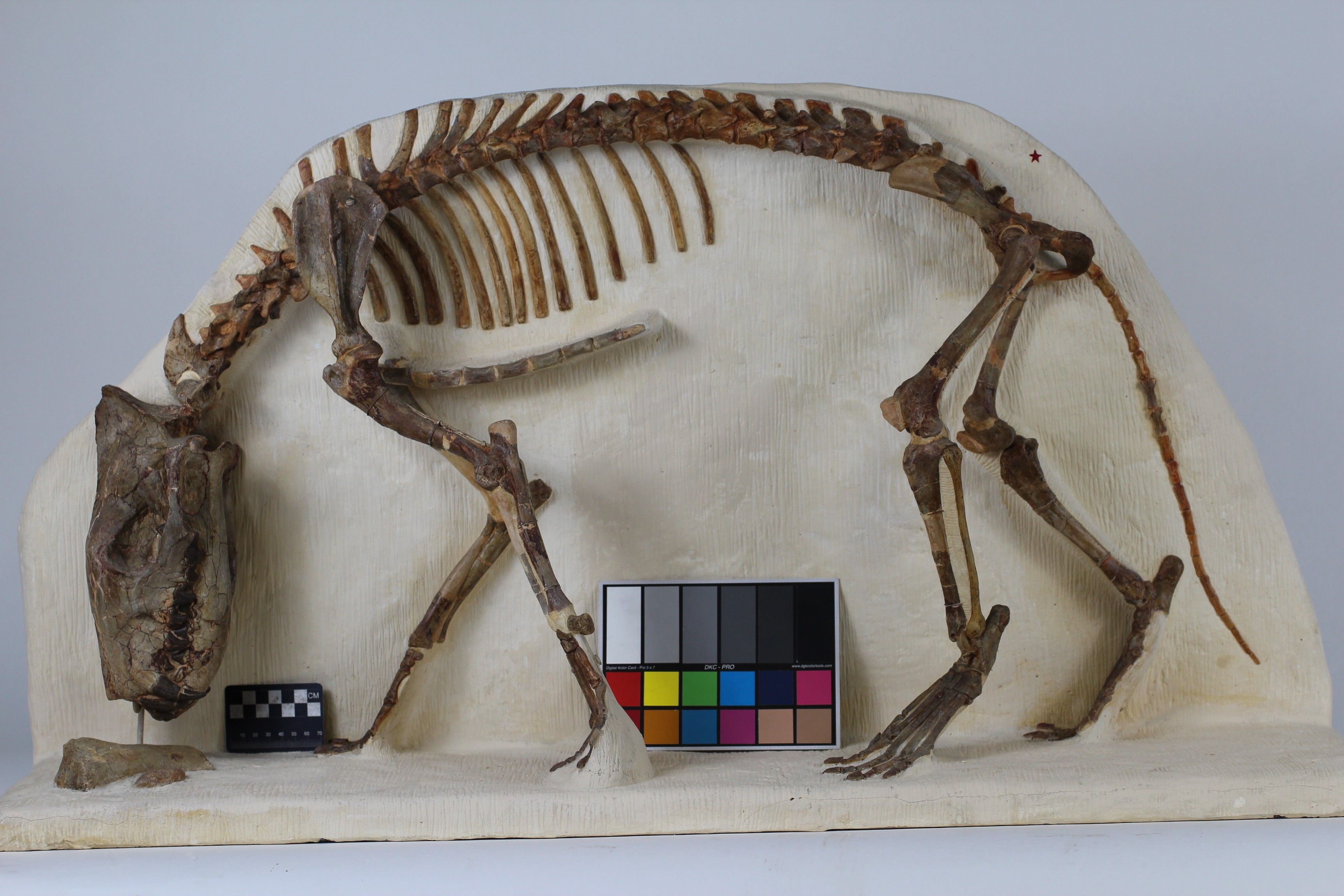
Skelettrekonstruktion von Hyaenodon aus den White River Badlands

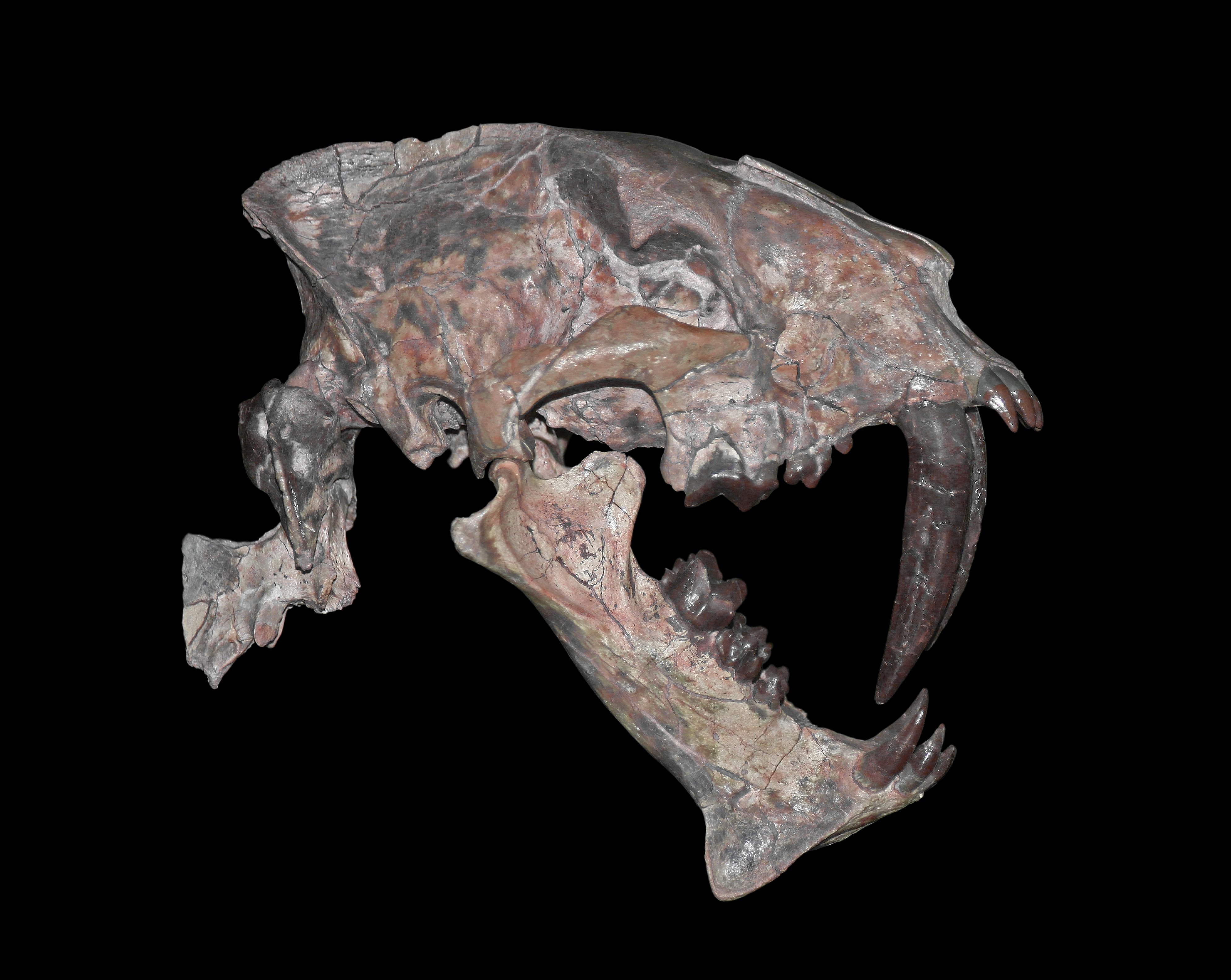
Schädel von Hoplophoneus aus den White River Badlands

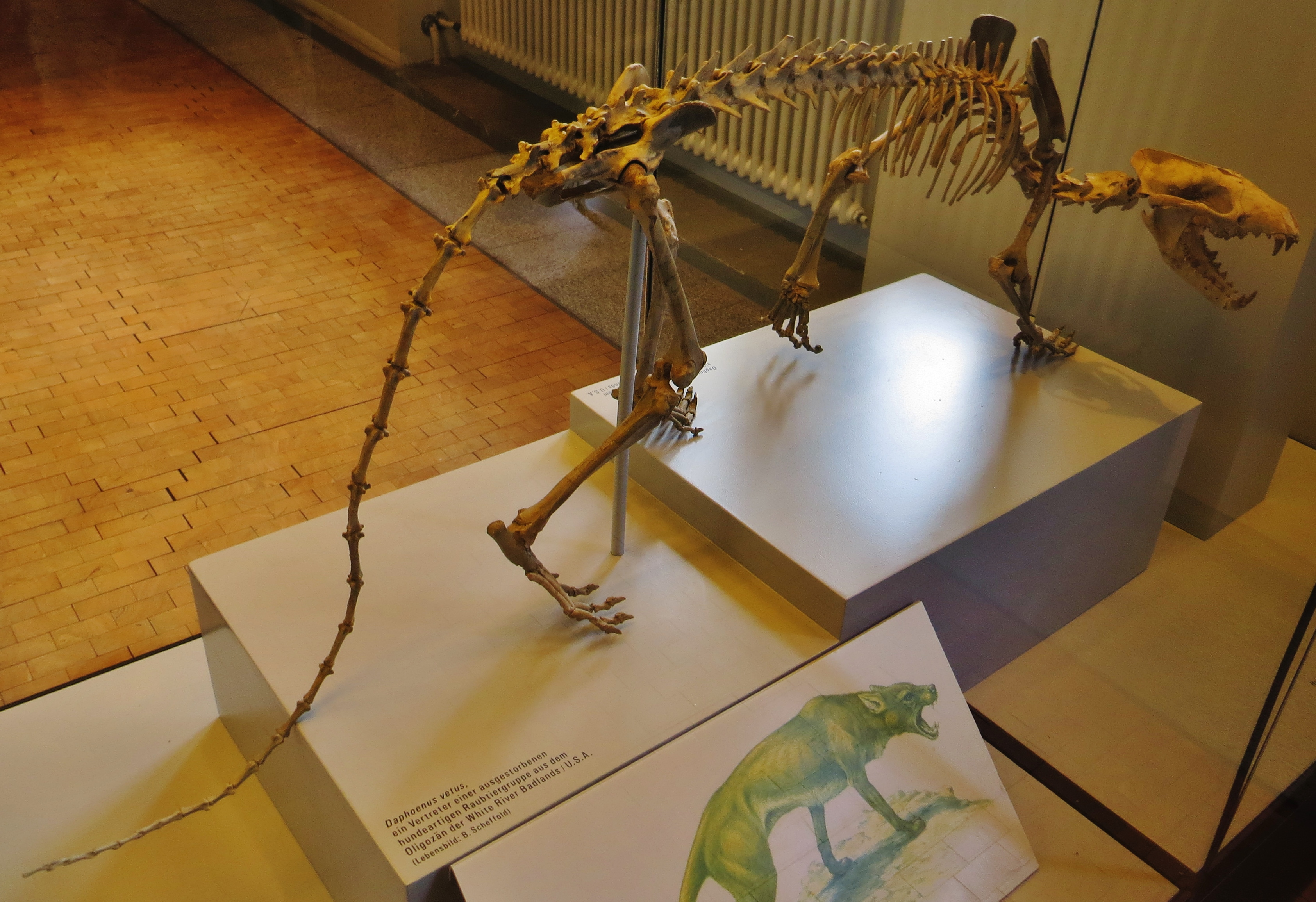
Skelettrekonstruktion von Daphoenus aus den White River Badlands

Die beutegreifenden Säugetiere verteilen sich auf die Hyaenodonta und die Raubtiere. Innerhalb der ersteren Gruppe bildet Hyaenodon die Charakterform der Familie der Hyaenodontidae. Als kosmopolitische Gattung war sie sowohl räumlich als auch zeitlich weit verbreitet. In den White River Badlands liegen dadurch Fossilfunde aus der Chadron- und der Brule-Formation vor, sie lassen sich mehreren Arten zuordnen. Ihrem Gliedmaßenbau zufolge handelte es sich um schnellläufige Tiere mit einem Körpergewicht von rund 40 kg, wodurch sie die größten Vertreter der nordamerikanischen Hyaenodonten stellten. Die Raubtiere unterscheiden sich von den Hyaenodonten durch ihre vorverlagerte Brechschere im Gebiss. Sie gruppieren sich in mehrere Entwicklungslinien. Die Nimravidae zeichneten sich durch einen stark verlängerten Eckzahn aus. Da aber keine direkte Verwandtschaft zu den Säbelzahnkatzen besteht, werden sie auch als „Scheinsäbelzahnkatzen“ bezeichnet. In den White River Badlands sind mehrere Gattungen überliefert, deren Größe zwischen der eines Rotluchses bei Eusmilus und eines Leoparden bei Nimravus variierte. Eine Besonderheit findet sich an einem Schädel von Hoplophoneus, der offensichtlich Bissspuren eines Artgenossens aufweist. Die Amphicyonidae wiederum zählen zu den hundeartigen Raubtieren, waren aber mit schweren Schädeln ausgestattet. Die White River Badlands bargen eher kleinere Angehörige der Gruppe wie Brachyrhynchocyon aus der Chadron- und Paradaphoenus aus der Brule-Formation. Letzterer wurde zwischen 3 und 4 kg schwer. Die häufigste Form war jedoch Daphoenus, von der Fossilien aus allen Schichtbereichen der White-River-Gruppe vorliegen. In einer engeren Beziehung zu den Amphicyonidae stehen die Hunde. Diese traten in den White River Badlands sehr variantenreich auf, sind aber fast ausschließlich aus den höheren Lagen der White-River-Gruppe bekannt. Die ursprünglichste Linie bilden die Hesperocyoninae, die sich von anderen Gruppen der Hunde durch ein hypercarnivores Gebiss absetzen. Den umfangreichsten Fossilbericht mit teils vollständigen Skeletten weist Hesperocyon auf. Die kleinen, langschwänzigen Tiere gingen möglicherweise an bewaldeten Flussufern auf Jagd. Teilweise sind Zahnreste auch Bestandteil von Koprolithen, so dass Hesperocyon offensichtlich auch Opfer größerer Beutegreifer wurde. Zu den seltener nachgewiesenen Vertretern zählen Mesocyon und Ectopocynus. Die ebenfalls rare Gattung Sunkahetanka ist mit einigen wenigen Kieferfragmenten auf die Sharps-Formation beschränkt. Die zweite Linie besteht aus Vertretern der Borophaginae. Deren Skelettbau ähnelte stärker den heutigen Hunden. Der Fossilnachweis in den White River Badlands ist aber eher spärlich und umfasst weitgehend Kieferreste. Noch am häufigsten wurde Archaeocyon dokumentiert, welche die ursprünglichste Form darstellt und möglicherweise ein Allesfresser war. Andere Angehörige wie Oxetocyon und Otarocyon können nur auf einzelne Funde verweisen. Für letztere Gattung liegen weitere Reste aus anderen Bereichen Nordamerikas vor. Sie ermöglichen die Rekonstruktion eines Tieres, das wohl am ehesten dem heutigen Fennek entsprach. Weitere seltene Formen sind mit Parictis, einem urtümlichen und kleinen Mitglied der Bären, sowie mit Mustelavus und Palaeogale als Angehörige der Marder beschrieben worden. Sie kamen weitgehend in der Chadron- und den unteren Abschnitten der Brule-Formation zu Tage.

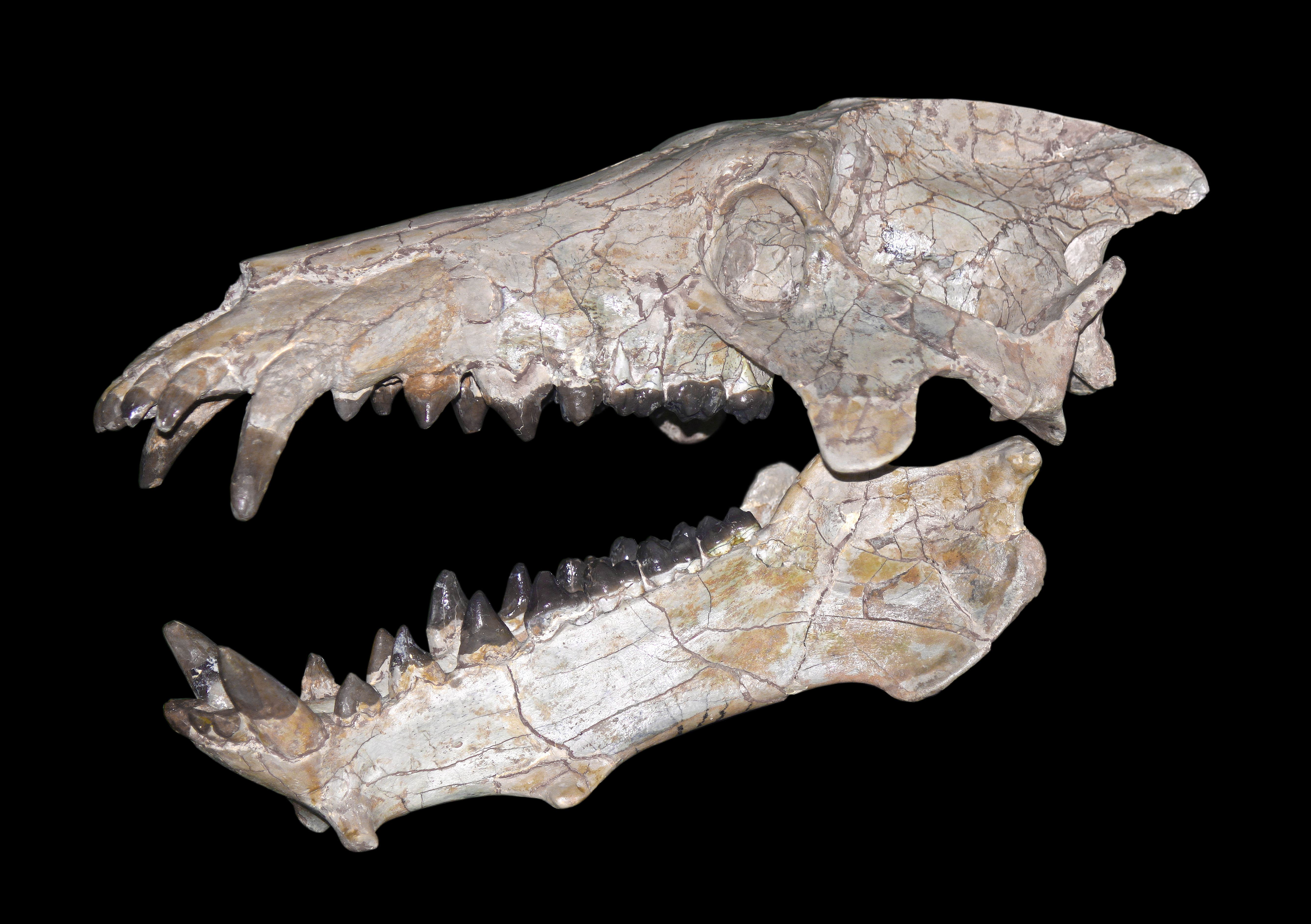
Schädel von Archaeotherium aus den White River Badlands

Die Huftiere mit den Paar- und Unpaarhufern bilden eine weitere formenreiche Gruppe in den White River Badlands. Einige Formen haben eine lange stratigraphische Laufzeit und gehören zu den frühesten fossilen Vertretern, die aus Nordamerika beschrieben wurden. Dies trifft auf Archaeotherium aus der ausgestorbenen Gruppe der Entelodontidae zu, das bereits im Jahr 1850 anhand eines Schädels aus den White River Badlands wissenschaftlich eingeführt worden war. Die Gruppe zählt zu den Schweineartigen, typisches Kennzeichen der Tiere war ein massiger Schädel, der rund 27 % der gesamten Körperlänge ausmachte. Archaeotherium trat relativ häufig auf, allein die Big Pig Dig site im basalen Bereich des Scenic Member der Brule-Formation erbrachte 28 Individuen. Daeodon wiederum war ein riesiges Tier, das mit geschätzten 750 kg Körpergewicht Archaeotherium um das Fünffache übertraf. Im Gegensatz zur weiten stratigraphischen Streuung von Archaeotherium in den White River Badlands ist Daeodon nur aus der Sharps-Formation bekannt, von wo ein vorderer Schädelteil stammt. Mit Leptochoerus und Stibarus treten in der Brule-Formation zwei Gattungen auf, die den Leptochoeridae zugewiesen werden, deren Verwandtschaftsverhältnis innerhalb der Paarhufer aber uneindeutig ist. Häufig wird die Familie den Schweineartigen beigeordnet. Es handelt sich um kleinere, hasengroße Tiere, von denen aus den White River Badlands lediglich einzelne Schädel- und Kieferfunde bekannt wurden. Einige weitere kleinere Schweineartige gehören in das Verwandtschaftsumfeld der Nabelschweine. Benannt wurden aus den White River Badlands Perchoerus und Thinohyus, das vorliegende Fundmaterial ist aber eher spärlich. Die Anthracotheriidae stehen wiederum den Flusspferden nahe. Es handelt sich um weitgehend große, langschädelige Tiere, die aber nicht die Massivität der heutigen Flusspferde erreichten, dennoch wohl an eine semi-aquatische Lebensweise angepasst waren. Generell sind sie eher untypisch im Fossilbericht Nordamerikas. Die ursprünglichste Form in den White River Badlands bildet Aepinacodon und ist nur aus der Chadron-Formation überliefert. Alle weiteren sind für die Brule-Formation belegt, darunter Bothriodon, Elomeryx und Heptacodon. Letztere beiden wurden dabei anhand von Schädel- und Gebissfunden aus dem Poleslide Member definiert.

Skelett von Merycoidodon aus den White River Badlands

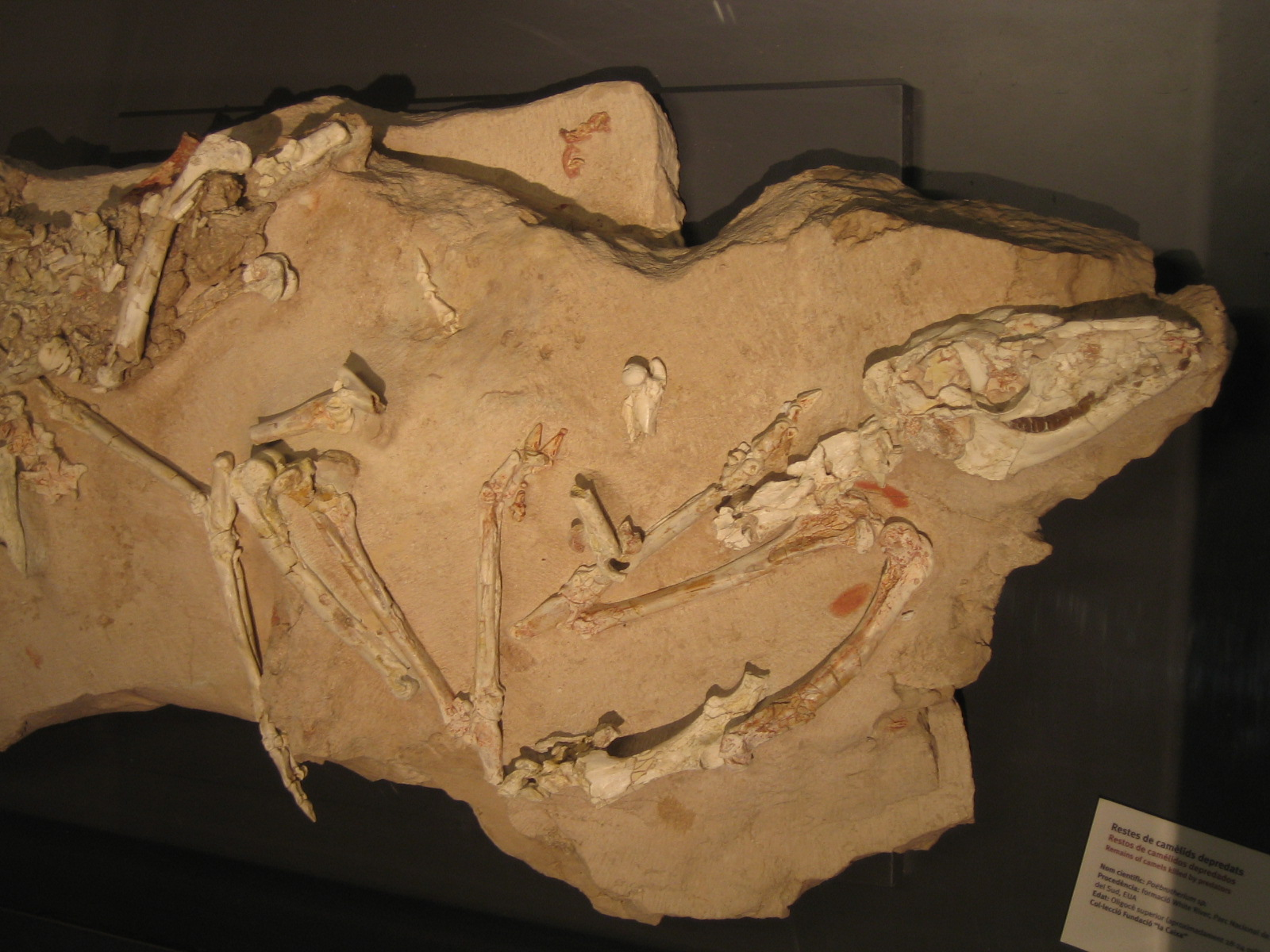
Fragmentiertes Skelett von Poebrotherium aus den White River Badlands

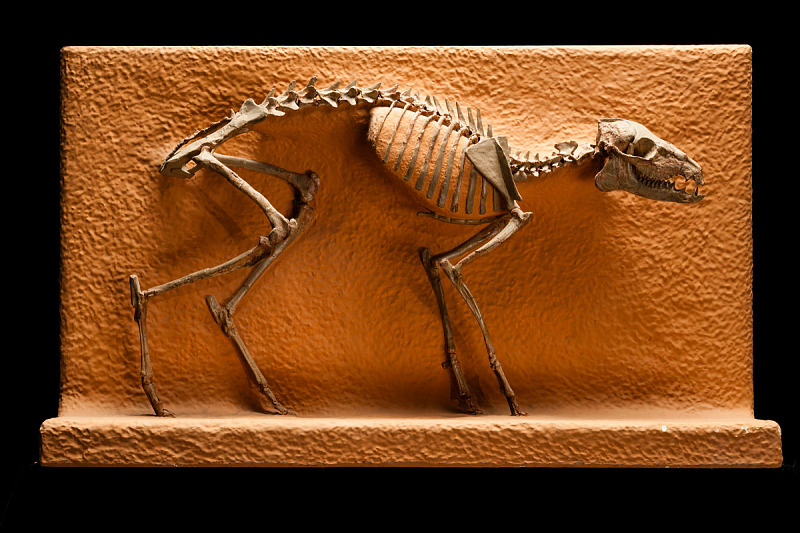
Skelettrekonstruktion von Hypertragulus aus den White River Badlands

Skelett von Leptomeryx aus den White River Badlands

Für die Schwielensohler liegt ein reichhaltiges Fossilmaterial vor. Hier bildet Agriochoerus aus der Gruppe der Agriochoeridae eine basale Form mit Schädel- und Kieferfunde sowohl aus der Chadron- wie aus der Brule-Formation. Die Tiere könnten ihrem Skelettbau zufolge baumkletternd oder unterirdisch grabend gelebt haben. Ihr kräftiger Schwanz und die bekrallten Zehen machen auch eine räuberische Lebensweise denkbar. Die nahe verwandten Merycoidodontidae gehören zu den Charakterformen der White River Badlands. Gemeinsam mit den Agrichoeridae werden sie informell auch als „Oreodonten“ bezeichnet. Die Familie umfasst schafsgroßen Tiere, die sich durch einen kurzen Nacken, langen Schwanz, kurze Gliedmaßen und fünfzehige Vorderfüße auszeichneten. Merycoidodon ist der bei weitem häufigste Vertreter, der in der Chadron- und der Brule-Formation vorkommt. Bezogen auf die mengenmäßig hohe Anzahl mit teils vollständigen Skeletten ist ein Herdenleben wahrscheinlich. Als bevorzugte Landschaften dienten höchstwahrscheinlich Wälder. Mit ihrer Erstbeschreibung im Jahr 1848 repräsentiert die Gattung außerdem einen der ersten Vertreter der Huftiere aus den White River Badlands, der einen heute noch gültigen wissenschaftlichen Namen erhielt. Die Schwestergattung von Merycoidodon wird mit Mesoreodon bezeichnet, sie ist aber nur für die obersten Lagen der Brule- und die Sharps-Formation dokumentiert. Einen vergleichbaren zeitlichen Verbreitungsschwerpunkt hat Leptauchenia. Die bei den Tieren hoch verlagerten Augen und Ohren sowie die weite Nasenöffnung lassen eine Bevorzugung trockener Landschaften annehmen. Daneben trat noch Miniochoerus auf, eine kleine Form mit weiter stratigraphischer Reichweite. Abseits der „Oreodonten“ erbrachten die White River Badlands auch frühe Angehörige der eigentlichen Kamele. Der bekannteste ist Poebrotherium, welcher nur ein Jahr vor Merycoidodon seine Benennung anhand eines Teilschädels aus der Brule-Formation erhielt. Auch hier handelt es sich um ein schafsgroßes Tier, das aber abweichend von den Vertretern der Merycoidodontidae schlanker gebaut war und eine reduzierte Anzahl an Zehen am Vorder- und Hinterfuß besaß. Während Poebrotherium auch in der Chadron-Formation vorkommt, ist sein Nachfolger Paralabis auf die oberen Abschnitte der Brule- und auf die Sharps-Formation beschränkt. Hinzu gesellt sich Pseudolabis, das aber einer Entwicklungslinie hin zu gazellenartiger Kamele angehört. Insgesamt treten Kamele in den White River Badlands eher selten auf. In engerer Beziehung zu ihnen stehen die Protoceratidae, deren Charakteristikum knöcherne Hörner auf der Nase und hinter den Augen bilden, die allerdings nur männliche Individuen auszeichneten. Die Typusform Protoceras ist mit zahlreichen Funden aus dem Poleslide Member der Brule-Formation belegt. Zwei ältere Varianten, Leptotragulus und Heteromeryx, sind aus der Chadron-Formation beschrieben, verfügen aber insgesamt nur über wenige Fossilbelege. Die Gattung Hypertragulus leitet zu den Wiederkäuern über. Innerhalb dieser ist sie wohl mit den Hirschferkeln verwandt und dürfte eine ähnliche Lebensweise verfolgt haben. Abweichend von den heutigen Hirschferkeln war der Vorderfuß der Hypertragulidae mit fünf Zehen noch urtümlich gestaltet. Hauptsächlich aus der Brule-Formation sind zahlreiche Skelette belegt, so dass die Tiere wohl insgesamt recht häufig in der Landschaft waren. Zeitgleich kam noch das verwandte, aber markant kleiner Hypisodus vor, das aber teilweise auch der eigenen Familie der Hypisodontidae zugewiesen wird. Dessen groß ausgeformten Augenhöhlen lassen eine nächtliche Aktivität annehmen. Die Leptomerycidae wurden teilweise als identisch mit den Hypertragulidae eingestuft, gelten heute aber als eigenständig. Ersteren fehlt im Gegensatz zu letzteren ein vergrößerter oberer Eckzahn. Die Typusform Leptomeryx repräsentiert neben Merycoidodon eines der häufigsten Huftiere der White River Badlands. An einzelnen Fundstellen konnten Skelette von bis zu 20 Individuen im Verband beobachtet werden, was für ein Leben in Herden spricht. Die Tiere von der Größe einer Hauskatze bevorzugten wahrscheinlich offenere Landschaften. Leptomeryx ist im überwiegenden Maß in der Brule-Formation präsent. Noch etwas kleiner als Leptomeryx war das nahe verwandte Santuccimeryx, worauf ein nahezu vollständiger Schädel und einzelne weitere Gebissfragmente aus dem Poleslide Member der Brule-Formation verweisen.

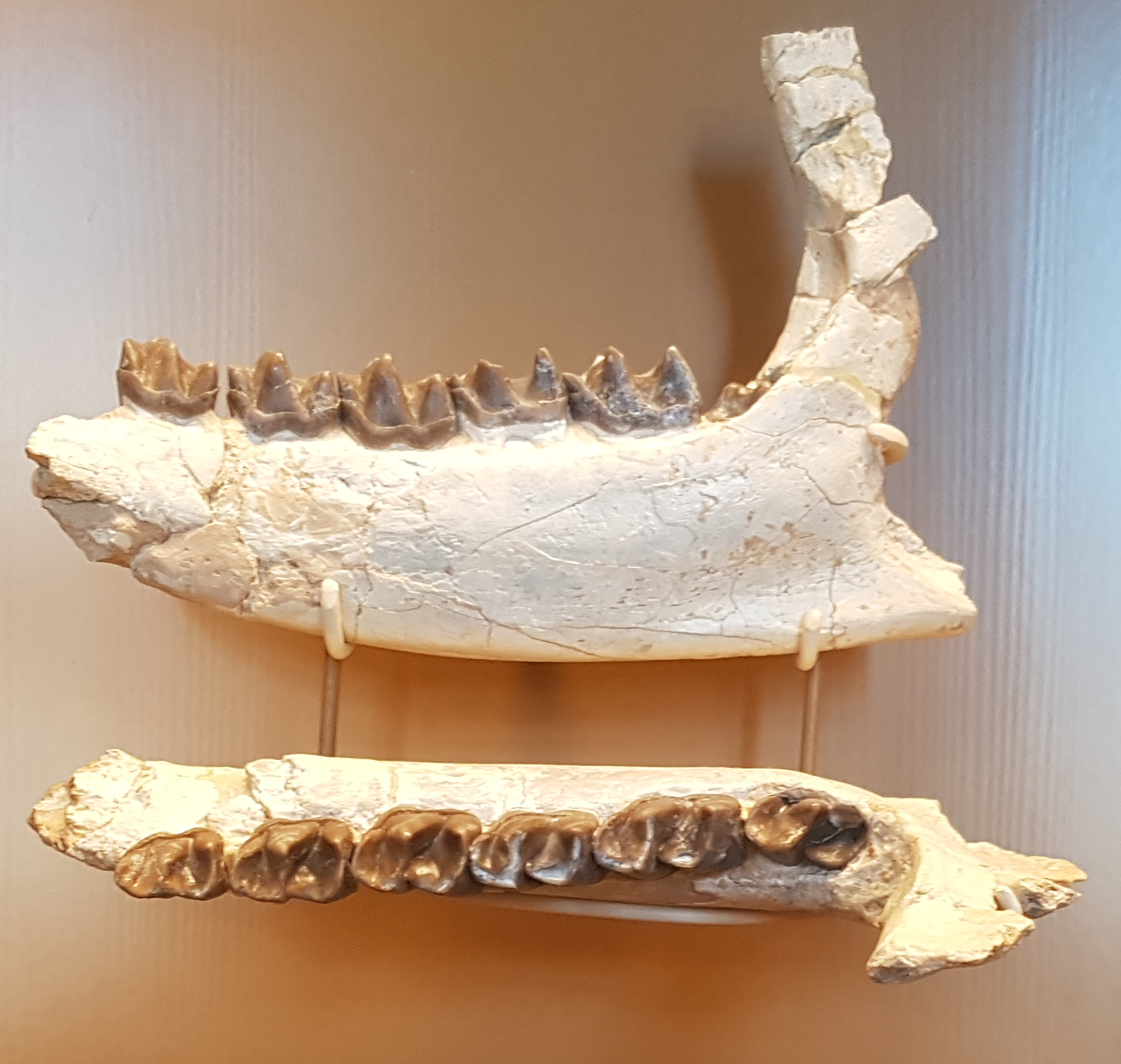
Unterkiefer von Hyracodon aus den White River Badlands

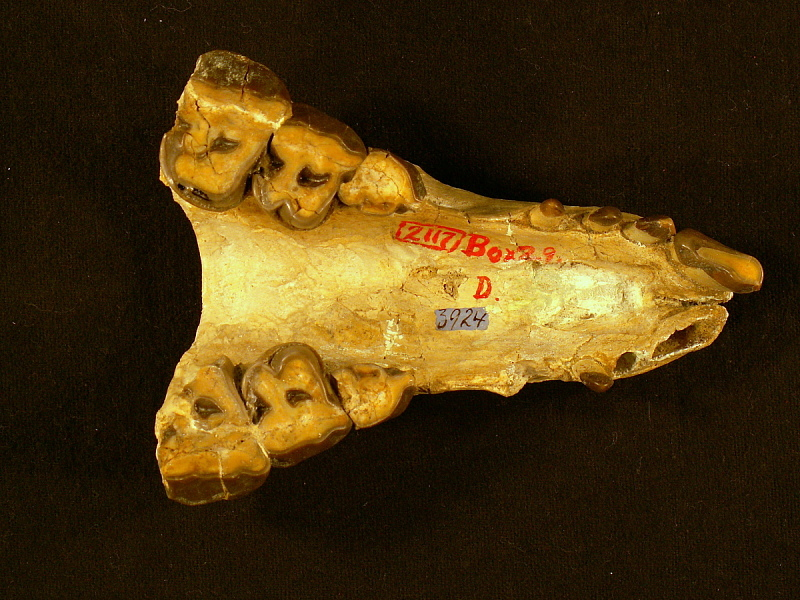
Schädel von Trigonias aus den White River Badlands

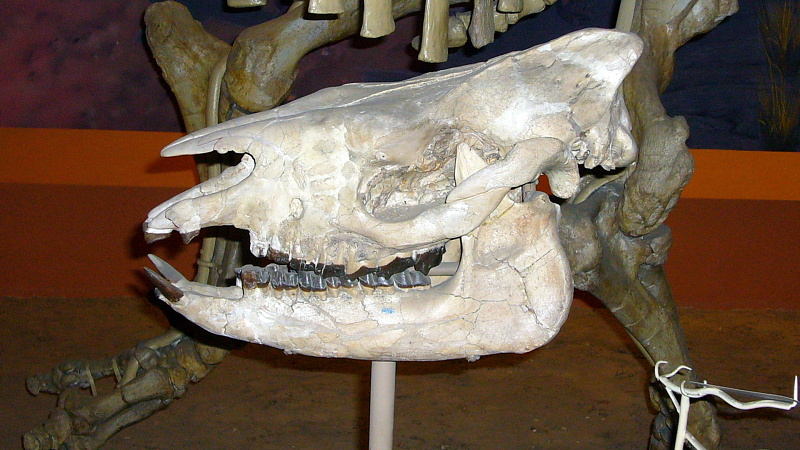
Schädel von Subhyracodon aus den White River Badlands

Die Tapiromorpha bilden eine große Verwandtschaftsgruppe innerhalb der Unpaarhufer, welche die Tapire und Nashörner einschließlich ihrer entfernteren Angehörigen aufnimmt. Colodon ist ein Tapirverwandter, der mit mehreren Schädeln und Skelettresten aus der Chadron- und der Brule-Formation nachgewiesen wurde. Ähnlich den heutigen Tapiren war bei den frühen Formen bereits die Nasenregion stark zurückgebildet, so dass die Tiere wohl bereits den typischen Rüssel ausgebildet hatten. Aus der Brule-Formation stammt wiederum Protapirus, der den heutigen Arten deutlich näher steht. Wie diese waren die frühen Tapire höchstwahrscheinlich ebenfalls an wasserreiche Waldlandschaften gebunden. In das Umfeld der Nashörner werden die ausgestorbenen Familien der Hyracodontidae und der Amynodontidae eingegliedert. Vergleichsweise häufig in den beiden hauptsächlichen Gesteinseinheiten kommt hierbei Hyracodon als Tyxpusform der ersteren Gruppe vor, ohne dass die Tiere möglicherweise Herden bildeten. In ihrer Gliedmaßenstruktur entsprachen sie wohl eher heutigen Schweinen. Eine vergleichbar weite stratigraphische Reichweite besitzt Metamynodon als Angehöriger letzterer Gruppe. Allerdings ist die Gattung eventuell auch noch in den höheren Schichtlagen präsent. Ihr Angehörigen zeichneten sich wie die meisten Mitglieder der Amynodontidae durch einen flusspferdartigen Körperbau aus, was für eine semi-aquatische Lebensweise spricht. Den Nashörnern sind aus den White River Badlands fünf Gattungen zuweisbar. Hierbei formen Trigonias, Penetrigonias und Amphicaenopus eine eher archaische Gruppe kleinerer bis mittelgroßer Tiere, die keine Hörner trugen und am Vorderfuß noch vier Zehen ausgebildet hatten. Trigonias bleibt auf die Chadron-Formation beschränkt, die anderen beiden Vertreter sind auch aus den oberen Abschnitten der Brule-Formation belegt. Insgesamt sind diese urtümlichen Nashörner nur durch wenig Fossilmaterial aus den White River Badlands bekannt. Das umfangreichste stammt von Trigonias mit einzelnen Unterkiefern und Schädeln. Die zweite, modernere Gruppe umfasst Subhyracodon und Diceratherium, welche sich durch nur drei Zehen an den Vorderfüßen auszeichnen. Subhyracodon ist mit einem Körpergewicht von rund 800 kg das größte und zusätzlich das bei weitem häufigste Nashorn der White River Badlands mit zahlreichen Funden aus der Chadron- und der Brule-Formation, wobei sich hierunter auch Teilskelette und Schädel von ausgewachsenen wie auch jungen Individuen befinden. Typischerweise hatten die Tiere vergleichbar zu den urtümlicheren Formen noch keine Hörner ausgebildet. Dies ist erst bei seinem wahrscheinlich direkten Nachfolger Diceratherium der Fall. Abweichend zu den heutigen zweihörnigen Nashörnern mit einer Tandemposition der Hörner, standen diese bei Diceratherium paarig auf der Nase. Die Gattung ist lediglich aus dem Poleslide Member der Brule-Formation sowie aus der Sharps-Formation dokumentiert.

Schädel von Mesohippus aus den White River Badlands

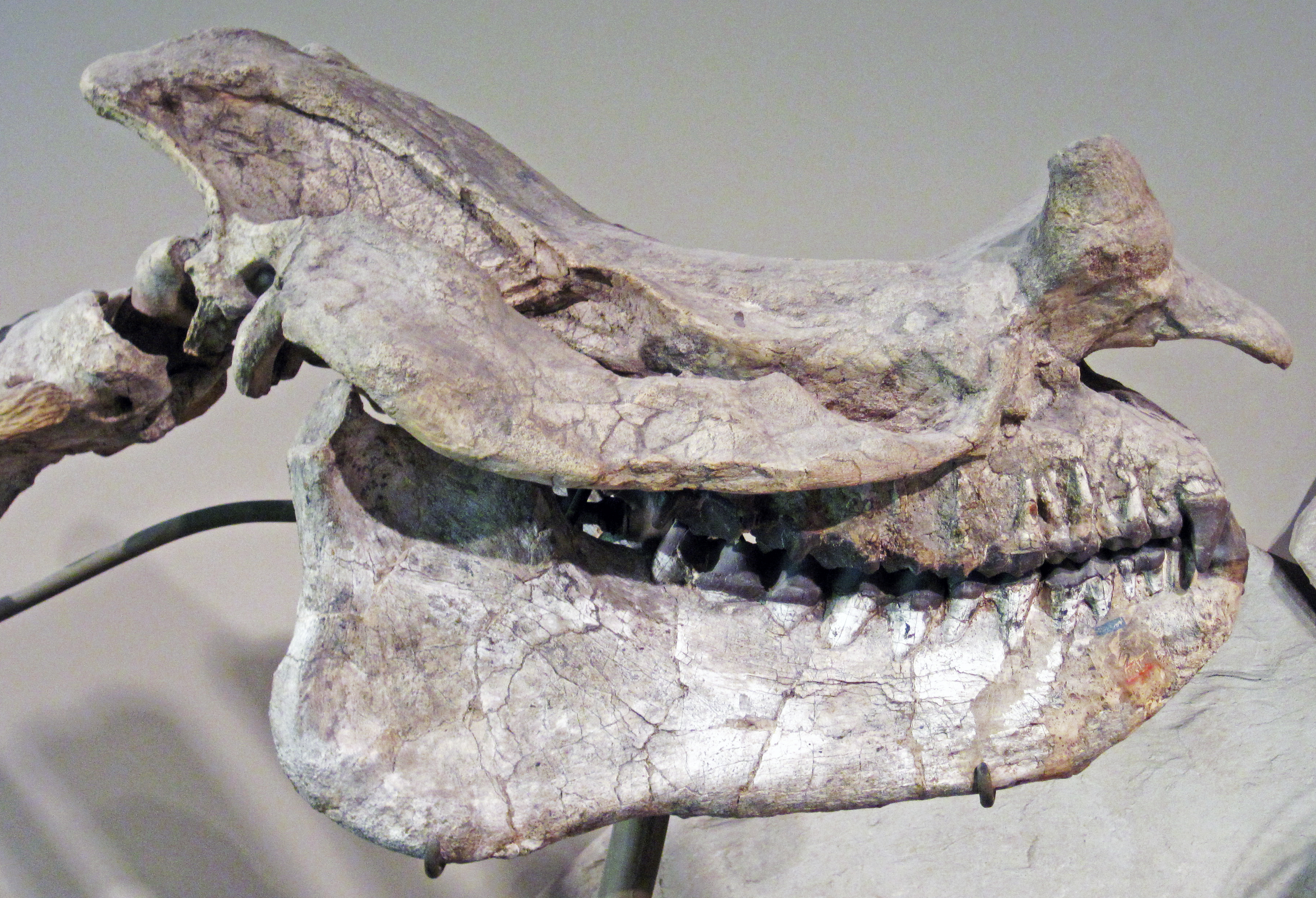
Schädel von Megacerops aus den White River Badlands

Mit den frühen Pferden ist eine weitere Gruppe der Unpaarhufer in den White River Badlands präsent. Nachgewiesen wurden Mesohippus und Miohippus. Es handelt sich bei diesen um kleinere Tiere mit einem Gewicht um 40 bis 55 kg. In der Regel sind beide Gattungen nur schwer voneinander zu trennen, jedoch ist Miohippus durchschnittlich etwas größer als Mesohippus und verfügt über eine etwas andere Fußstruktur. Dennoch ist das Hauptkennzeichen beider Gattungen ihr dreizehiger Vorderfuß, was diese frühen Pferde von den heutigen Arten deutlich absetzt. Im Gegensatz zu den rezenten Vertretern bevorzugten Mesohippus und Miohippus Waldlandschaften und ernährten sich von weicher Blattkost, worauf auch die niederkronigen Backenzähne hindeuten. Von beiden Gattungen liegen zahlreiche Skelettreste aus der Chadron- und der Brule-Formation vor. Lediglich aus ersterer Gesteinsformation wurde zudem eine große Menge an Fossilresten von Megacerops aus der Verwandtschaftsgruppe der ausgestorbenen Brontotheriidae zu Tage gefördert. Das riesige Tier von möglicherweise rund 1900 kg Körpergewicht trug als markantes Merkmal zwei knöcherne Hörner von variabler Gestaltung auf der Nase. Abweichend von der äußerlich nashornartigen Gestalt werden die Brontotheriidae von einigen Forschern in die verwandtschaftliche Nähe zu den Pferden positioniert. Als Waldbewohner basierte die Nahrung von Megacerops auf weichen Pflanzenbestandteilen. Knochenreste der Gattung gehören zu den ersten Fossilfunden, die in den White River Badlands entdeckt wurden.

### Spurenfossilien
Eine eher seltene Fundgruppe in den White River Badlands wird durch Spurenfossilein angezeigt. Aus dem Scenic Member der Brule-Formation wurden kugelige Objekte von 12 bis 21 mm Durchmesser beschrieben, die an entsprechende Kammern von Blatthornkäfern erinnern, in denen die dunghaltige Nahrung für die Larven gespeichert sind. Sie werden dem Ichnogenus Pallichnus zugeordnet. Eher tropfenartig-längliche Gebilde mit Ausdehnungen von rund 20 mm und Durchmessern von gut 10 mm stimmen hingegen mit den Puppenzellen von Bienen überein. Das entsprechende Ichnogenus wurde Celliforma genannt. Daneben sind vor allem Trittsiegel von Säugetieren belegt. Hierzu zählen große dreizehige Spuren aus der Chadron-Formation, die wohl von Megacerops hinterlassen wurden. Ebenso gehören zweizehige Siegel aus der Brule-Formation dazu, die eventuell auf kamelartige Tiere zurückgehen, möglicherweise Poebrotherium oder Pseudolabis. Wiederum zu ähnlichen Formen können Fährten aus mehreren Spuren aus dem Polslide Member der Brule-Formation gestellt werden. Gemeinsam mit diesen wurden zusätzliche Eindrücke von wahrscheinlich beutegreifenden Tieren dokumentiert. Andere, längere Fährten aus bis zu zwei Dutzend Trittsiegeln über eine Distanz von 10 m lassen sich keiner genauen Säugetierform zuordnen. Ähnliches lässt sich auch zu einzelnen Koprolithen sagen, von denen eine größere Anzahl sowohl aus der Chadron- als auch der Brule-Formation vorliegt. Längliche, ungeteilte Stücke enthalten oft Knochenfragmente und stammen wohl von beutegreifenden Säugetieren. Die Koprolithen gehören hierbei drei unterschiedlichen Größenklassen an. Andere sind scheibenförmig und mit Pflanzenmaterial durchsetzt, sie gehen auf Pflanzenfresser zurück. In einigen Bereichen wie der Fundstelle Last Stand kommen bis zu 40 Exemplare konzentriert vor und erwecken so den Eindruck von Latrinen.

### Altersstellung

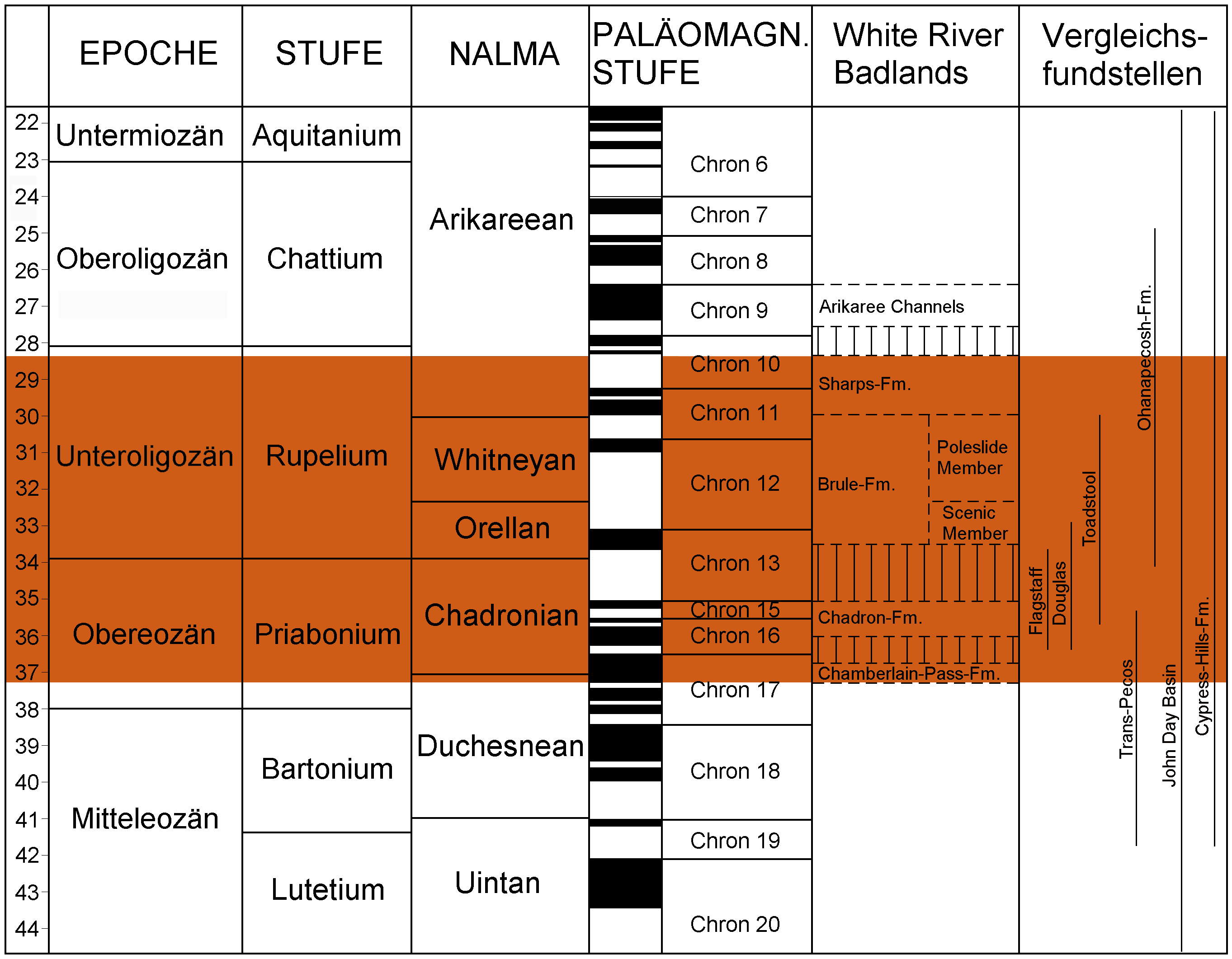
Stratigraphische Position der White River Badlands innerhalb des Paläogens

Bereits in der frühesten Forschungsperiode in der zweiten Hälfte des 19. Jahrhunderts nahmen die beteiligten Wissenschaftler eine Bildung der Ablagerungen der White River Badlands im Eozän an. Diese Einschätzung besteht weitgehend bis heute, wurde aber auf das Obere Eozän und das Oligozän präzisiert. Das Obere Eozän reicht von 38 bis 33,9 Millionen Jahren vor heute und stellt den weitgehenden Bildungszeitraum der Chamberlain-Pass- und der Chadron-Formation dar. Im sich anschließenden Oligozän, das vor rund 23 Millionen Jahren endete, entstanden dann die Brule- und die Sharps-Formation. Prinzipiell stehen für die Alterseinstufung der White River Badlands mehrere Analysemöglichkeiten zur Verfügung. In der modernen Forschung kommen häufig absolute Datierungsverfahren zum Einsatz. Die Gesteine der White River Badlands sind hierfür allerdings bisher nur bedingt geeignet. Aus dem Verbreitungsgebiet der White-River-Gruppe können jedoch vor allem die häufig eingebetteten vulkanischen Asche- und Tufflagen herangezogen werden, wie dies in Nebraska und Wyoming der Fall ist. Die meisten Altersmessungen berufen sich auf die Kalium-Argon-Methode. Mit ihrer Hilfe konnte bereits zu Beginn der 1990er Jahre an den Aufschlüssen von Douglas im östlichen Wyoming ein markanter Tuff (persistant white layer oder Tuff 5) nahe der oberen Kante der Chadron-Formation auf ein Alter von 33,7 bis 33,9 Millionen Jahren bestimmt werden, was relativ genau zur Eozän/Oligozän-Grenze korreliert. Weitere Daten aus verschiedenen Ascheschichten der Chadron-Formation am Flagstaff Rim im zentral-östlichen Wyoming ergaben Werte zwischen 35,8 und 34,4 Millionen Jahre. Sie wiederholen sich für die gleichen Abschnitte im Toadstool Geological Park im nordwestlichen Nebraska. Hier ebenfalls ermittelte Altersdaten für die Brule-Formation bewegen sich in einem Zeitraum von 33,4 bis 30,9 Millionen Jahren vor heute.
Als weitere Möglichkeit der Alterseinstufung etablierte sich der Paläomagnetismus. Die Methode basiert auf den periodischen Wechsel der Ausrichtung des Erdmagnetfeldes in der geologischen Vergangenheit, was in den Sedimentschichten durch ferromagnetische Mineralien gespeichert blieb. Erste Arbeiten hierzu reichen in den White River Badlands bis in die 1980er Jahre zurück. Innerhalb der White-River-Gruppe sind mehrere magnetische Umpolungen archiviert. Davon entfallen jeweils zwei auf die Chadron- und die Brule-Formation. Die gesamte Sequenz wird mit den magnetostratigraphischen Abschnitten Chron 16 und Chron 15 für erstere beziehungsweise Chron 13 und Chron 12 für letzterer Gesteinseinheit korreliert. Der oberste Abschnitt der Brule-Formation leitet aber bereits in das Chron 11 über. Dieses setzt sich dann kontinuierlich in die Sharps-Formation der Arikaree-Gruppe fort, die auch noch während des Chron 10 gebildet wurde, so dass hier eine weitere Umpolung stattfand. Die in der White-River-Gruppe basal gelegene Chamberlain-Pass-Formation gehört noch dem normal magnetisierten Abschnitt des Chron 17 an. Für die gesamte magnetostratigraphische Abfolge der White River Badlands ergibt sich somit ein Zeitraum von etwa 38 bis 28 Millionen Jahren vor heute. Es tritt jedoch zwischen der Chadron- und der Brule-Formation ein größerer Hiatus auf, da beide Gesteinseinheiten in ihrem Kontaktbereich normal polarisiert sind. Der oberste Abschnitt der Chadron-Formation gehört Chron 15 an, die Basis der Brule-Formation hingegen Chron 13. Demnach fehlt der reverse Abschnitt von Chron 13, welcher eine zeitliche Dauer von 1,05 Millionen Jahren aufweist. Dieser Abschnitt markiert auch den Wechsel vom Eozän zum Oligozän vor 33,9 Millionen Jahren, der somit in den White River Badlands nicht ausgebildet ist. Er blieb aber in anderen Bereichen der White-River-Gruppe erhalten, so unter anderem in Douglas oder im Toadstool Geological Park.
Als eines der wichtigsten Standbeine einer relativen Altersbestimmung erweist sich die Biostratigraphie, die in gewissem Maße schon sehr früh in den White River Badlands Anwendung fand. Die frühen Alterseinschätzungen mit einer Stellung im Eozän erfolgten vorwiegend aufgrund der Zusammensetzung der aufgefundenen Faunengemeinschaft. Nachfolgend wurde zu Beginn des letzten Drittels des 19. Jahrhunderts zwar auch eine Entstehung im Miozän diskutiert, doch setzte sich eine deutlich frühere Altersstellung weitgehend durch. Erste Ansätze einer biostratigraphischen Abfolge gehen ebenfalls bis in die Mitte des 19. Jahrhunderts zurück, als zwischen den basalen Titanotherium beds (bezogen auf Megacerops) und den auflagernden Oreodon beds (bezogen auf Merycoidodon) unterschieden wurde. Später, zum Ende des 19. Jahrhunderts, kamen noch die Protoceras beds für die obersten Abschnitte der White-River-Gruppe hinzu. Den Überlegungen lag der Umstand zugrunde, dass sich bestimmte Faunenelemente auf einzelne geologische Abschnitte innerhalb der White-River-Gruppe beschränkten beziehungsweise ihr erstes Auftreten oder letztes Vorkommen haben. Demnach finden sich Reste von Megacerops lediglich in der Chadron-Formation. Die Gattung gehört zu den spätesten Vertretern der Brontotherien, die gesamte Gruppe starb kurz danach aus. Ihre stratigraphische Reichweite am Aufschluss von Douglas in Wyoming endet rund 8 m oberhalb der markanten Tuffschicht, die Anfang der 1990er Jahre zur Altersbestimmung der Eozän/Oligozän-Grenze herangezogen wurde. Die Chadron-Formation mit ihrer Faunengemeinschaft stand Pate für die nordamerikanische biostratigraphische Stufe des Chadronium, welches in etwa zeitgleich zum Oberen Eozän steht und somit den Zeitraum von 38 bis 33,9 Millionen Jahren vor heute umspannt. Der Beginn der Faunenstufe während oder kurz nach dem Übergang vom älteren Duchesneum in der Region wird möglicherweise durch einige wenige Fossilreste von Brontotherien und Nashörnern aus der basalen Chamberlain-Pass-Formation angezeigt. Als weiteres Charakteristikum des Chadroniums ist das gemeinsame Vorkommen von Megacerops und Mesohippus zu werten. Das Chadronium wird wiederum von der Faunenstufe des Orellum abgelöst. Sie nimmt in den White River Badlands das Scenic Member der Brule-Formation ein. Das Orellum bestand von 33,9 bis 32 Millionen Jahren vor heute, was dem ersten Abschnitt des Oligozäns entspricht. Als eine Leitform gilt Merycoidodon, das zwar schon im Chadronium erscheint, aber erst im Orellum dominant wird. Andere Paarhuferformen wie Leptomeryx, Hypertragulus, Poebrotherium und Miniochoerus durchlaufen an der Chadronium/Orellum-Grenze einen markanten Artenwechsel. Der während des Orellum erfolgte drastische Klimaumschwung verbunden mit einem Temperaturrückgang und einer Ausbreitung offener Landschaftsvegetation wirkt sich zumindest auf die Fauna der White River Badlands vorerst wenig aus, so dass eine relative Kontinuität zu verzeichnen ist. Weiter in das Hangende folgt als nächste Faunenstufe das Whitneyum aus dem Zeitraum von vor 32 bis 30 Millionen Jahren, entsprechend also ebenfalls dem Unteren Oligozän. Es korreliert mit dem Polslide Member der Brule-Formation. Definierende Faunenvertreter sind hier Protoceras und Leptauchenia, während Merycoidodon weiterhin präsent bleibt. Sowohl das Orellum als auch das Whitneyum erhielten ihre Bezeichnungen nach den beiden Schichtgliedern der Brule-Formation im Toadstool Geological Park (Orella Member und Whitney Member). Im Übergang zur nächsten Faunenstufe, dem Arikareeum vor 30 bis 20 Millionen Jahren, bleibt die Faunenzusammensetzung wiederum relativ konstant. Es verschwinden allerdings auch einige Taxa wie Hyracodon oder Hypertragulus und es treten neuere hinzu, zu nennen wären vor allem Offenlandformen wie die Biber Capacikala und Palaeocastor oder der Entelodont Daeodon. Das Arikareeum, benannt nach der Arikaree-Gruppe, erstreckt sich über das Obere Oligozän und das Untere Miozän. In den White River Badlands beginnt es isochron mit der Sharps-Formation, ist hier aber nur in seinem unteren Abschnitt überliefert.

### Landschaftsrekonstruktion
Die Entstehung der White River Badlands ist vermutlich mit der Laramischen Gebirgsbildung im Übergang von der Oberkreide zum Paläogen verbunden, während der sich die Black Hills formierten. Dadurch entstand eine Gebirgsbarriere, die das östlich angrenzende, formals flache, sumpfige Land in ein breites flachgründiges Tal umwandelte. Es hatte eine leicht asymmetrische Form und verlief von Nordwest nach Südost, eingerahmt im Norden und Süden durch mehrere Störungsnzonen. Das Tal wurde wiederum von Flüssen durchzogen, die sich aus den entstandenen Black Hills speisten und das Tal entwässerten. Teilweise erreichten diese Fließgewässer, die auch als „Roter Fluss“ bezeichnet werden, riesige Ausmaße. Sie transportierten zahlreiche Partikel und führten zur Ablagerung der Chadron-Formation. Das Tal des „Roten Flusses“ war mitunter 5 bis 8 km breit, jedoch nur gut 20 m tief. Im weiteren geologischen Zeitverlauf sind noch wenigstens zwei Nebenflüsse fassbar, die bei den heutigen Ortschaften Scenic und Wall mündeten. Die Fließgewässer führten ganzjährig Wasser, wodurch sich eine reichhaltige aquatische Fauna aus Weichtieren und Fischen bildete. Eine wahrscheinliche Verbindung zum ehemaligen alten Mississippi-System wird durch die Anwesenheit der Krokodile angezeigt. Etwa zum Ende der Bildung der Chadron-Formation im Ausgang des Eozäns verloren die Flüsse an Volumen und Fließkraft. Im Unteren Oligozän zur Entstehungszeit des Scenic Member der Brule-Formation waren die Gewässer weiter geschrumpft und hatten eventuell nur die Ausmaße kleiner Flüsse oder Bäche. Möglicherweise sickerten sie als Rinnsale in den Untergrund und stellten somit kein permanentes Gewässernetz dar, ähnlich wie es heute in der Pamparegion in Südamerika der Fall ist. Auf diesen Umstand deutet auch das weitgehende Fehlen einer speziellen aquatischen Fauna zu dieser Zeit hin. Im Oberen Oligozän während der Bildung des Polslide Members der Brule-Formation wurde die Fließgewässerlandschaft zunächst von einer Überschwemmungsebene abgelöst, der dann eine offene Graslandschaft mit kleineren Flussläufen folgte.
Die Landschaft war weitgehend einem Monsunklima ausgesetzt. Dies führte zu starken Regenfällen an den Gebirgshängen der Black Hills und der Rocky Mountains. Die entfernter gelegenen Tieflandregionen wie die White River Badlands standen unter Einfluss von Trockenheit. Das Klima war im Verlauf des Eozäns vermutlich tropisch bis subtropisch warm. Im Übergang zum Oligozän kam es aber zu einem deutlichen Temperaturrückgang. Nach Isotopenanalysen an fossilen Knochen aus dem Toadstool Geological Park in Nebraska fiel sie um 7,1 °C ab. Betrug die durchschnittliche Jahrestemperatur im Eozän noch rund 20,5 °C, sank sie im Oligozän auf rund 13,6 °C ab. Die markante Auskühlung war aber nicht zwingend mit einer zunehmenden Trockenheit verbunden. Die jährliche Sedimentationsrate erhöhte sich damals allerdings von 0,02 auf 0,04 mm pro Jahr.
Zur Bildungszeit der Chadron- und der Brule-Formation setzte sich die Landschaft aus mehreren Vegetationstypen zusammen. Entlang der Flussufer zogen sich Galeriewälder. In dieden tummelten sich waldangepasste Formen wie die riesigen Brontotherien oder einige Vertreter der Merycoidodontidae und der frühen Pferde. Zu diesen ufernahen Gebieten kommen noch Sumpf- und Überschwemmungsebenen, in denen etwa die Verwandten der heutigen Hirschferkel lebten. In größerer Entfernung zu den Gewässern bestanden Waldsavannen. Sie boten Lebensraum für zahlreiche der Offenland bevorzugenden, häufig kleineren Formen, etwa der Leptomerycidae beziehungsweise der Hasenverwandten.

### Vergleich mit regional und überregional bedeutenden Fundstellen

#### Weitere Fundstellen der White-River-Gruppe

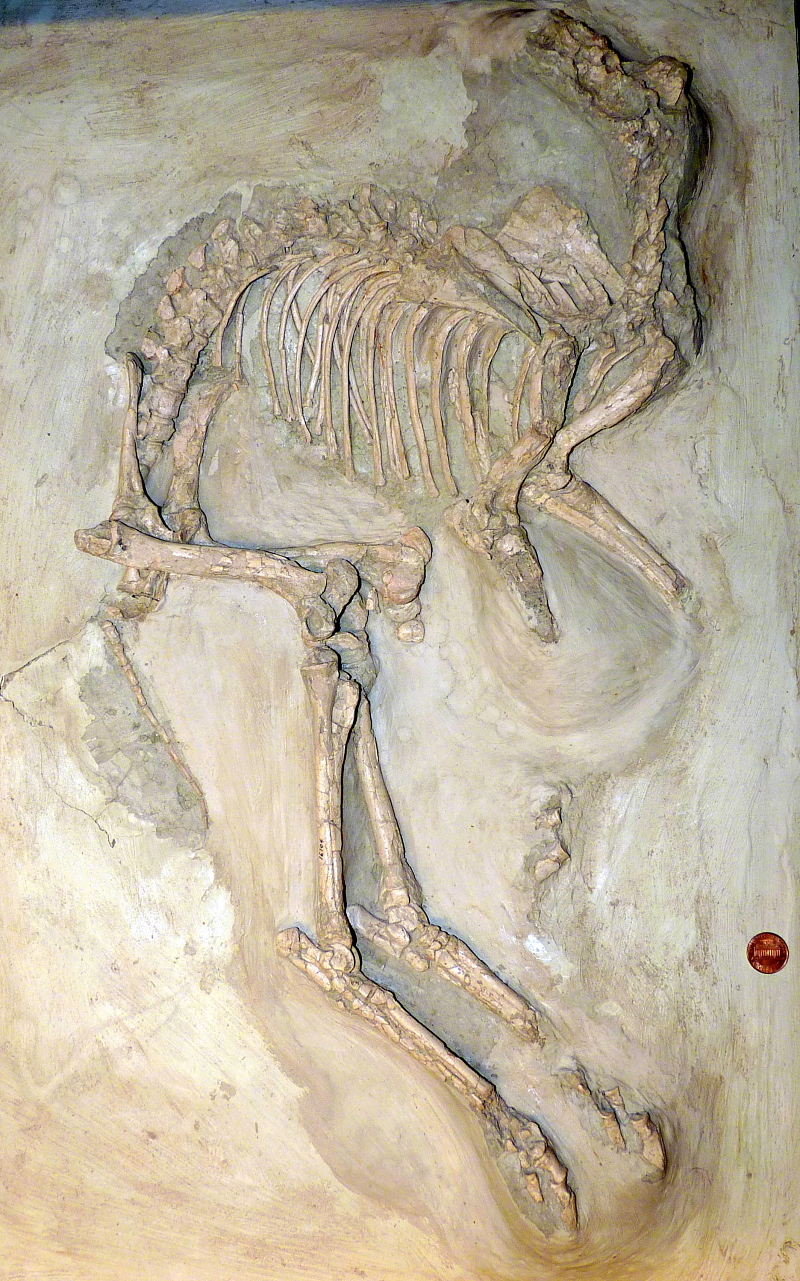
Skelett von Mesohippus aus der Brule-Formation des Toadstool Geological Park

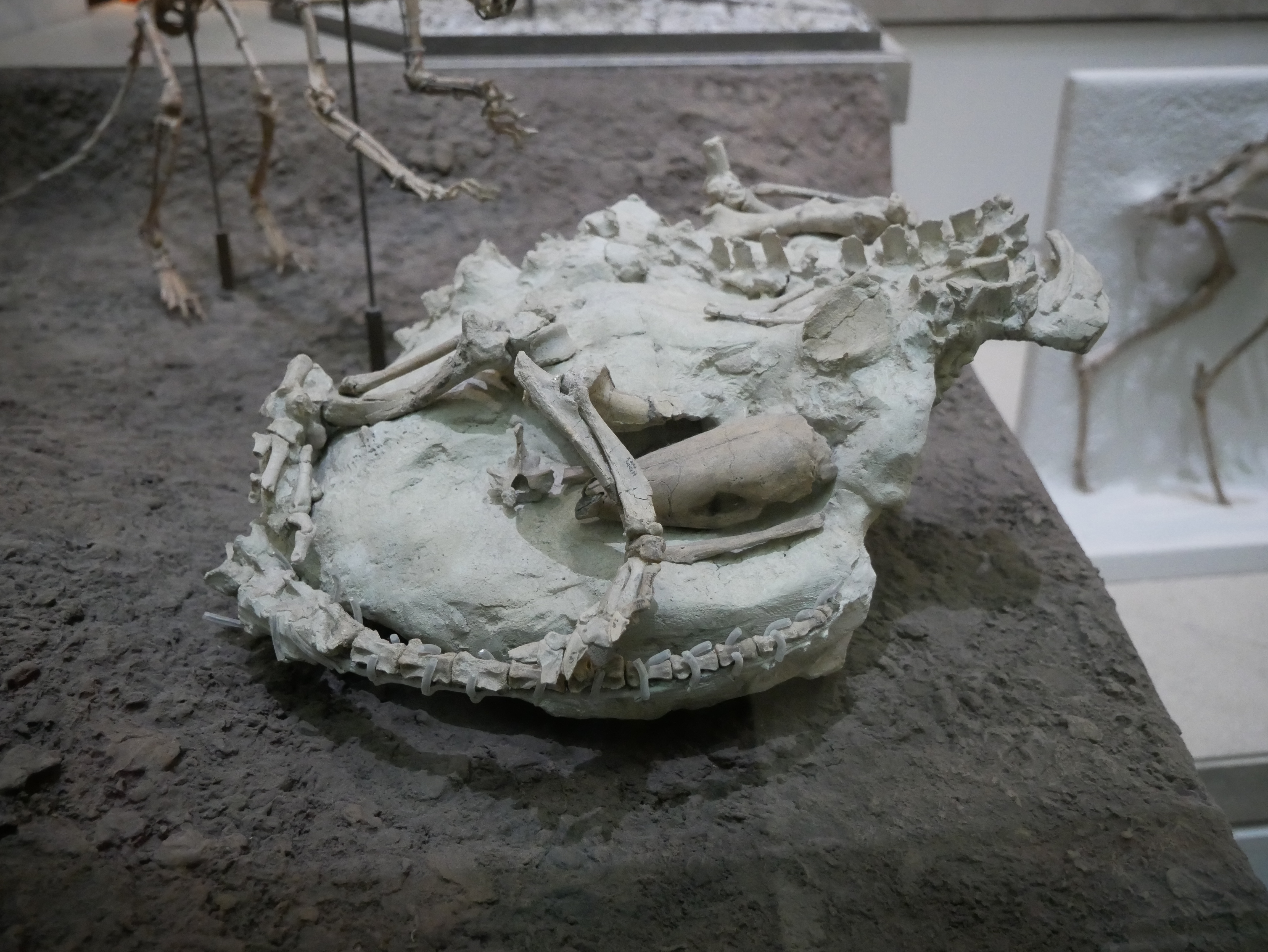
Teilskelett von Patriomanis aus der Chadron-Formation des Flagstaff Rim

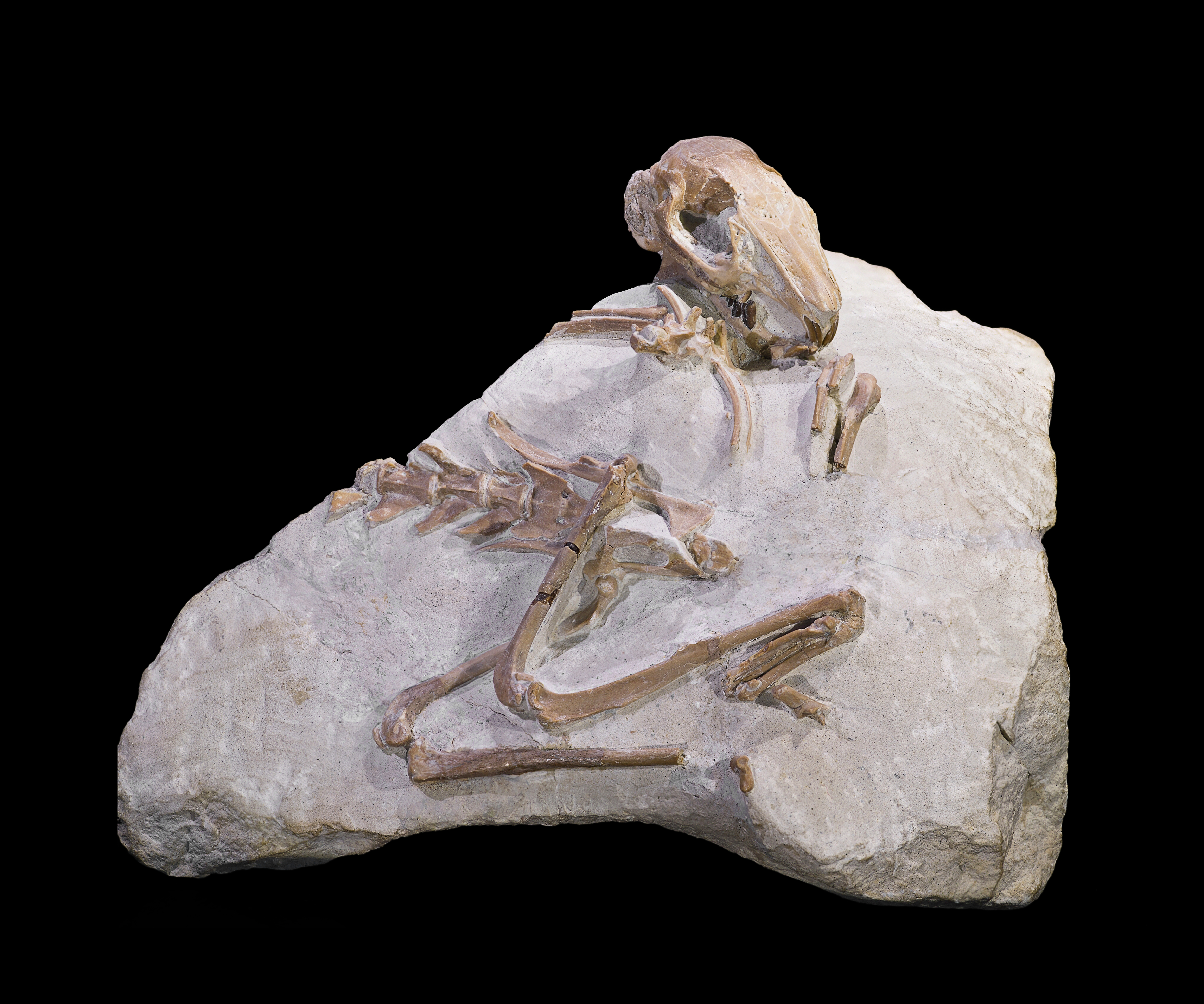
Teilskelett von Palaeolagus aus der Brule-Formation von Wyoming

Außerhalb der White River Badlands erbrachten auch die weiteren Aufschlüsse der White-River-Gruppe eine reichhaltige Fossilgemeinschaft. Dies gilt vor allem für die Fundstellen entlang der Pine Ridge. Allein am Flagstaff Rim im zentralen Wyoming setzt sich die Fauna aus mehr als 80 Gattungen an Wirbeltieren zusammen, verteilt auf über 4000 Einzelobjekte. Ebenso formenreich erwiesen sich die Faunen von Douglas im östlichen Wyoming sowie vom Toadstool Geological Park im nordwestlichen wie auch vom Scotts Bluff National Monument im westzentralen Nebraska. Ein Großteil der Funde konzentriert sich auf einen engeren stratigraphischen Bereich, der den Zeitraum von vor 36,5 bis 34,7 Millionen Jahren abdeckt und so einem frühen bis mittleren Chadronium, also einem Oberen Eozän, entspricht. Zu beobachten ist dies etwa am Flagstaff Rim, wo die Funde nur wenig weiter ins Hangende streuen. In Douglas und im Toadstool Geological Park lässt sich hingegen der Übergang vom Chadronium zum Orellum und damit vom Eozän zum Oligozän deutlicher fassen. Insgesamt sind an den verschiedenen Fundstellen entlang der Pine Ridge wie in den White River Badlands neben Amphibien, Reptilien und Vögeln vor allem Reste von Säugetieren dokumentiert. Die einzelnen Faunenkomplexe ähneln sich in ihrer Zusammensetzung darin, dass sie sich verschiedene Charakterformen teilen, etwa aus den ausgestorbenen Gruppen der Brontotherien, Entelodonten oder Hyaenodonten, aber auch der Pferde und Nashörner. Zudem kennzeichnet sie jeweils ein gehäuftes Auftreten von Merycoidodon und Leptomeryx. Des Weiteren ist auch die Kleinsäugerfauna recht umfangreich und umfasst wie in den White River Badlands neben den Beutelsäugern und den ausgestorbenen Gruppen der Apatotheria, Leptictida sowie Pantolesta verschiedene Insektenfresser, Hasenartige und Nagetiere. Vorletztere sind wie in den White River Badlands mit mehreren Formen anwesend, wobei auch hier Palaeolagus deutlich in den Vordergrund tritt. Für die Nagetiere ist wiederum ein Schwerpunkt an Vertretern der Eomyidae wie Yoderimus oder Adjidaumo zu verzeichnen. Als eine Besonderheit wäre Patriomanis hervorzuheben, der als einziger bisher bekannter Vertreter der Schuppentiere in Nordamerika in der Chadron-Formation am Flagstaff Rim nachgewiesen wurde. Als relativ nahe verwandt kann die Gattung Xenocranium aus der Gruppe der Palaeanodonta angesehen werden, die ebenfalls in Aufschlüssen in Wyoming aufgefunden wurde, jedoch der Brule-Formation entstammt. Wiederum die Chadron-Formation erbrachte im Toadstool Geological Park Hinweise auf Primaten aus der Gruppe der Omomyidae und zudem Fledertiere, beide Gruppen sind von den White River Badlands bisher nicht belegt.
Ein ähnliches Bild zu den Fundstellen der Pine Ridge und südlich anschließend vermitteln die einzelnen Aufschlüsse im nördlichen Verbreitungsgebiet der White-River-Gruppe, wo zahlreiche Fossilien aus der Chadron-Formation vorliegen. Nicht nur treten hier der Brontotherien-Angehörige Megacerops und das frühe Pferd Miohippus auf, so unter anderem in den Little Badlands, auch ist der Wiederkäuer Leptomeryx als Leitformen nachgewiesen. Belegt wurde der Typus in der erwähnenswerten Lokalfauna der Medicine Pole Hills bei Rhame im Bowman County im südwestlichen North Dakota. Die umfangreichen Säugetierreste umfassen 4600 Einzelobjekte, wobei gut die Hälfte auf eomyide Nagetiere entfällt. Andere Nagetiere sind durch Eutypomys als Biberverwandter oder Cylindrodon beziehungsweise Ardynomys aus der Gruppe der Cylindrodontidae präsent. Die Nagetiere abseits der Eomyidae werden aber im Vergleich seltener aufgefunden und beanspruchen nur 4 % des Materials. Darüber hinaus wurde die Spitzmaus Domnina dokumentiert. In der gesamten Fauna der Medicine Pole Hills stellt Ectypodus eine Besonderheit dar, da es sich hier um einen der letzten nachgewiesenen Vertreter der Multituberculata handelt, einer sehr urtümlichen Säugetiergruppe, die vor allem für das Mesozoikum charakteristisch war. Die Kollektion von etwa 80 Zähnen einschließlich eines Unterkieferfragments ist die umfangreichste aus dem Chadronium. Im Vergleich dazu erbrachte die Brule-Formation in den Little Badlands nicht nur ein umfangreicheres Spektrum an Beuteltieren, sondern auch eine variantenreiche Nagetierfauna mit mehr als ein Dutzend Gattungen basierend auf über eintausend Fundstücken. Wie zuvor in der Chadron-Formation stellen wiederum die Eomyidae die fundreichste Gruppe, vertreten unter anderem durch Adjidaumo und Paradjidaumo. Mit Quinetia waren hier auch die Flerdertiere anwesend.

#### Cypress-Hills-Formation
Als teilweise zeitliches Äquivalent zur White-River-Gruppe kann die Cypress-Hills-Formation im Südwesten der kanadischen Provinz Saskatchewan angesehen werden. Die Aufschlüsse der Gesteinseinheit verteilen sich zwischen den namensgebenden Cypress Hills im Westen und Swift Current im Osten. Die Untersuchung des Gebietes begann bereits in den 1880er Jahren. Die bis zu 76 m mächtigen Ablagerungen bestehen aus fluviatil entstandenen Sanden und Kiesen, die lokal zu Sandsteinen und Konglomeraten verdichtet sind, sowie Schuttströmen, in die Muddesteine eingelagert sind. Sie entstanden im Zeitraum vom Mittleren Eozän bis zum Unteren Miozän, wodurch die Cypress-Hills-Formation chronologisch früher einsetzt als die Gesteinsbildungen der White-River-Gruppe. Die Sedimentlagen schließen mehrere Faunengemeinschaften ein. Entsprechend dem früheren Beginns des Ablagerungsprozesses kann auch die Faunenentwicklung weiter zurückverfolgt werden. Die frühesten Komplexe, die Lokalfauna des Swift Current Creek aus der biostratigraphischen Stufe des Uintum vor 46 bis 42 Millionen Jahren und die beiden Lokalfaunen von Lac Pelletier aus dem nachfolgenden Duchesneum vor 42 bis 38 Millionen Jahren, zeigen noch einige archaischere Formen wie beispielsweise Epihippus als Angehöriger der Pferde oder Protoreodon als solchen der Agrichoeridae innerhalb der Schwielensohler wie auch mit Tachylagus unter den Hasenartigen. Bereichert wird das Spektrum durch einige Primaten aus der Gruppe der Omomyidae. In der Spätphase erscheinen dann erstmals nahe verwandte Formen von Vertretern, die später auch für das Chadronium beziehungsweise die White River Badlands relevant sind, darunter Hendryomeryx als Vorläufer von Leptomeryx und Pseudoprotoceras wiederum als der des Kamelartigen Protoceras. Andererseits treten hier auch Formen mit langer Bestandsdauer bis in das Chadronium oder Orellum auf, so der Hundeartige Hesperocyon oder der Anthracotherien-Vertreter Heptacodon. Dies trifft auch auf einige Kleinsäuger wie dem eomyiden Nagetier Adjidaumo oder dem Wühler Eumys zu. Ansonsten sind die Faunenkomplexe des Uintums und des Duchesneums durch einen hohen Grad an Endemismus geprägt. Die nachfolgenden Faunengemeinschaften der Cypress-Hill-Formation wie die Lokalfauna das Calf Creek aus dem Chadronium, die Lokalfauna des Fossil Bush aus dem Orellum oder die Lokalfauna vom Rodent Hill aus dem Whitneyum ähneln weitgehend jenen aus den White River Badlands der gleichen Zeitstufe. Es finden sich zahlreiche Gemeinsamkeiten, allen voran in dem Auftreten der Charakterformen Merycoidodon und Leptomeryx oder aber auch dem Kamel Poebrotherium und dem Hasenartigen Palaeolagus, darüber hinaus innerhalb der Pferde, der Brontotherien oder der Nashörner oder der Beutegreifer wie den Raubtieren und den Hyaenodonta. Des Weiteren verbindend mit den Fundstellen der White-River-Gruppe ist das Vorkommen einzelner archaischer Linien wie der Leptictida, Pantolesta und Apatotheria sowie zusätzlich der Multituberculata.

#### John-Day-Becken

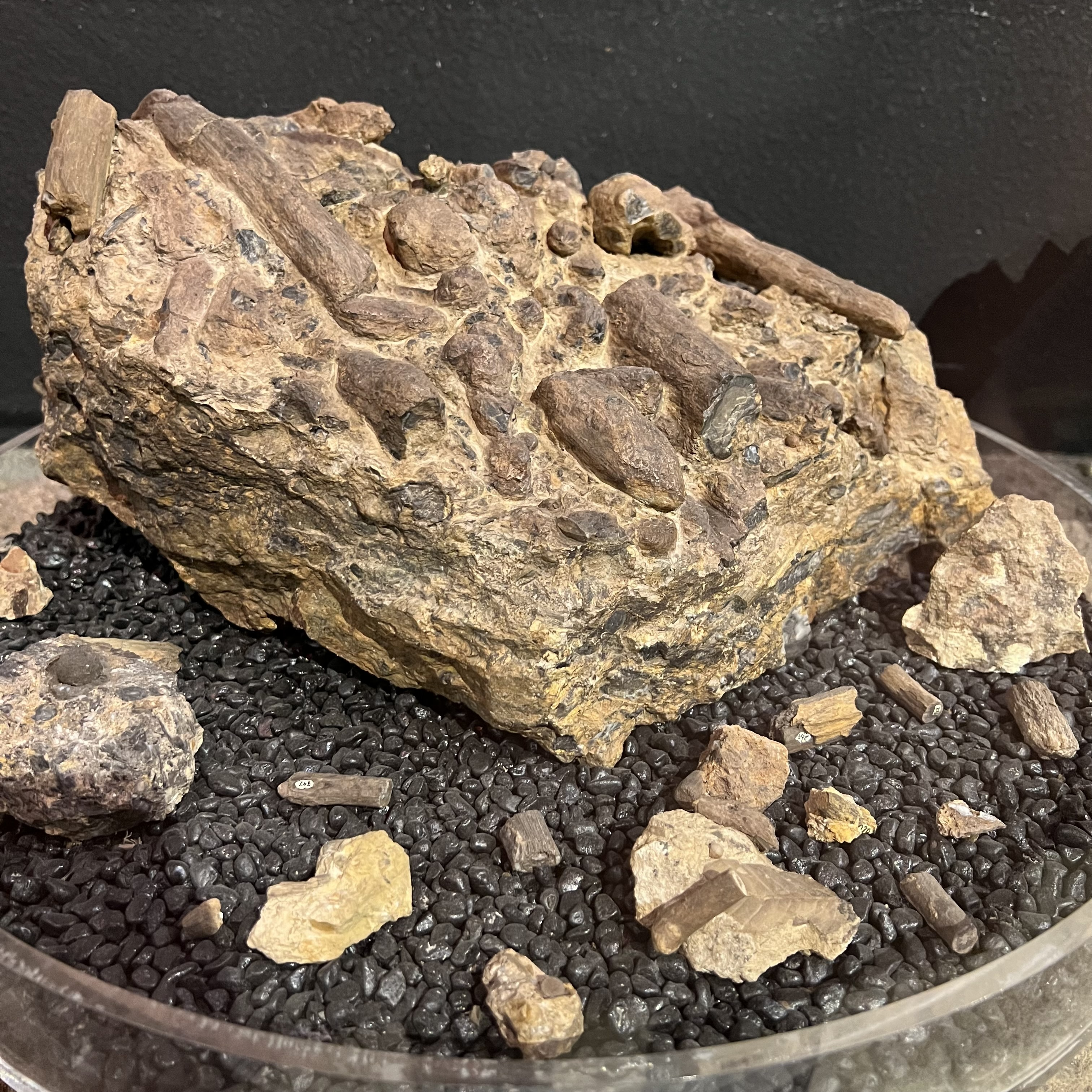
Fossile Pflanzenreste aus der Clarno-Formation

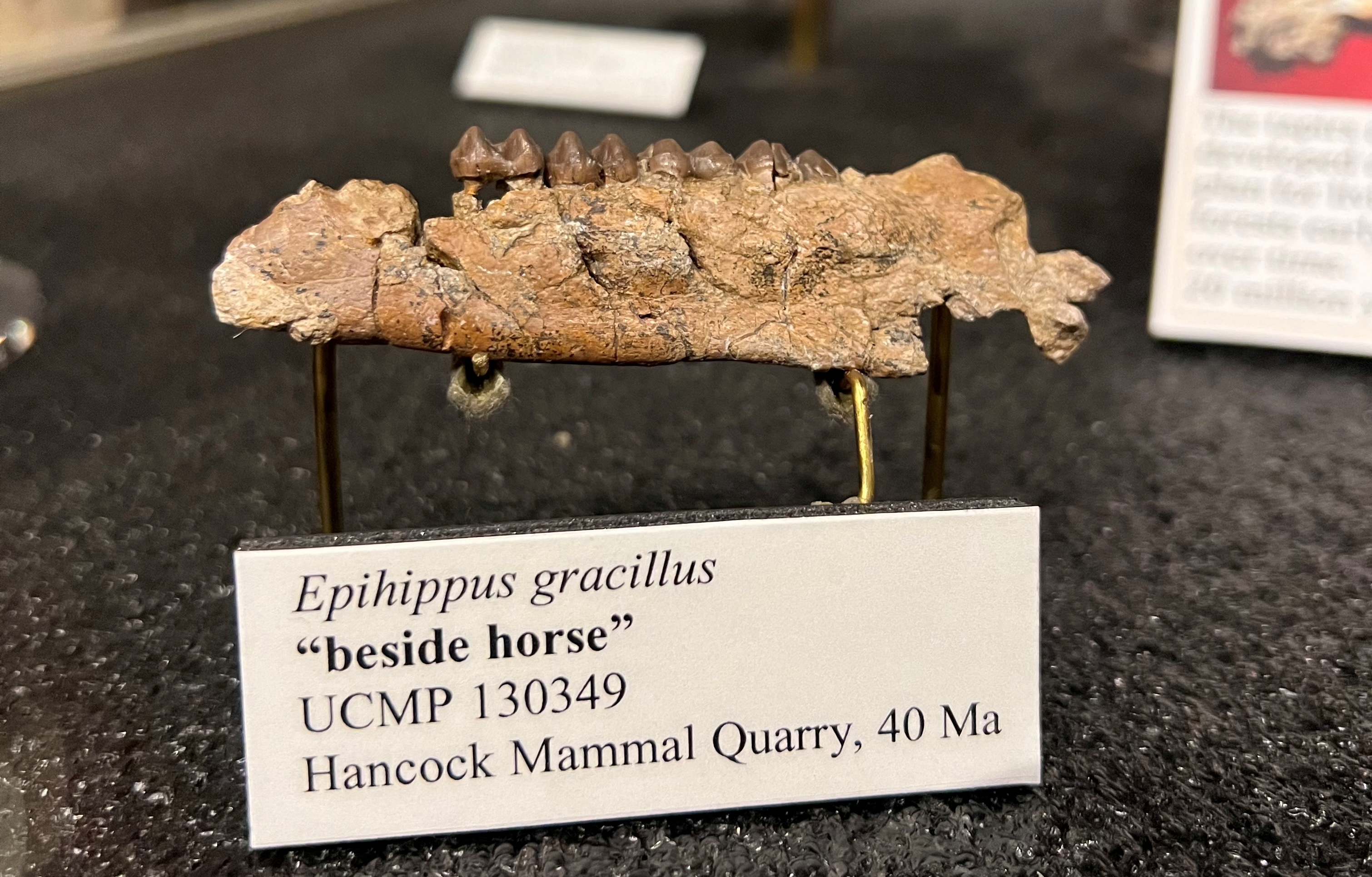
Unterkiefer von Epihippus aus der Clarno-Formation

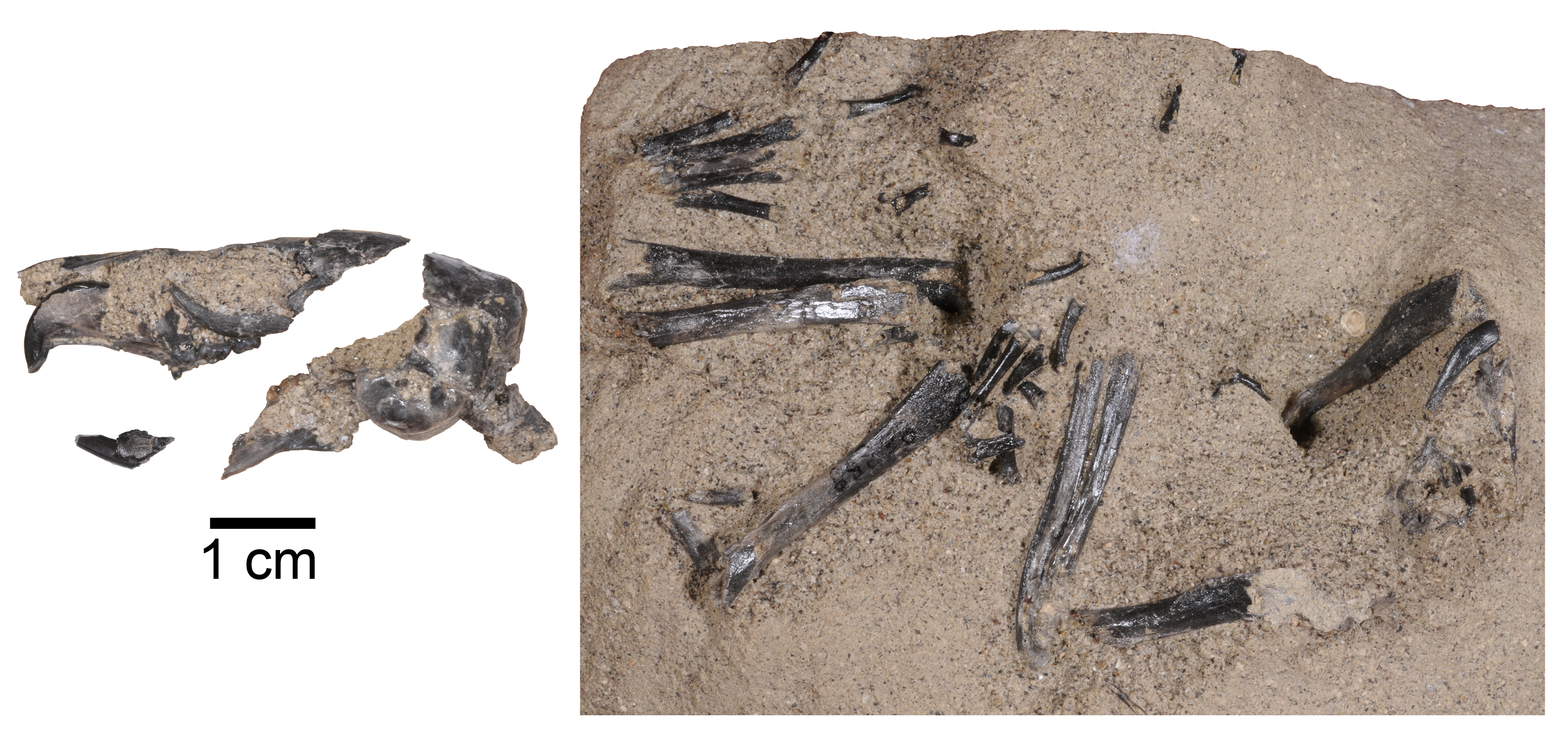
Teilskelett von Protosciurus aus der John-Day-Formation

Eine vergleichbare zeitliche Reichweite zur Cypress-Hills-Formation weisen die Ablagerungen im John-Day-Becken entlang des gleichnamigen Flusses im zentralen Teil des US-Bundesstaates Oregon auf. Die gesamte Sedimentabfolge wird über 2200 m mächtig und zeichnet nahezu ununterbrochen die Erdgeschichte vom Unteren Eozän bis zum Oberen Miozän vor 54 bis 7 Millionen Jahre nach. Die bedeutendsten Ablagerungseinheiten werden durch die Clarno-Formation aus dem Mittleren und Oberen Eozän sowie durch die John-Day-Formation aus dem Oligozän und Unteren Miozän repräsentiert. Neben einer umfassenden Vegetationsgemeinschaft mit weit über 100 Arten erbrachten die einzelnen Schichten auch eine mannigfaltige Fauna. Diese verteilt sich wiederum auf mehrere stratigraphische Horizonte, von denen der älteste, die Clarno Nut Beds innerhalb der Clarno-Formation, absoluten Datierungen zufolge 43,8 Millionen Jahre alt ist. Der gleichen Gesteinseinheit angehörend, nur wenig höher gelegen, findet sich die Hancock Mammal Quarry mit absoluten Altersdaten um 40 Millionen Jahre. Beide Fundbereiche ordnen sich damit biostratigraphisch noch vor den White River Badlands ein, was auch der Fossilgehalt widerspiegelt. Unter den Brontotherien treten mit Xylotitan, Eubrontotherium und Protitanops noch einige ältere Formen auf, ähnlich wie bei den Pferden mit Orohippus und Epihippus. Unter den Paarhufern dominieren die Achaenodontidae, Agrichoeridae und Anthracotherien. Erst in der hangenden John-Day-Formation wird das Faunendpektrum vielfältiger und nähert sich den Formen der White-River-Gruppe an. Hier sind die Fundbereiche vom Bridge Creek, Turtle Cove und Kimberley von Bedeutung, deren Alterswerte mit Streuungen von 36 bis 24 Millionen Jahren denen der White-River-Gruppe entsprechen. Die einzelnen Lokalitäten erbrachten Belege der Pferde Mesohippus und Miohippus, auch traten die Wiederkäuer Leptomeryx und Hypertragulus in Erscheinung. Das kamelartige Merycoidodon hingegen war als lokale Besonderheit nicht präsent, sondern wurde durch seine Schwestergattung Mesoreodon vertreten. Die Kleinsäuger sind wie in den White River Badlands sehr umfassend und werden von Nagetieren mit einer größeren Vielfalt dominiert, darunter Vertreter der Biber, Hörnchen, Springmäuse, Taschenmäuse und Taschenratten, aber auch der ausgestorbenen Gruppen der Eutypomyidae und Eomyidae.

#### Weitere Fundgebiete

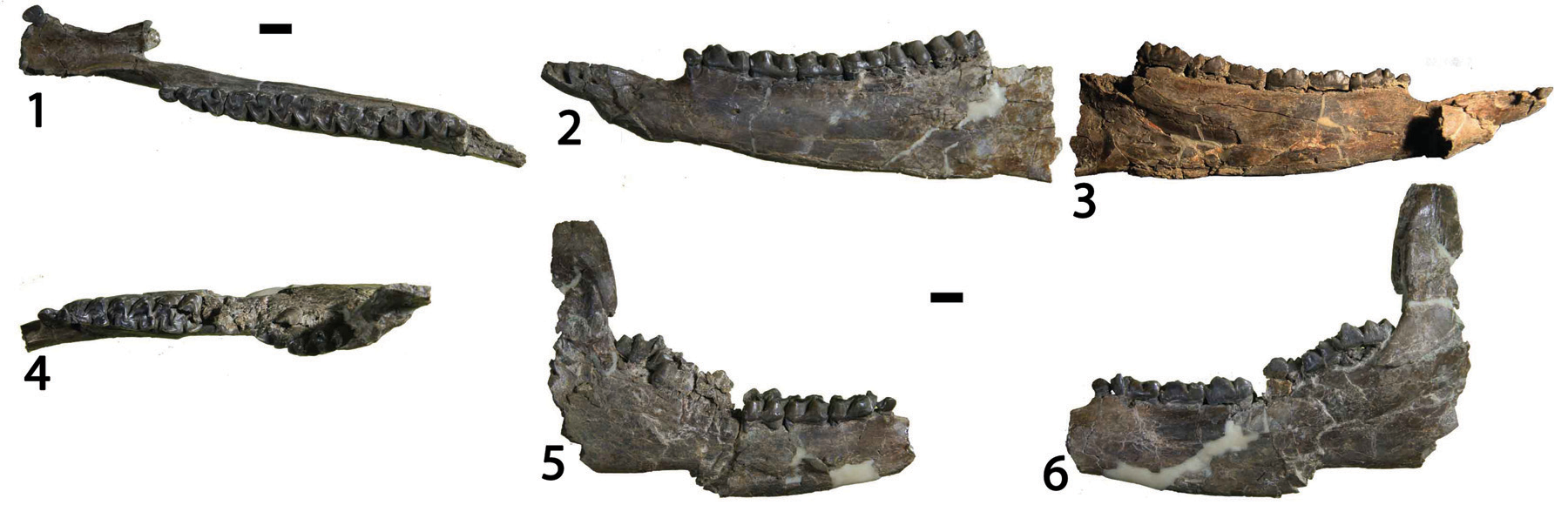
Unterkiefer von Miohippus aus der Ohanapecosh-Formation

Im Gebiet des Tieton River im süd-zentralen Teil des US-Bundesstaates Washington ist die Ohanapecosh-Formation aufgeschlossen. Sie weist eine Mächtigkeit von bis zu 1000 m auf und setzt sich aus verschiedenen Lava-, Mudde- und Geröllströmen sowie Brekzien zusammen. Innerhalb der Gesteinseinheit sind die Wildcat Creek Members von Bedeutung. Die insgesamt 300 m mächtige Folge aus vulkanoklastischen Gesteinen wird in einen unteren und oberen Abschnitt geteilt, getrennt durch eine Tufflage, die radiometrisch auf 32,2 Millionen Jahre vor heute datiert. Ein weiterer Tuff mit Alterswerten um 24,6 Millionen Jahren schließt die Sedimentserie ab. Die Wildcat Creek Members können damit dem Oligozän zugerechnet werden. Ein Großteil der Fossilfunde entstammt dem oberen Abschnitt des Schichtglieds. Bisher sind ausschließlich Säugetiere dokumentiert. Sie verteilen sich auf Nagetiere, Raubtiere, Paarhufer und Unpaarhufer. Die Faunenzusammensetzung entspricht weitgehend der der John-Day-Formation einschließlich der lokalen Besonderheiten wie das Vorkommen von Mesoreodon. Sie wird daher als nördlicher Ausläufer dieses Komplexes angesehen.
Aus weiter südlich gelegenen Regionen des nordamerikanischen Kontinents sind mehrere paläogene Lokalfaunen bekannt, die weitgehend aus dem Gebiet südlich des Pecos River im südwestlichen Texas („Trans-Pecos-Region“) stammen. Sie decken mit der Calendaria-Fauna noch das späte Uintum ab, führen dann aber vor allem in den Faunenkomplexen von Porvenir und Little Egypt des sogenannten Chambers Tuff vom Duchesneum zum Chadronium über. Weitere Lokalfaunen, unter anderem aus dem Capote Tuff oder von Ash Spring gehören dem Chadronium an. Vor allem die Porvenir-Lokalfauna ist sehr umfangreich. Typisch sind einige archaische Elemente wie etwa Hendryomeryx als Vorläufer von Leptomeryx. Allerdings teilt der Faunenkomplex auch rund drei Dutzend Gattungen mit den White River Badlands, darunter die Charakterformen Mesohippus und Merycoidodon. Letzteres ist dann ebenfalls für die Chadronium-Faunen bestätigt, in den jüngeren Komplexen kommen Formen wie Poebrotherium und Hypertragulus hinzu.

## Forschungsgeschichte

### Beginn im 19. Jahrhundert
Die wissenschaftliche Erforschung der White River Badlands begann in der Mitte des 19. Jahrhunderts. Die Region war zunächst lediglich für Pelztierjäger interessant, die das Land im Zuge der Lewis-und-Clark-Expedition erkundeten. Einer der ersten Europäer, der die White River Badlands nachweislich erreichte und über sie berichtete war James Clyman im Jahr 1823. Der bei diesen Reisen festgestellte Wildreichtum nicht nur an Bisons, sondern auch an Pelztieren am Oberlauf des Missouri begründete einen regen Handel mit den Fellen, an dem mehrere Unternehmen beteiligt waren. Darunter befand sich auch die American Fur Company, welche im Jahr 1822 einen Sitz in St. Louis im US-Bundesstaat Missouri errichtet hatte. Die Handelsgesellschaft erschloss in den 1840er Jahren eine neue Verkehrssroute, die Fort Pierre am Missouri in South Dakota mit Fort Laramie am North Platte River in Wyoming verband und bei Scenic südwärts führend die White River Badlands querte. Auf ihren Reisen sammelten verschiedene Angestellte der American Fur Company Fossilien entlang der Handelsroute, die zu Alexander Culbertson gelangten, dem damaligen Verantwortlichen der American Fur Company für den oberen Missouri. Er sandte die Funde wiederum zu seinem Vater und Onkel, die beide im US-Bundesstaat Pennsylvania lebten. Einen Unterkiefer allerdings erhielt Hiram A. Prout, ein in St. Louis ansässiger Physiker, den dieser im Jahr 1846 in einem kurzen Brief verbunden mit einer vereinfachten Zeichnung als zu einem riesigen Palaeotherium gehörig vorstellte. Eine detaillierte Ausführung erschien im Jahr darauf. Hierin gab Prout auch mit … Mauvais Terre, on the White River, […] about one hundred and fifty miles south of Fort Pierre, and sixty east of the Black Hills („…Badlands, am White River, […], rund einhundertfünfzig Meilen südlich von Fort Pierre und sechszig östlich der Black Hills“) eine genauere Herkunft des Objekts an. Dieser Unterkiefer stellt somit den ersten wissenschaftlich verbürgten Fossilrest aus den White River Badlands dar. Er galt ursprünglich als bei einem Stadtbrand in St. Louis im Jahr 1849 als verschollen, wurde aber im Jahr 1957 im Archiv des United States National Museum wiederentdeckt. Prouts Verweis des Unterkiefers zu Palaeotherium, einem kleinen Angehörigen der Pferdeartigen, hatte nur wenige Zeit Bestand, heute wird er allgemein Megacerops aus der Gruppe der Brontotheriidae zugeordnet.

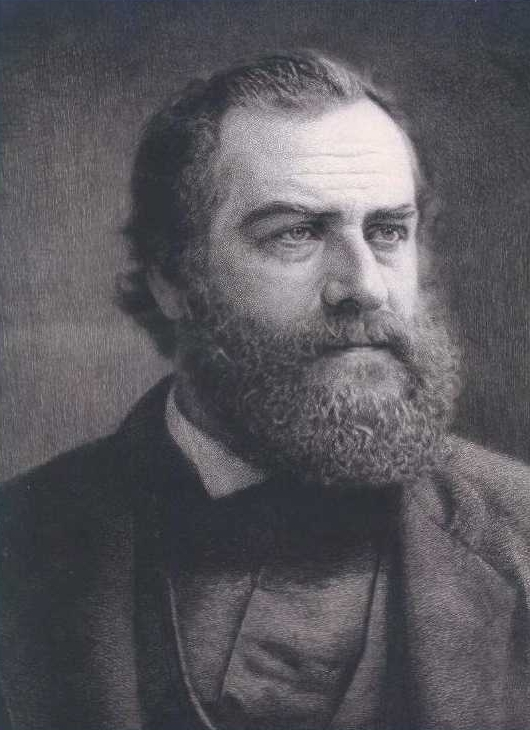
Joseph Leidy

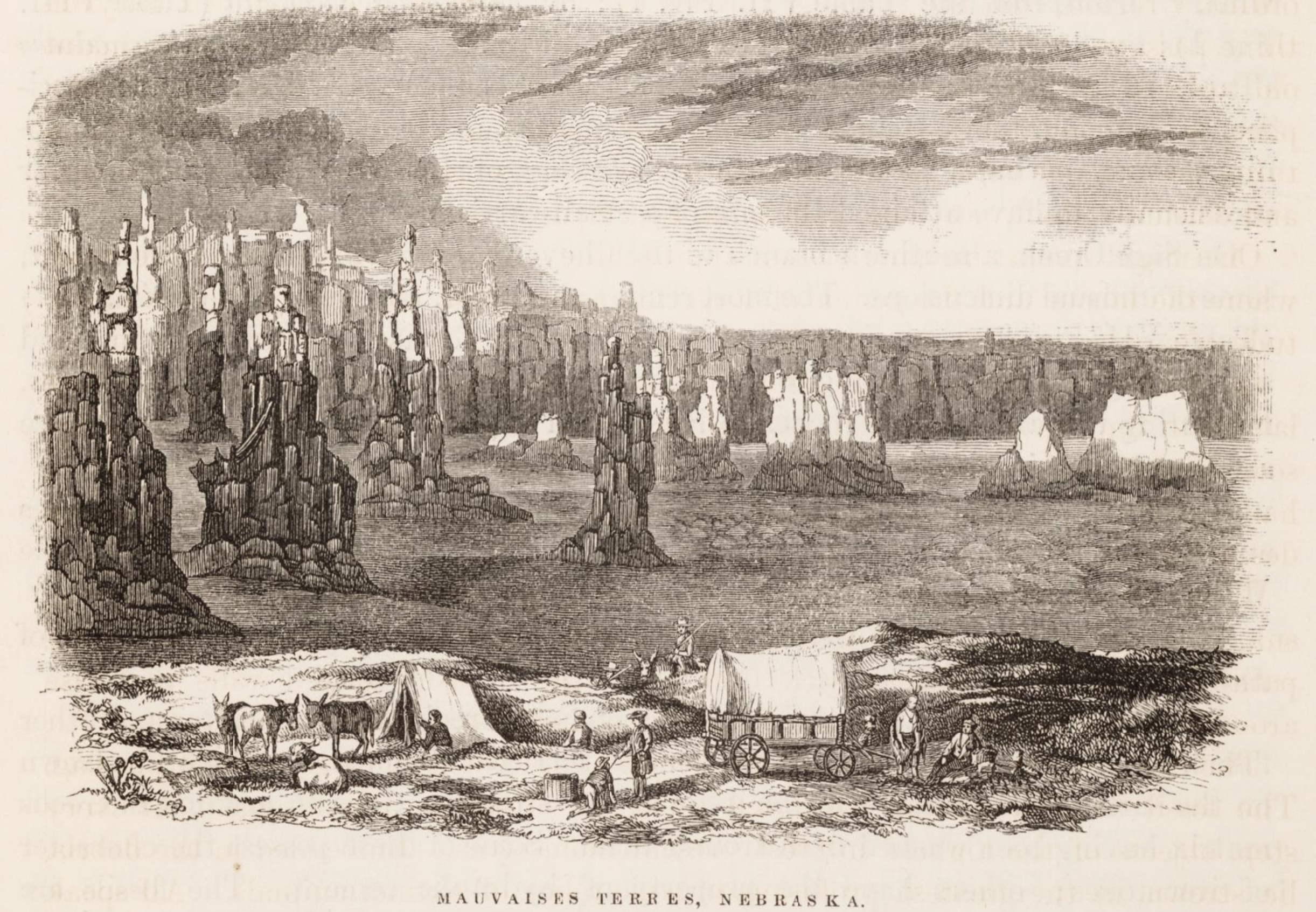
Erste bildliche Darstellung der White River Badlands durch John Evans 1852

Die Fossilfunde, welche Alexander Culbertson zu seinen Verwandten nach Pennsylvania schickte, gelangten zur Ansicht an Joseph Leidy, welcher wiederum an der University of Pennsylvania in Philadelphia lehrte und als Begründer der Wirbeltierpaläontologie in Nordamerika angesehen wird. Das Material enthielt mehrere Schädel. Einen davon erkannte Leidy als einem urtümlichen Vertreter der Kamele zugehörig. Er beschrieb diesen im Jahr 1847 unter der Bezeichnung Poebrotherium. Nur ein Jahr später führte Leidy den frühen Wiederkäuer Merycoidodon ein, basierend auf einzelnen Kieferfragmenten. Diese ersten, von Leidy getätigten Publikationen lenkten die Aufmerksamkeit von weiteren Wissenschaftlern auf die Region. Im Jahr 1849 entsandte der im Staatsdienst tätige Geologe David Dale Owen seinen Assistenten John Evans in die White River Badlands. Evans hielt sich dort rund eine Woche auf und sammelte zahlreiche Fossilien, die er Leidy übergab. Die Ergebnisse dieser Arbeit wurden im Jahr 1852 von Owens, Evans und Leidy gemeinsam publiziert. Hierin eingeschlossen war auch die erste bildliche Darstellung der Badlands durch Evans. Im gleichen Zeitraum unternahm Thaddeus A. Culbertson, der Halbbruder von Alexander Culbertson, eine Reise in die White River Badlands. Unterstützt von Spencer F. Baird, dem Kurator der Smithsonian Institution, sammelte er Fossilien, der er gleichfalls Leidy übergab. Dieser konnte dann schon 1850 erste Ergebnisse vorlegen, unter anderem in der Benennung von Archaeotherium als Vertreter der Entelodontidae und Agriochoerus, einem frühen Angehörigen der Schweineartigen. Auf Bairds Expedition geht auch die Benennung von Stylemys zurück, der ersten fossilen Schildkröte, die in Nordamerika erkannt wurde. Ein erster zusammenfassender monographischer Überblick über die fossile Fauna der White River Badlands erschien dann im Jahr 1853 unter dem Titel The ancient fauna of Nebraska: a description of remains of extinct mammalia and chelonia, from the Mauvaises Terres of Nebraska, in dem Leidy alle von ihm, Owen, Evans und Culbertson getätigten Arbeiten zusammenfasste.
Im gleichen Jahr als Leidys erste Monographie zu den White River Badlands veröffentlicht wurde, unternahm Evans eine weitere Expedition in die Region. Er traf dort auch auf Ferdinand Vanderveer Hayden und Fielding Bradford Meek, die beide im Auftrag von James Hall des New York Geological Survey in Albany unterwegs waren. Beide Expeditionsgruppen sammelten gemeinsam Fossilien entlang der Handelsstraße zwischen Fort Pierre und Fort Laramie. Hayden selbst kehrte noch zweimal in die White River Badlands zurück, so im Jahr 1855 und elf Jahre später nach dem Ende des amerikanischen Bürgerkireges. Das gesamte aufgefundenen Fossilmaterial ging wiederum an Leidy zur Begutachtung, wodurch unter anderem Gattungen wie Leptochoerus aus der Verwandtschaftsgruppe der Entelodonten, Leptauchenia, welches Merycoidodon nahesteht, oder die frühe Hasenform Palaeolagus benannt werden konnten. Hayden selbst veröffentlichte seine Ergebnisse zur Geologie der Landschaft, teilweise gemeinsam mit Meek. Auf beide geht auch die Bezeichnung White-River-Gruppe für die Ablagerungseinheiten der White River Badlands zurück, welche sie im Jahr 1861 prägten. Bereits im Jahr 1857 hatten beide eine Zweiteilung der Schichten der Region herausgearbeitet. Die untere Sedimentfolge wiesen sie als Titanotherium beds aus, benannt nach der Häufigkeit an Resten von Brontotherien der Gattung Megacerops für die „Titanotherium“ ein Synonym darstellt. Für die obere Serie wählten sie die Bezeichnung Oreodon beds (auch Turtle and oreodon beds), wofür wiederum die hohe Anzahl an Funden von frühen Wiederkäuern der Gattung Merycoidodon (Synonym „Oreodon“) Pate standen. Zudem beteiligte sich Hayden an Leidys zweiter Monographie zu den White River Badlands, die im Jahr 1869 gedruckt wurde und den Titel The extinct mammalian fauna of Dakota and Nebraska trägt. Gegenüber der sechzehn Jahre zuvor erschienenen ersten Monographie hatte sich das faunistische Spektrum deutlich erweitert. Dadurch stellt das Werk neben verschiedenen Paar- und Unpaarhufern auch Raubtiere, Nagetiere, Hasenartige und Insektenfresser vor. In seinen einführenden Worten vermerkt Leidy, dass er bis zu diesem Zeitpunkt rund drei bis vier Tonnen an Fundmaterial aus den White River Badlands gesichtet hatte. Es sollte die beste Dokumentation der fossilen Fauna für die nächsten siebzig Jahre bleiben.

### Die Zeit der Cope-Marsh-Fehde
Ab den 1870er Jahren waren die Fossilfundstellen der White River Badlands in eine wissenschaftliche Fehde einbezogen, die zwischen Edward Drinker Cope und Othniel Charles Marsh ausgetragen wurde. Kollektiv als Bone Wars bezeichnet prägte sie maßgeblich die paläontologische Forschungslandschaft Nordamerikas jener Zeit. Die Haupttätigkeiten in den White River Badlands übernahm hier Marsh von der Yale University und dem damit verbundenen Peabody Museum of Natural History, beide ansässig in New Haven im US-Bundesstaat Connecticut. Besonderes Augenmerk legte Marsh auf die Überreste von Brontotherien, zu denen er bereits Anfang der 1870er Jahre Aufsätze veröffentlicht und dabei den allerdings heute ungültigen Gattungsnamen „Brontotherium“ kreiert hatte. Sein zentrales Untersuchungsgebiet befand sich hierbei im nördlichen Teil des US-Bundesstaates Nebraska, er stieß allerdings auch bis nach South Dakota vor. Während seiner Forschungen strebte Marsh eine genaue stratigraphische Zuordnung der Fossilien an, was ihm die Bestimmung von Leithorizonten ermöglichte. Die Methodik war zwar prinzipiell bereits seit dem Beginn des 19. Jahrhunderts bekannt, wurde in den White River Badlands zuvor aber nur selten angewendet. Marsh selbst besuchte die White River Badlands zwischen 1871 und 1875 mehrfach, engagierte ansonsten Sammler, die ihm die Fossilien zusandten. Besonders erfolgreich hierbei war John Bell Hatcher, der ab dem Jahr 1886 die Region bereiste. In den von ihm bis 1888 durchgeführten drei Feldkampagnen mit einer Gesamtdauer von 15 Monaten barg Hatcher insgesamt 105 Schädel von Brontotherien zuzüglich mehrerer Skelette und isolierter Knochen. Das Gesamtgewicht belief sich schätzungsweise auf 24,5 t. Das immense Fundmaterial veranlasste Marsh, zahlreiche weitere, weitgehend heute nicht akzeptierte Gattungen wie „Brontops“, „Menops“ oder „Titanops“ zu unterscheiden.

### Die Jahrhundertwende bis zur Mitte des 20. Jahrhunderts
Mit dem Ausklang der 1880er Jahre näherte sich die Cope-Marsh-Fehde ihrem Ende. Bereits im Verlauf des Jahrzehnts zeigten weitere wissenschaftliche Institutionen ihr Interesse an den White River Badlands. Hierzu gehörte die American Museum of Natural History in New York, in dessen Auftrag Jacob Lawson Wortman das Gebiet erforschte. Seine vorwiegend geologischen Arbeiten erlaubten es ihn, die Oreodon beds nach Hayden und Meek in eine untere Serie, die eigentlichen Oreodon beds und eine obere Serie, die Protoceras beds, zu unterteilen. Letztere benannte er nach dem häufigen Auftreten des Kamelartigen Protoceras, welches nur zwei Jahre zuvor von Marsh wissenschaftlich eingeführt worden war. Gleichzeitig hob Wortman das Auftreten von Leptauchenia in diesem Sedimentationsabschnitt hervor. Er veröffentlichte die Studie im Jahr 1893.
Als einer der wichtigsten Akteure für die Erforschung der White River Badlands erwies sich die Princeton University aus Princeton im US-Bundesstaat New Jersey, deren Arbeiten ab den 1890er Jahren für die nächsten sechs Dekaden mitbestimmend sein sollten. Die führenden Paläontologen der Einrichtung, Henry Fairfield Osborn und William Berryman Scott, hatten das Gebiet zwar bereits im Jahr 1882 erkundet, kehrten dann aber erst 1890 zurück. Ab dann sollten bis weit in das erste Drittel des 20. Jahrhunderts fast jährlich Expeditionen in die White River Badlands stattfinden. Im Jahr 1893 konnten die beiden Wissenschaftler John Bell Hatcher gewinnen, dessen Zusammenarbeit mit Marsh auslief. Im gleichen Jahr publizierte Hatcher, der neben seiner Tätigkeit als Fossiliensammler auch geologische Untersuchungen durchführte, seine Beobachtungen zu den Titanotherium beds, die er im Verlauf seiner Tätigkeit mit Marsh gewonnen hatte. Dabei konnte er mehrere Unterschichten ausweisen. Hatcher verließ die Princeton University im Jahr 1900 wieder und wurde fünf Jahre später durch William John Sinclair ersetzt. Sinclair widmete sich ab den 1920er Jahren überwiegend den oberen Ablagerungseinheiten der White River Badlands und veröffentlichte seine Untersuchungen zur Litho- und Biostratigraphie sowie zur Taphonomie. Hierfür konnte er auch seinen ersten Schüler, Harold R. Wanless, begeistern. Dessen Arbeiten zur Geologie der White River Badlands sind bis heute noch Standard. Eine gemeinsam mit Scott geplante Gesamtdarstellung der Säugetierfauna der White River Badlands konnte Sinclair nicht mehr verwirklichen, da er im Jahr 1935 verstarb. Dies übernahm sein Schüler und Nachfolger Glenn Lowell Jepsen. Zwischen 1936 und 1941 erschien dann das fünfbändige Werk The Mammalian fauna of the White River Oligocene. Jeder einzelne Band handelte hierbei eine oder mehrere größere Tiergruppen ab, beginnend mit den Insektenfressern und Raubtieren (1936) über die Nagetiere (1937), Hasenartige (1940) und Paarhufer (1940) bis hin zu den Unpaarhufern (1941), wobei letzterer Band auch die Palaeanodonta und die Beuteltiere einschloss. Es handelt sich hierbei um die umfangreichste Abhandlung zu den White River Badlands seit Leidys zweiter Monographie aus dem Jahr 1869. Jepsens Nachfolger John Clark setzte ab den 1930er Jahren dessen Arbeiten fort. Seine Haupttätigkeiten bezogen sich zunächst auf die älteren Ablagerungseinheiten, dehnten sich später auch auf die oberen aus.

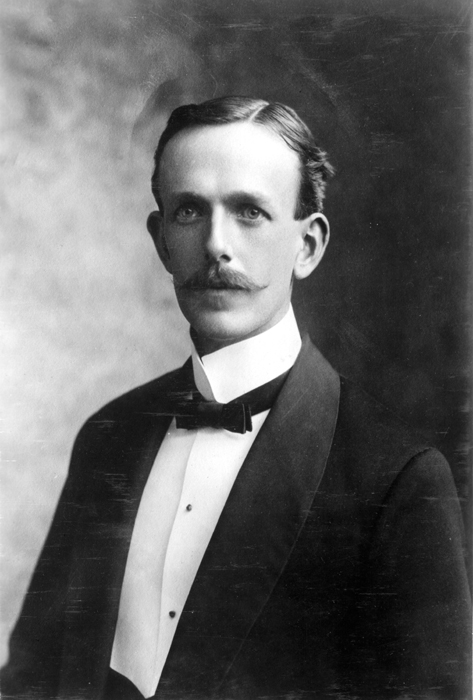
Nelson Horatio Darton

Bedeutend bezüglich der geologischen Abfolge der White River Badlands sind die Arbeiten von Nelson Horatio Darton, die auf Felduntersuchungen im Jahr 1897 in Nebraska basieren. In dem zwei Jahre später veröffentlichten Bericht des United States Geological Survey benannte Darton die Chadron-Formation und die Brule-Formation, welche die von Meek und Hayden an Leitfossilien orientierten Bezeichnungen Titanotherium beds für erstere und Oreodon beds beziehungsweise Protoceras beds für letztere durch geographische Bezugslokalitäten ersetzten. Eine neben der Princeton University sehr lange Wirkungszeit in den White River Badlands hat auch die South Dakota School of Mines and Technology in Rapid City vorzuweisen. Der dort angestellte Geologe Cleophas C. O’Harra besuchte das Gebiet erstmals im Jahr 1899, dem in den nächsten zwei Dekaden jährlich weitere folgen sollten. Später übernahm dies kurzfristig Glenn Lowell Jepsen, bevor dieser an die Princeton University überwechselte. O’Harras Arbeiten waren hauptsächlich geologischer, weniger paläontologischer Natur. Er verhalf auch den von Darton geprägten Formationsnamen zu weiter Akzeptanz, auch wenn in den nachfolgenden Jahren noch die älteren Bezeichnungen vereinzelt genutzt wurden. Im Jahr 1920 verfasste er zudem ein populäres Buch über die White River Badlands. In den 1930er Jahren übernahm dann James D. Bump die Forschungen. Er gliederte unter anderem im Jahr 1956 die Brule-Formation in mehrere Schichtglieder. Bereits zwei Jahre zuvor hatte John Clark von der Princeton University dies für die Chadron-Formation getätigt. Ebenfalls als Angehörige der South Dakota School of Mines and Technology etablierten John C. Harksen und Kollegen im Jahr 1961 die Sharps-Formation als unterstes Glied der Arikaree-Gruppe.

### Moderne Forschungen
Die weiteren Forschungen wurden zunächst von der Princeton University und der South Dakota School of Mines and Technology fortgesetzt. Ein von John Clark zusammen mit weiteren Autoren im Jahr 1967 erschienenes Werk thematisierte vor allem die Paläoökologie und Paläoklimatologie der White River Badlands und leitete damit die moderne Forschung ein. Die Folgezeit stand im Zeichen neuer Techniken und Untersuchungsmethoden, etwa zum Paläomagnetismus und zur Paläopedologie. Ebenso wurde Augenmerk auf Mikrofossilien von Kleinwirbeltieren oder Wirbellosen wie auch auf Spurenfossilien gelegt. All dies verhalf dazu, ein schlüssiges Bild der Entwicklung der Landschaft der White River Badlands im Verlauf des Eozäns über das Oligozän zum Miozän und darüber hinaus zu entwerfen.

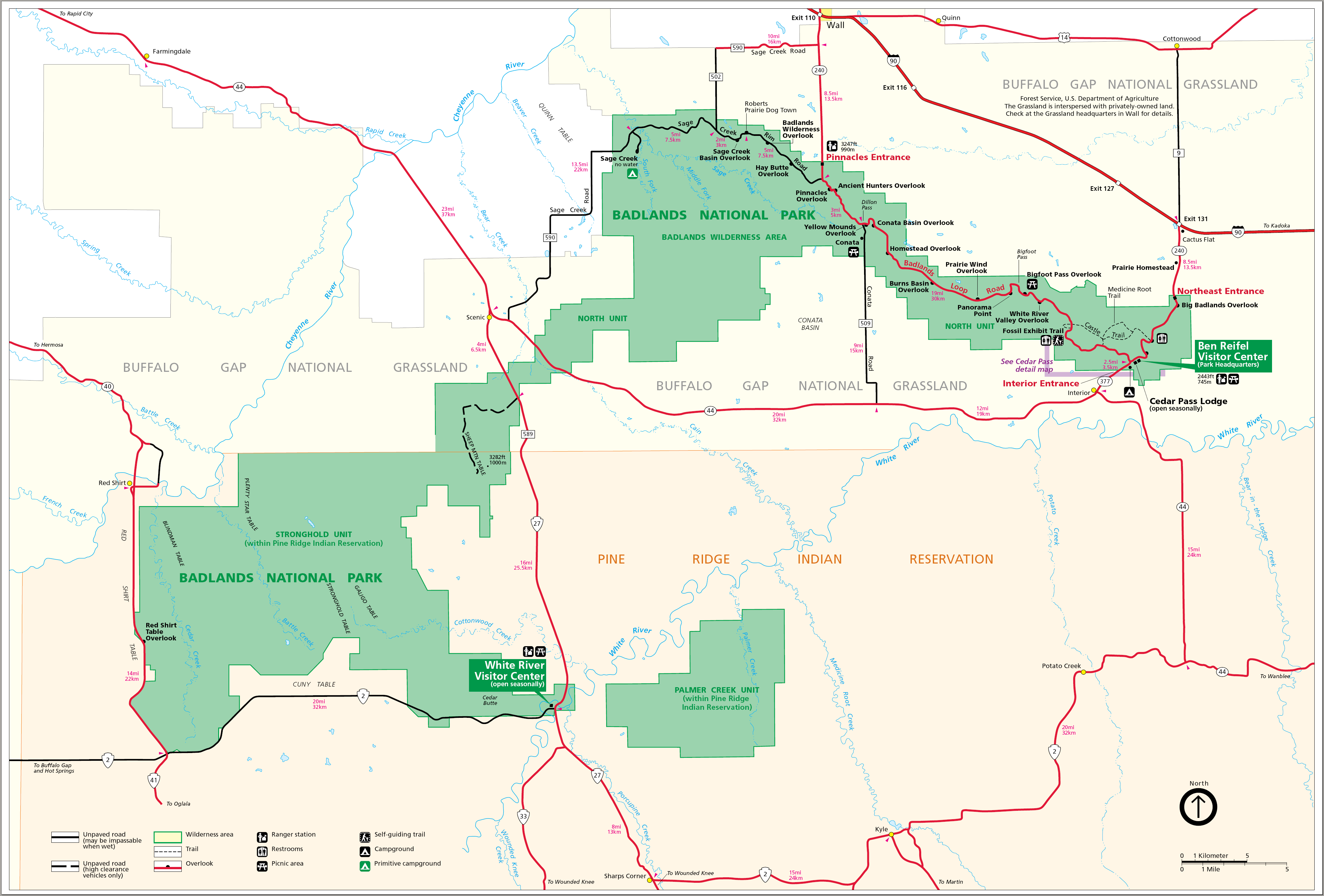
Karte des Badlands-Nationalparks

Nachdem der nördliche Teil der White River Badlands bereits im Jahr 1939 auf einer Fläche von 449 km² als National Monument unter Schutz gestellt worden war, erfolgte fast 40 Jahre später eine Erweiterung nach Süden. Damit wurde im Jahr 1978 der Badlands-Nationalpark in South Dakota ausgerufen, was als besonderes Ereignis gilt. Das Schutzgebiet umfasst heute mehr als 980 km² in drei Einheiten (North Unit, South Unit und Palmer Creek Unit). Es erstreckt sich über Teile des Oglala Lakota, Pennington und Jackson County im südwestlichen South Dakota und damit über einen größeren Teil der White River Badlands. Jährlich besuchen rund eine Million Menschen den Nationalpark, daneben beherbergt er mehrere Forschungsteams mit unterschiedlichen Schwerpunktgebieten und organisiert Grabungspraktika für den universitären wissenschaftlichen Nachwuchs. Im Südwesten des US-Bundesstaates North Dakota schützt der ebenfalls im Jahr 1978 gegründete Theodore-Roosevelt-Nationalpark die Little Badlands auf einer Fläche von rund 285 km². Der Toadstool Geological Park übernimmt im nördlichen Nebraska eine ähnliche Funktion.

## Fundverbleib
Aufgrund der langen Forschungsgeschichte und der zahlreichen an den Untersuchungen beteiligten Institutionen sind Fossilfunde aus den White River Badlands über zahlreiche museale Einrichtungen verteilt. Bedeutende Sammlungen finden sich unter anderem im American Museum of Natural History in New York, an der Princeton University in Princeton in New Jersey, an der Smithsonian Institution in Washington, D.C., am Peabody Museum of Natural History der Yale University in New Haven oder an der South Dakota School of Mines and Technology in Rapid City. Außerhalb Nordamerikas stellen unter anderem das Naturhistorische Museum in Wien und das Paläontologische Museum in Zürich Fossilmaterial aus den White River Badlands aus.